# Liste der Biografien/Kuh
Liste der Biografien |
Portal Biografien |
Personensuche
# |
A |
B |
C |
D |
E |
F |
G |
H |
I |
J |
K |
L |
M |
N |
O |
P |
Q |
R |
S |
T |
U |
V |
W |
X |
Y |
Z |
?
 
Ka |
Kb |
Kc |
Kd |
Ke |
Kf |
Kg |
Kh |
Ki |
Kj |
Kl |
Km |
Kn |
Ko |
Kp |
Kr |
Ks |
Kt |
Ku |
Kv |
Kw |
Ky |
Kx |
Kz
 
Kua |
Kub |
Kuc |
Kud |
Kue |
Kuf |
Kug |
Kuh |
Kui |
Kuj |
Kuk |
Kul |
Kum |
Kun |
Kuo |
Kup |
Kuq |
Kur |
Kus |
Kut |
Kuu |
Kuv |
Kuw |
Kux |
Kuy |
Kuz
Die Liste der Biografien führt alle Personen auf, die in der deutschsprachigen Wikipedia einen Artikel haben. Dieses ist eine Teilliste mit 1100 Einträgen von Personen, deren Namen mit den Buchstaben „Kuh“ beginnt.

## Kuh
- Kuh, Anton (1890–1941), österreichischer Journalist, Schriftsteller und VortragskünstlerAnton Kuh (1890–1941)

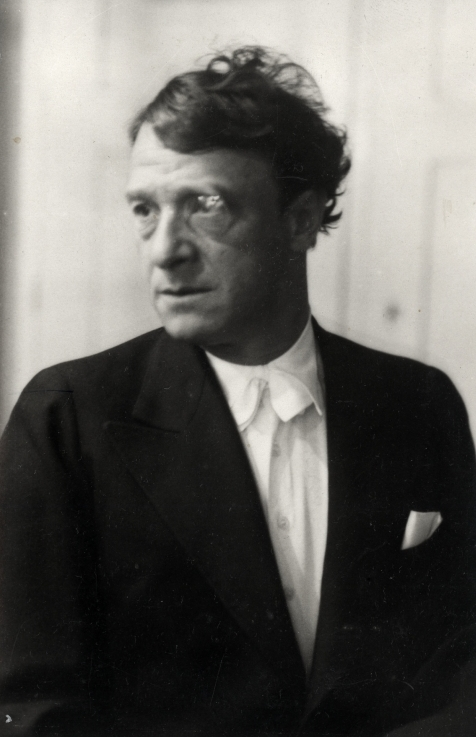
Anton Kuh (1890–1941)

- Kuh, David (1819–1879), deutsch-böhmischer Journalist und Politiker
- Kuh, Emil (1828–1876), österreichischer Schriftsteller
- Kuh, Ephraim Moses (1731–1790), deutsch-jüdischer Dichter und Kaufmann
- Kuh, Gertrude (1893–1977), US-amerikanische Landschaftsarchitektin
- Kuh, Wilhelm (1886–1967), deutscher Maler und Zeichner
- Kuh-Chrobak, Paul (1863–1931), österreichischer Beamter und Finanzminister

### Kuha
- Kuha, Jouko (* 1939), finnischer Leichtathlet
- Kuhač, Franjo (1834–1911), kroatischer Musikpädagoge, Musikhistoriker und Volksmusikkundler
- Kuhan, Aljaksandr (* 1991), belarussischer Fußballspieler
- Kuhara, Fusanosuke (1868–1965), japanischer Unternehmer und Politiker
- Kuharić, Franjo (1919–2002), kroatischer Kardinal und Erzbischof von Zagreb

### Kuhb
- Kühbacher, Klaus-Dieter (1943–2023), deutscher Verwaltungsbeamter und Politiker (SPD), MdL, MdB, brandenburger Landesminister
- Kuhbandner, Christof (* 1974), deutscher Psychologe
- Kuhbandner, Valentin (1921–1980), deutscher Politiker (SPD)
- Kühbauch, Sven (* 1976), deutscher Gitarrist, Komponist und Autor
- Kühbauer, Dietmar (* 1971), österreichischer FußballspielerDietmar Kühbauer (* 1971)

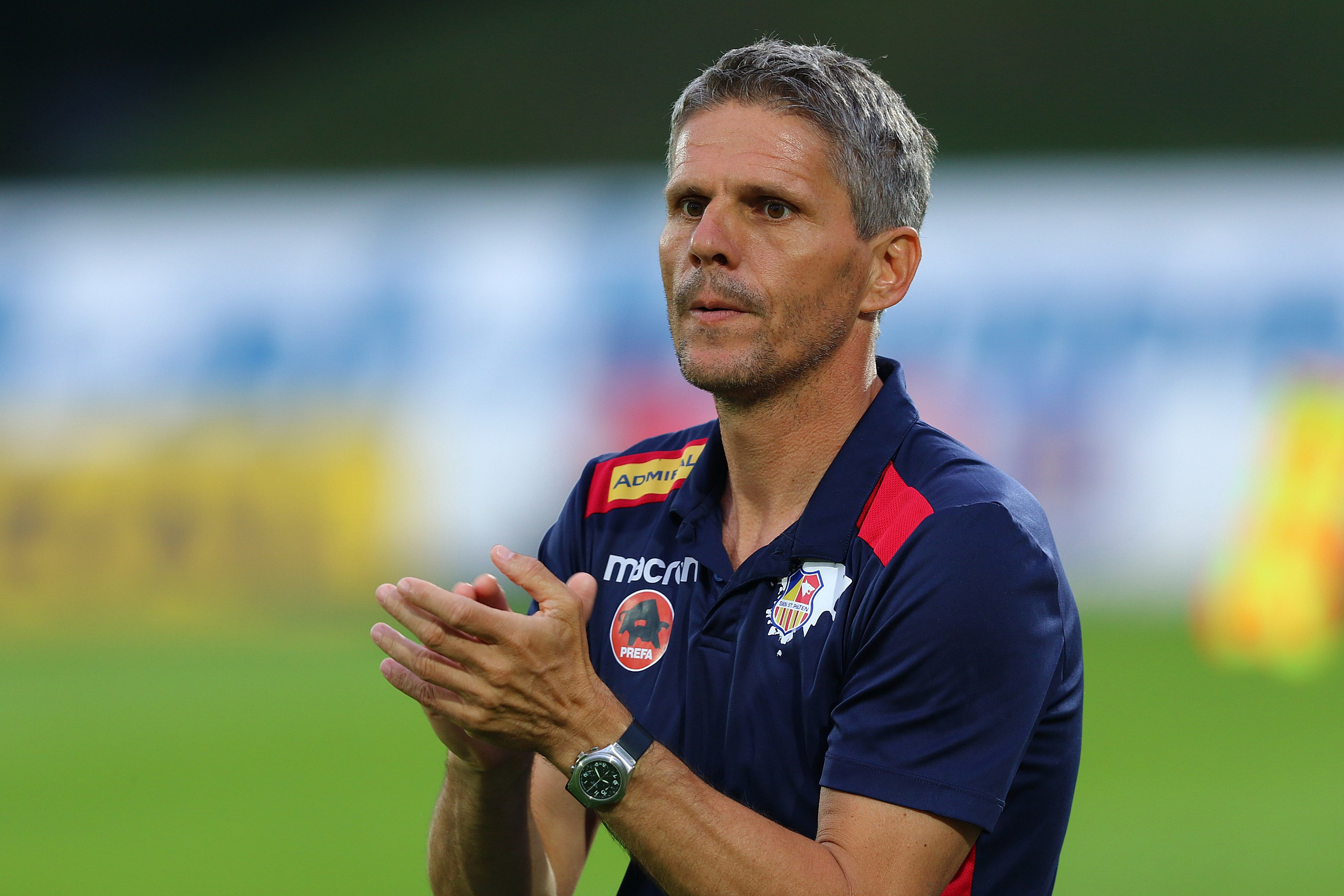
Dietmar Kühbauer (* 1971)

- Kuhbeil, Carl Ludwig (1766–1823), deutscher Zeichner, Maler und Radierer
- Kühberger, Andreas (* 1974), österreichischer Politiker (ÖVP), Abgeordneter zum Nationalrat
- Kühberger, Christoph (* 1975), österreichischer Historiker, Geschichts- und Politikdidaktiker
- Kühberger, Johann Nepomuk (1889–1957), römisch-katholischer Priester, Organist und Kirchenmusiker
- Kühberger, Leo (* 1975), österreichischer Historiker, Kulturanthropologe, Journalist und Übersetzer
- Kuhbier, Anke (1943–2018), deutsche Politikerin (SPD), MdHB
- Kuhbier, Heinz (1907–1998), deutscher Jurist, Verwaltungsbeamter und Oberkreisdirektor des Landkreises Siegen
- Kuhbier, Jörg (* 1940), deutscher Jurist und Politiker (SPD), Hamburger Senator
- Kuhbier, Peter (* 1938), deutscher Mathematiker, Wirtschaftswissenschaftler und Ökonometriker
- Kühborth, Wolfgang (1924–2017), deutscher Ingenieur und Unternehmer

### Kuhe
- Kühebacher, Egon (* 1934), italienischer Sprachwissenschaftler, Historiker und Germanist (Südtirol)
- Kuhestani, Abdul Sabur Farid (1952–2007), afghanischer Politiker

### Kuhf
- Kuhfahl, Gustav (1870–1938), deutscher Jurist und Fotograf
- Kuhfahl, Otto Christian Friedrich (1768–1837), deutscher Pädagoge
- Kuhfittig, Susann (* 1965), deutsche Skilangläuferin
- Kuhfuß, Günter (1926–2001), deutscher Kommunalpolitiker (SPD)
- Kuhfuß, Kathleen (* 1979), deutsche Politikerin (Bündnis 90/Die Grünen), MdL
- Kuhfuss, Paul (1883–1960), deutscher Maler und Zeichner

### Kuhh
- Kühhas, Manuela (1963–2018), österreichische Judoka
- Kühhorn, Angelika (* 1986), deutsche Skispringerin

### Kuhi
- Kuhirt, Ullrich (1925–1983), deutscher Kunsthistoriker

### Kuhk
- Kuhk, Rudolf (1901–1989), deutscher Ornithologe

### Kuhl
- Kuhl, Aaron (* 1996), englischer Fußballspieler
- Kuhl, Albert (1889–1966), österreichischer Elektriker und Politiker
- Kühl, Alexander (* 1973), deutscher Basketballspieler
- Kühl, Alexander (* 1973), deutscher Autor von Thrillern und Krimis
- Kuhl, Andreas (* 1979), deutscher Ju-Jutsu-Sportler
- Kuhl, Anke (* 1970), deutsche Illustratorin und Autorin von Kinderbüchern
- Kühl, Anna (1878–1951), deutsche Landschafts- und Stilllebenmalerin
- Kuhl, Annika (* 1972), deutsche Theater- und FilmschauspielerinAnnika Kuhl (* 1972)

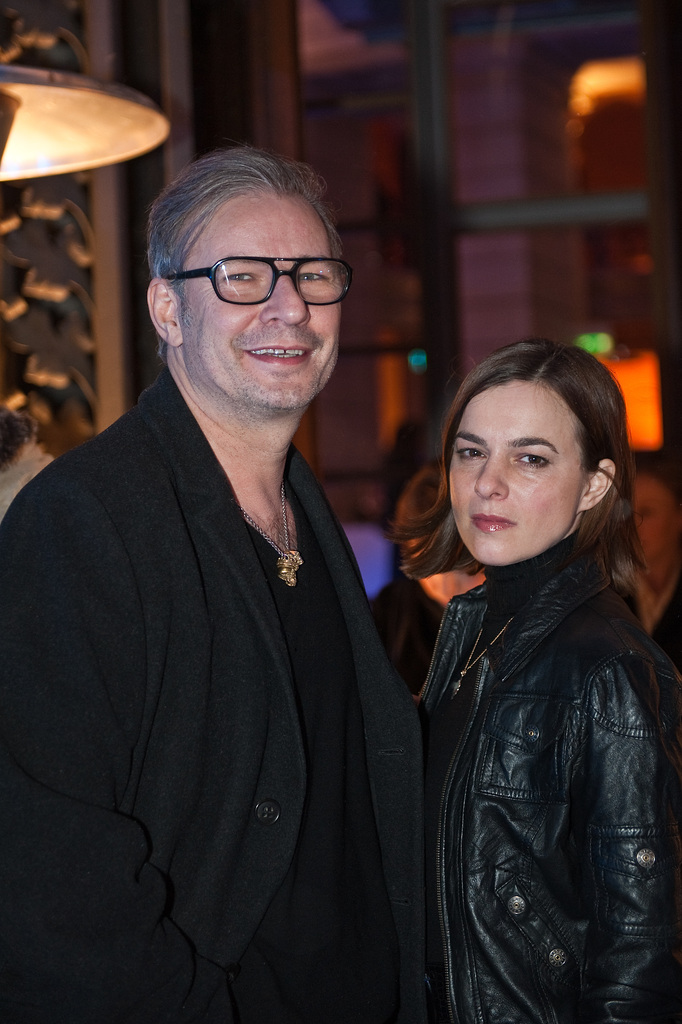
Annika Kuhl (* 1972)

- Kühl, Anselm (* 1939), deutscher Geologe
- Kühl, Axel Werner (1893–1944), deutscher evangelisch-lutherischer Theologe
- Kühl, Barbara (* 1939), deutsche Schriftstellerin und Hörspielautorin
- Kühl, Bernhard (1886–1946), deutscher General der Flieger
- Kühl, Bernhard Friedrich (1808–1882), Apotheker
- Kuhl, Carolina (* 2005), deutsche Tennisspielerin
- Kühl, Carsten (1887–1964), deutscher Maler, Bildhauer und Heimatforscher
- Kühl, Carsten (* 1962), deutscher Politiker (SPD), Finanzminister in Rheinland-Pfalz
- Kuhl, Christiane (* 1966), deutsche Radiologin und Hochschullehrerin
- Kühl, Claus (1817–1896), deutscher Lehrer, Landmesser, Publizist und Hardesvogt
- Kuhl, Curt (1890–1959), deutscher Theologe
- Kuhl, David E. (1929–2017), US-amerikanischer Mediziner
- Kühl, David Lucas (1752–1837), Bürgermeister von Stralsund
- Kuhl, Dirk (1940–2023), deutscher Lehrer
- Kühl, Eberhard (* 1936), deutscher Politiker (SED)
- Kuhl, Edwina (* 2010), deutsche Kinderdarstellerin
- Kuhl, Ernst (1843–1911), deutscher Bauingenieur
- Kühl, Ernst (1888–1972), deutscher Offizier, zuletzt Oberst sowie Kampfflieger im Zweiten Weltkrieg
- Kühl, Ernst (1906–1993), deutscher Politiker (CDU), MdL
- Kühl, Flemming (* 1998), deutscher Unihockeyspieler
- Kühl, Fritz (* 1935), deutscher Leichtathlet
- Kühl, Georg (1905–1980), deutscher Pädagoge und Politiker (SPD)
- Kuhl, Günter (1907–1948), deutscher Jurist, SS-Obersturmbannführer und Gestapo-Dienststellenleiter
- Kühl, Gustav (1869–1906), deutscher Bibliothekar und Schriftsteller
- Kühl, Hans (1879–1969), Pionier der Zementchemie und Baustofftechnologie
- Kühl, Hans Heinrich (1907–1974), deutscher Rechtsanwalt und Kommunalbeamter
- Kuhl, Hans-Joachim (* 1949), deutscher Politiker (FDP), MdL
- Kuhl, Hans-Jürgen (* 1941), deutscher GrafikdesignerHans-Jürgen Kuhl (* 1941)

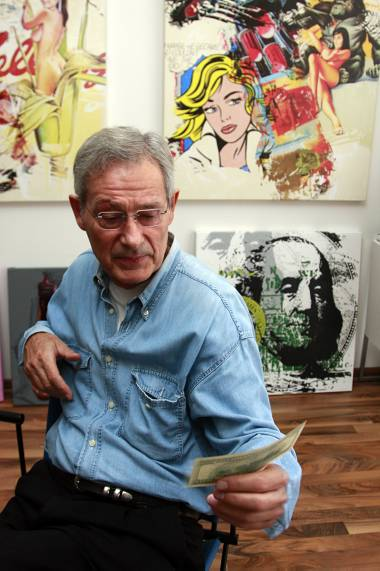
Hans-Jürgen Kuhl (* 1941)

- Kühl, Hans-Jürgen (* 1949), deutscher Karambolagespieler, mehrfacher Deutscher Meister, Team-Weltmeister
- Kühl, Heinrich (1748–1821), deutscher Kaufmann und Oberalter
- Kuhl, Heinrich (1797–1821), deutscher Zoologe
- Kühl, Herbert (1932–2020), deutscher Fußballspieler
- Kuhl, Hermann von (1856–1958), preußischer General der Infanterie und Militärhistoriker
- Kühl, Hilda (1921–2014), deutsche Autorin
- Kühl, Hubert (1903–1942), deutscher Redakteur und Nationalsozialist
- Kühl, Ingo (* 1953), deutscher Maler und BildhauerIngo Kühl (* 1953)

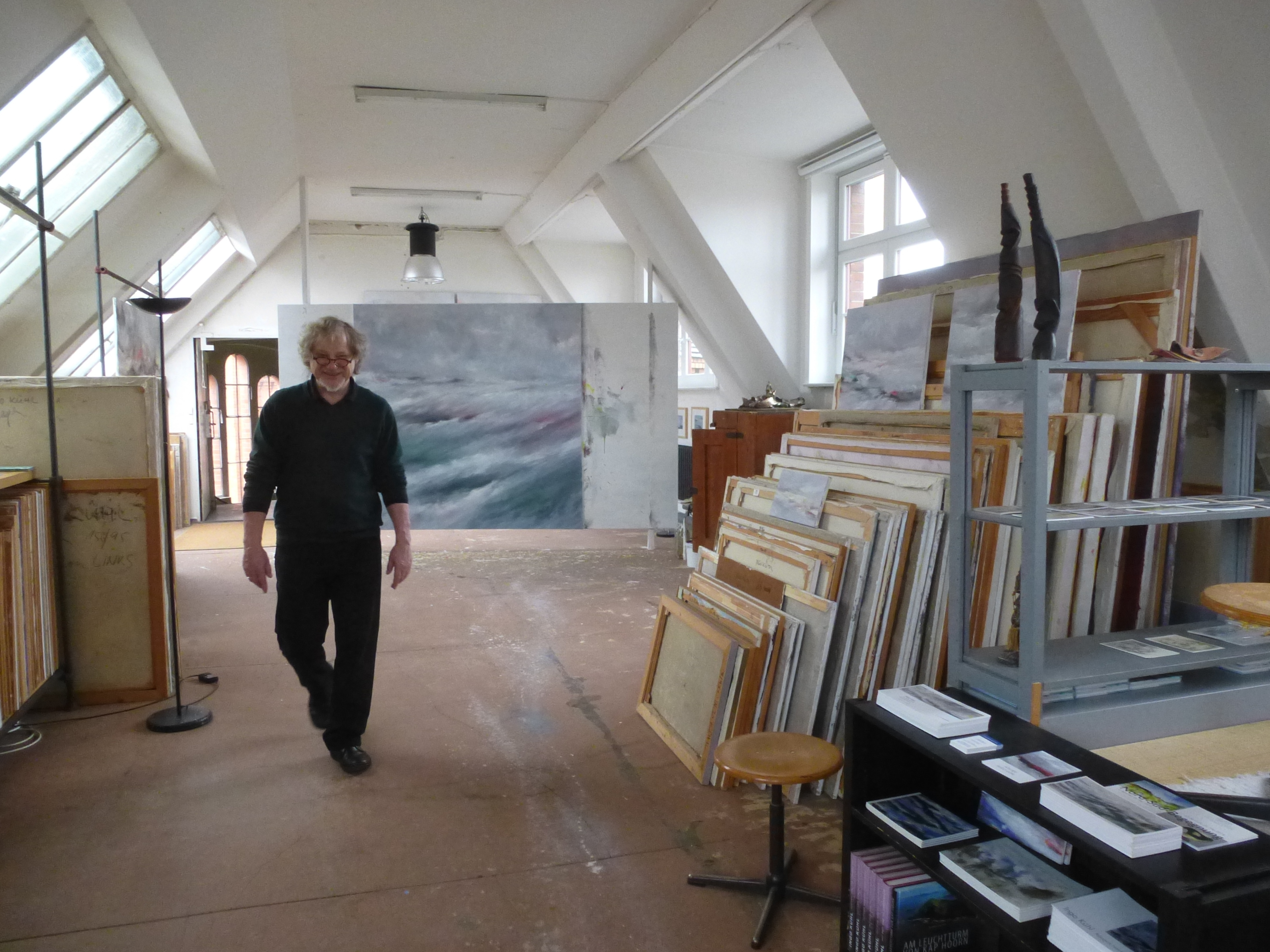
Ingo Kühl (* 1953)

- Kühl, Jana (* 1984), deutsche Geographin und Hochschullehrerin für Radverkehrsplanung
- Kuhl, Jeanette (* 1965), schwedische Badmintonspielerin
- Kühl, Jochen (* 1943), deutscher Jugend-Basketballnationalspieler der DDR und Träger des Bundesverdienstkreuzes
- Kühl, Johanna (* 1980), deutsch-schwedische Modedesignerin
- Kuhl, Johannes (1903–1968), deutscher Mediziner
- Kühl, Johannes (1922–1994), deutscher Maler, Grafiker und Galerist
- Kühl, Jørgen (* 1965), dänischer Historiker
- Kuhl, Julius (* 1947), deutscher Psychologe
- Kühl, Juliusz (1913–1985), polnischer Konsularbeamter, Wirtschaftswissenschaftler und Aktivist
- Kühl, Jürgen (1864–1944), deutscher Schiffszimmerer und Politiker (SPD)
- Kühl, Jürgen (1934–2020), deutscher Sprinter
- Kuhl, Karl August (1774–1840), deutscher Mediziner und Hochschullehrer
- Kühl, Kate (1899–1970), deutsche Kabarettistin
- Kühl, Katharina (* 1939), deutsche Buchautorin
- Kuhl, Katja, deutsche Schauspielerin
- Kuhl, Kex (* 1989), deutscher Rapper
- Kühl, Kristian (* 1943), deutscher Rechtswissenschaftler
- Kühl, Maike (* 1976), deutsche Kabarettistin und Schauspielerin
- Kuhl, Manja (* 1981), deutsche Schauspielerin
- Kuhl, Marcus (* 1956), deutscher Eishockeyspieler und Manager
- Kuhl, Markus (* 1979), deutscher Fußballschiedsrichter
- Kühl, Michael (* 1987), deutscher SchauspielerMichael Kühl (* 1987)

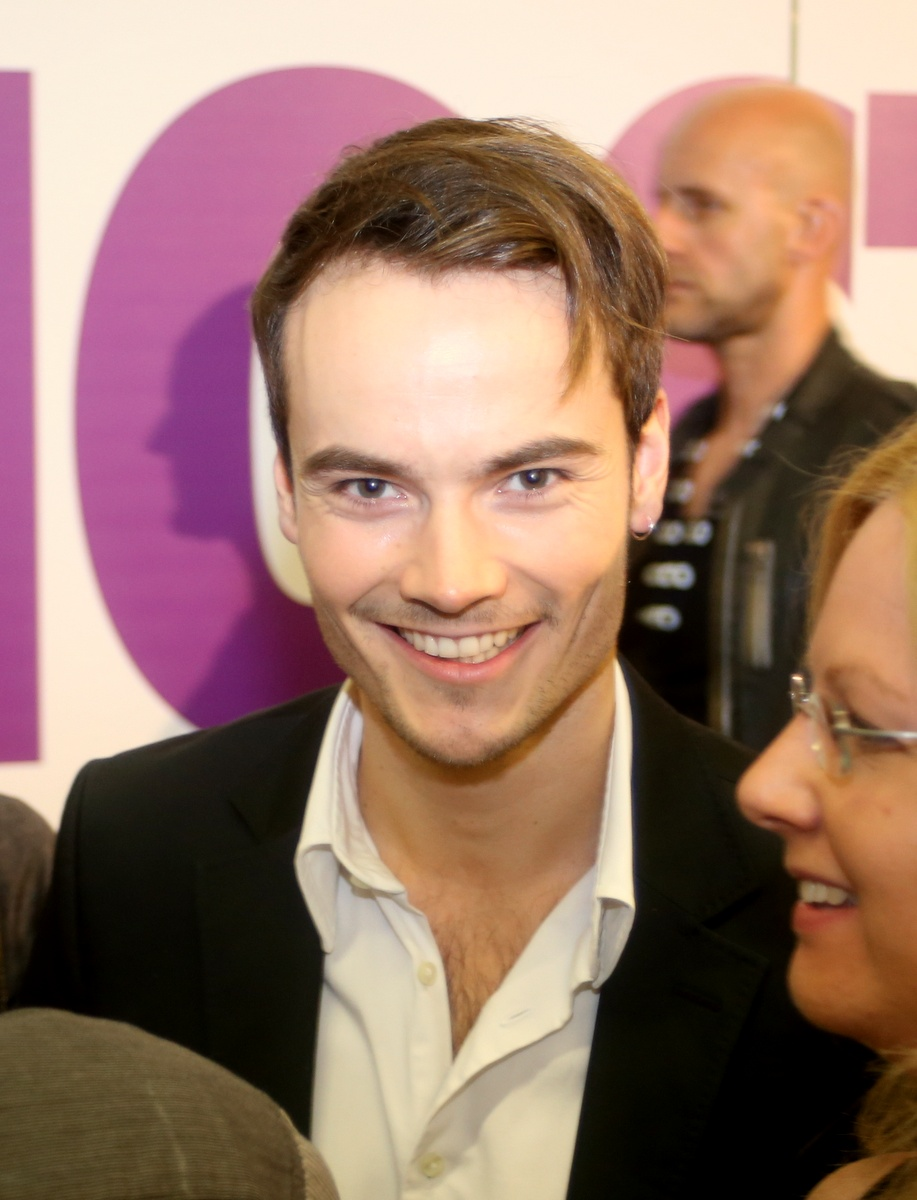
Michael Kühl (* 1987)

- Kuhl, Moritz (1814–1876), Landtagsabgeordneter Großherzogtum Hessen
- Kühl, Niklas (* 1987), deutscher Wirtschaftsinformatiker
- Kühl, Olaf (* 1955), deutscher Slawist, Übersetzer und AutorOlaf Kühl (* 1955)

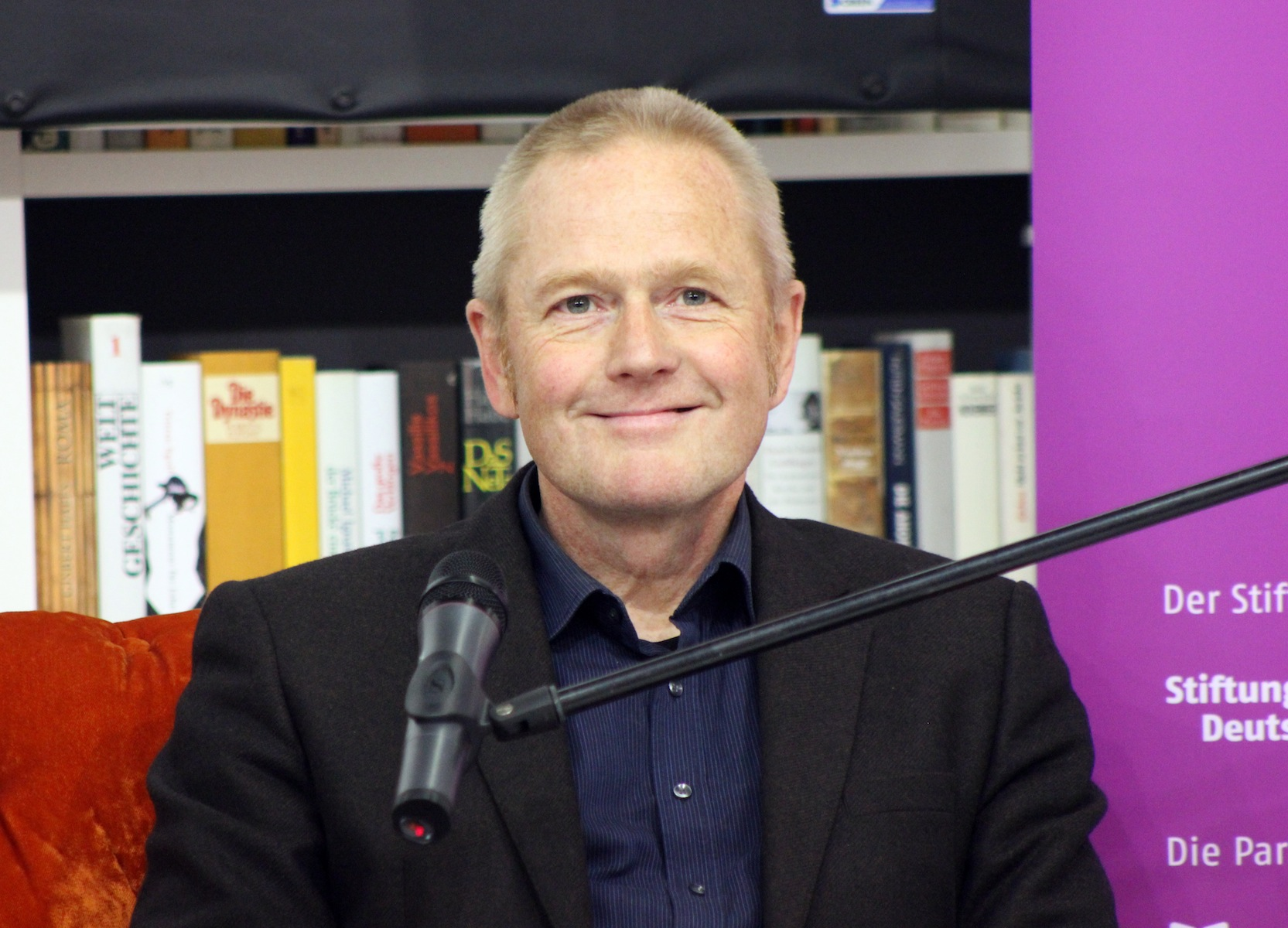
Olaf Kühl (* 1955)

- Kuhl, Patricia K. (* 1946), US-amerikanische Psychologin und Hochschullehrerin
- Kühl, Patrick (* 1968), deutscher Schwimmer
- Kuhl, Poldi (* 1979), deutsche Psychologin
- Kühl, Rainer (* 1956), deutscher Hochschullehrer, Professor am Institut für Betriebslehre der Agrar- und Ernährungswirtschaft (Universität Gießen)
- Kuhl, Randy (* 1943), US-amerikanischer Politiker
- Kühl, Siegfried (1929–2015), deutscher Künstler
- Kühl, Stefan (* 1966), deutscher Soziologe
- Kühl, Stefanie (* 1970), deutsche Malerin und Illustratorin
- Kuhl, Stephan (* 1968), deutscher Badmintonspieler
- Kühl, Thusnelda (1872–1935), deutsche Schriftstellerin
- Kuhl, Uta (* 1965), deutsche Kunsthistorikerin
- Kuhl, Uwe (* 1961), deutscher Fußballspieler und -funktionär
- Kühl, Werner (1906–1944), deutscher Maler
- Kühl, Werner (1949–1971), deutsches Todesopfer der Berliner Mauer

#### Kuhla
- Kuhla, Eckhard (* 1941), deutscher Ingenieur, Autor und Kabarettist
- Kuhla, Walther (1907–1989), preußischer Verwaltungsbeamter und Landrat
- Kuhlage, Andreas (* 1975), deutscher Radiomoderator
- Kuhlau, Friedrich (1786–1832), deutsch-dänischer Komponist

#### Kuhlb
- Kühlbach, Egon, deutscher Lokalhistoriker
- Kuhlbars, Friedrich (1841–1924), estnischer Lyriker
- Kühlborn, Jannik (* 1993), deutscher Volleyball- und Beachvolleyballspieler
- Kühlborn, Johann-Sebastian (1943–2025), deutscher Provinzialrömischer ArchäologeJohann-Sebastian Kühlborn (1943–2025)

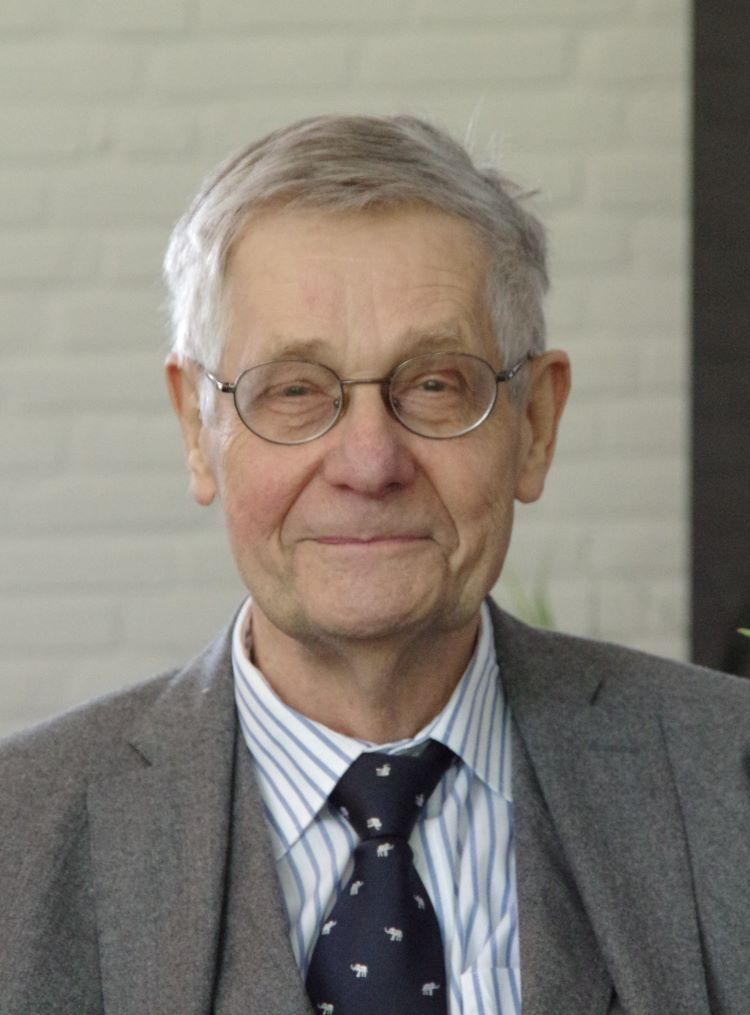
Johann-Sebastian Kühlborn (1943–2025)

- Kühlbrandt, Ernst (1857–1933), siebenbürgischer Schriftsteller
- Kühlbrandt, Ernst (1891–1975), siebenbürgischer Pferdemaler
- Kühlbrandt, Werner (* 1951), deutscher Biophysiker
- Kuhlbrodt, Detlef (* 1961), deutscher Autor
- Kuhlbrodt, Dietrich (* 1932), deutscher Jurist, Filmkritiker, Drehbuchautor und Autor
- Kuhlbrodt, Erich (1891–1972), deutscher maritimer Meteorologe
- Kuhlbrodt, Jan (* 1966), deutscher Schriftsteller
- Kuhlbrodt, Peter (* 1941), deutscher Historiker und Archivar
- Kuhlbrodt, Rüdiger (* 1942), deutscher Schauspieler und Regisseur

#### Kuhle
- Kuhle, Fridrun (* 1940), deutsche Malerin
- Kühle, Friedrich (1791–1853), preußischer Generalmajor
- Kühle, Harald (* 1957), deutscher Kommunalpolitiker (SPD), Bürgermeister von Northeim
- Kühle, Heinz (1909–1965), deutscher Maler und Grafiker
- Kuhle, Konstantin (* 1989), deutscher Politiker (FDP) und RechtsanwaltKonstantin Kuhle (* 1989)

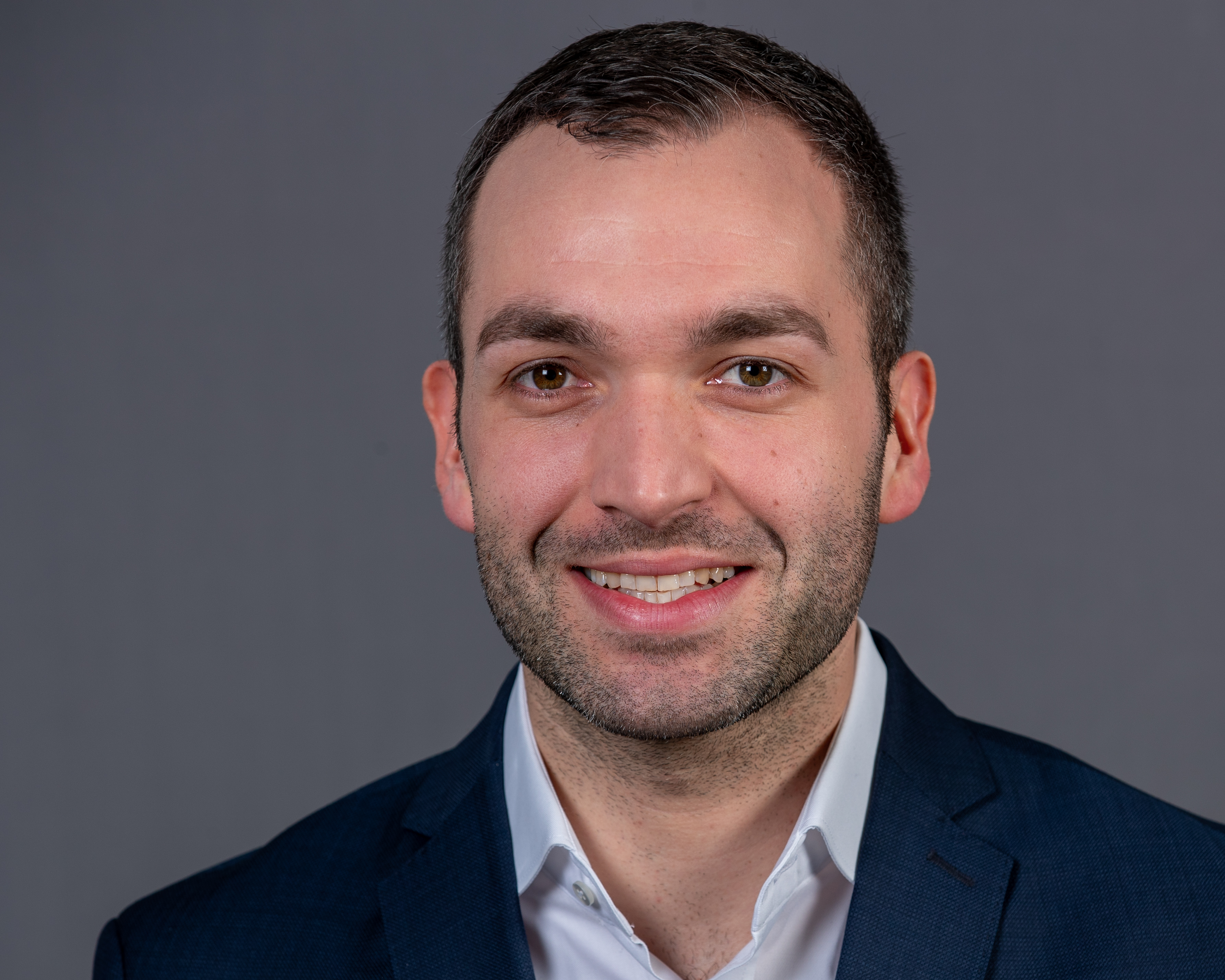
Konstantin Kuhle (* 1989)

- Kuhle, Matthias (1948–2015), deutscher Geomorphologe und Professor für Geographie an der Universität Göttingen
- Kuhle, Maximilian (* 1991), deutscher Basketballspieler
- Kühle, Pauline (1898–1972), niedersächsische Politikerin (CDU), MdL
- Kühle, Richard (* 1894), deutscher Schriftsteller und Drehbuchautor
- Kuhle, Rolf (1923–2015), deutscher Fußballspieler
- Kühle, Walter (1888–1972), deutscher Politiker (NSDAP), MdR, MdL
- Kuhle, Willi (1906–1989), deutscher Kameramann
- Kühle, Wolfgang (1920–2002), deutscher Politiker (CDU), MdL
- Kuhle, Wolfgang (* 1935), deutscher Bildhauer
- Kuhlee, Irmgard (1927–2018), deutsche Malerin und Volkskünstlerin
- Kuhlee, Volkmar (* 1961), deutscher Fußballspieler
- Kuhlefelt-Ekelund, Eva (1892–1984), finnische Architektin
- Kühlein, Anna (* 1990), deutsche Filmkomponistin
- Kühlein, Conrad (1910–1997), deutscher Generalmajor im Bundesnachrichtendienst
- Kühlem, Kordula (* 1975), deutsche Autorin und Historikerin
- Kühlem, Wilfried (* 1963), deutscher Schwimmer
- Kuhlemann, Adolf (* 1896), deutscher Landwirt und Politiker (NSDAP), MdPl
- Kuhlemann, Christian (1891–1964), deutscher Ingenieur, Unternehmer und Politiker (DP), MdB
- Kuhlemann, Ernst (1887–1959), deutscher Politiker (SPD)
- Kuhlemann, Frank-Michael (* 1955), deutscher Historiker und Geschichtsdidaktiker
- Kuhlemann, Joachim (* 1962), deutscher Geologe
- Kuhlemann, Johannes Theodor (1891–1939), deutscher Journalist und Schriftsteller kölscher Mundart
- Kuhlemann, Max (1857–1929), deutscher Chemiker, Fabrikant, Industrieller, Aufsichtsratsvorsitzender und Kommerzienrat
- Kuhlemann, Peter (1913–2005), deutscher Zoologe und Autor
- Kuhlemeier, Friedrich (1872–1944), deutscher Oberlehrer und Mitglied des Landtags Lippe
- Kuhlemeier, William (1908–2001), US-amerikanischer Turner
- Kuhlen, Adolf (* 1962), deutscher Fußballspieler
- Kühlen, Gabriel von († 1715), preußischer Generalmajor und Chef der preußischen Artillerie
- Kuhlen, Jakob von der (1777–1862), deutscher evangelischer Theologe und Präses der Märkischen Gesamtsynode
- Kuhlen, Jan (* 1978), deutscher Jurist und Rechtsanwalt
- Kuhlen, Klaus (1952–2025), deutscher Oberst und General der HeeresflugabwehrtruppeKlaus Kuhlen (1952–2025)

Klaus Kuhlen (1952–2025)

- Kuhlen, Lothar (* 1950), deutscher Rechtswissenschaftler und Hochschullehrer
- Kuhlen, Peter (1899–1986), deutscher Geistlicher, Mitbegründer der apostolischen Gemeinschaft
- Kuhlen, Rainer (* 1944), deutscher Hochschullehrer für Informationswissenschaft
- Kuhlenbeck, Hartwig (1897–1984), deutschamerikanischer Arzt und Neuroanatom
- Kuhlenbeck, Ludwig (1857–1920), deutscher Jurist
- Kuhlenberg, Hildegard Lena (* 1948), deutsche Schauspielerin
- Kuhlendahl, Hans (1910–1992), deutscher Neurochirurg und Hochschullehrer
- Kühlenthal, Christine (1895–1976), britische Künstlerin deutscher Herkunft
- Kühlenthal, Erich (1880–1958), deutscher General der ArtillerieErich Kühlenthal (1880–1958)

Erich Kühlenthal (1880–1958)

- Kühlenthal, Karl (1872–1969), deutscher Konteradmiral der Reichsmarine
- Kühler, Anne, Schweizer Juristin
- Kühler, Hannemarie (1927–2017), deutsche Juristin, Richterin und Gerichtspräsidentin
- Kuhler, Ingeborg (* 1943), deutsche Architektin und Hochschullehrerin
- Kühler, Mark (* 1964), gelernter Maurermeister, ehemaliger Bauunternehmer und Fernsehmoderator
- Kuhler, Otto (1894–1977), deutsch-amerikanischer Industriedesigner und Künstler
- Kühler, Ralf (* 1967), deutscher Hörfunk- und Fernsehmoderator
- Kühler, Ron, deutscher Journalist und Radiomoderator
- Kühler-Balcke, Gisela (1913–1983), deutsche Bildhauerin
- Kühles, August (1859–1926), deutscher Genre- und Architekturmaler
- Kühlewein, Carl von (1846–1916), deutscher Unternehmer und Numismatiker
- Kühlewein, Erwin (1915–1971), Prokurist und Werbeleiter
- Kühlewein, Friedrich August von († 1752), polnisch-sächsischer Amtshauptmann
- Kühlewein, Georg (1593–1656), Bürgermeister von Magdeburg
- Kühlewein, Julius (1873–1948), evangelischer Theologe, Landesbischof Badens
- Kühlewind, Georg (1924–2006), ungarischer Chemiker, Anthroposoph, Buchautor und Meditationslehrer

#### Kuhlg
- Kuhlgatz, Oskar (1894–1948), Mitglied des Provinziallandtages der Provinz Hessen-Nassau

#### Kuhlh
- Kühlhorn, Stefan (* 1961), deutscher Fußballspieler

#### Kuhli
- Kuhli, Milan (* 1979), deutscher Jurist
- Kühlich, Sabine (* 1973), deutsche JazzmusikerinSabine Kühlich (* 1973)

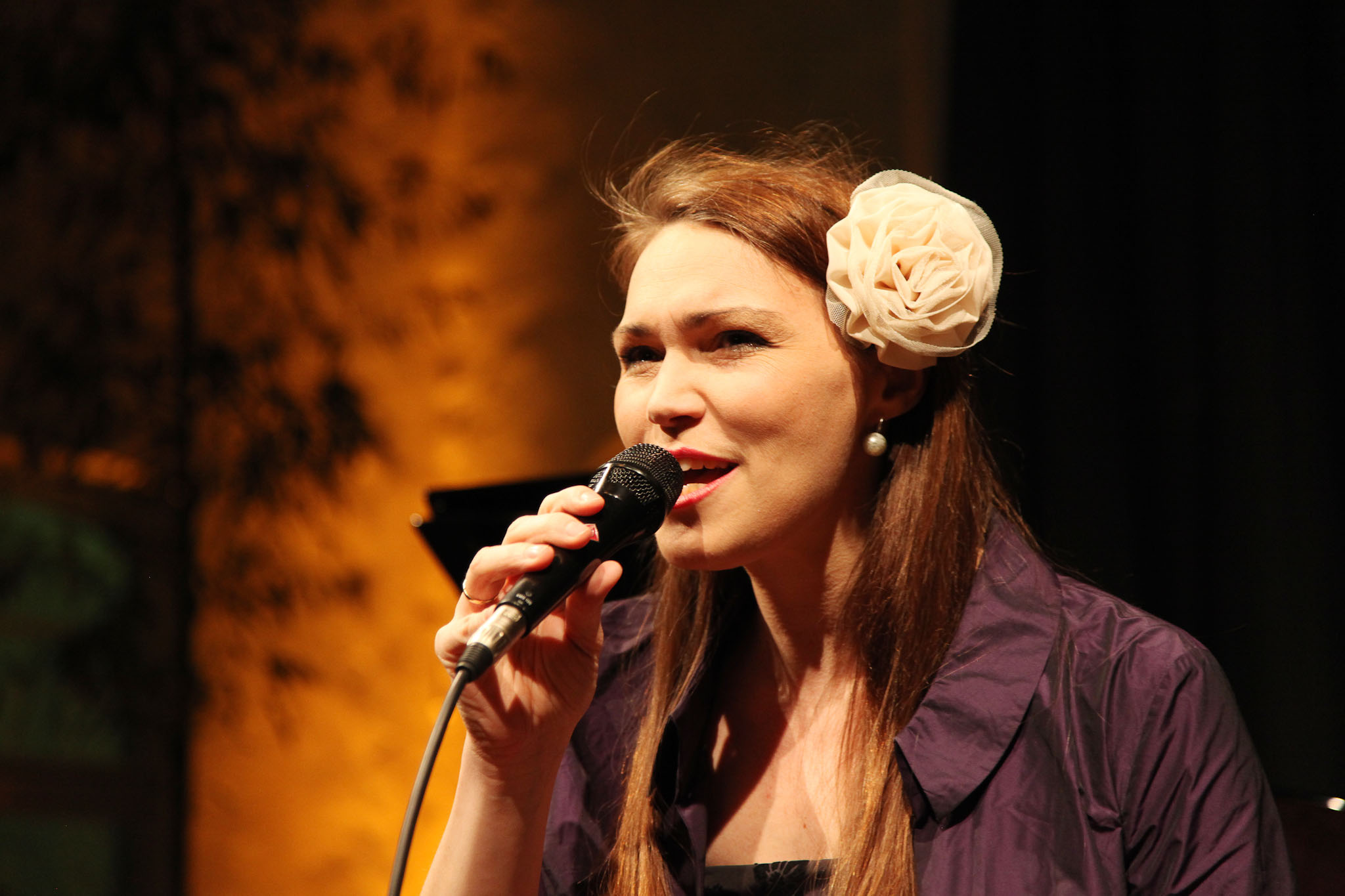
Sabine Kühlich (* 1973)

- Kuhligk, Björn (* 1975), deutscher Dichter und Schriftsteller
- Kühling, Elmar (* 1968), deutscher Theater-, Fernseh- und Filmschauspieler
- Kühling, Georg (1886–1963), deutscher Landwirt und Politiker (Zentrum, CDU), MdL, MdB
- Kühling, Johannes (1890–1965), deutscher Politiker der CDU
- Kühling, Jürgen (1934–2019), deutscher Jurist, Richter des Bundesverfassungsgerichts
- Kühling, Jürgen (* 1971), deutscher Jurist
- Kühling, Karl (1899–1985), deutscher Zeitungsreporter, Autor und Politiker (CDU)
- Kuhling, Norma (* 1990), US-amerikanische Schauspielerin und Theaterschauspielerin
- Kühling, Tom (* 1966), deutscher Fußballspieler
- Kuhlins, Georg (1944–1990), deutscher Ethnograph und Museumsdirektor
- Kuhlins, Stefan (* 1965), deutscher Wirtschaftsinformatiker
- Kuhlisch, Karl (1919–1999), deutscher Politiker (SPD), MdA

#### Kuhlk
- Kuhlke, Anett, deutsche Handballspielerin
- Kühlken, Friedrich (1898–1973), deutscher Pädagoge, Historiker und Heimatforscher

#### Kuhlm
- Kuhlman, Carolina (1778–1866), schwedische Schauspielerin und Sängerin
- Kuhlman, Caroline (* 1966), US-amerikanische Tennisspielerin
- Kuhlman, Erika (* 1961), US-amerikanische Historikerin
- Kuhlman, Evan, US-amerikanischer Autor von Kinderbüchern
- Kuhlman, Kathryn (1907–1976), US-amerikanische Evangelistin und GeistheilerinKathryn Kuhlman (1907–1976)

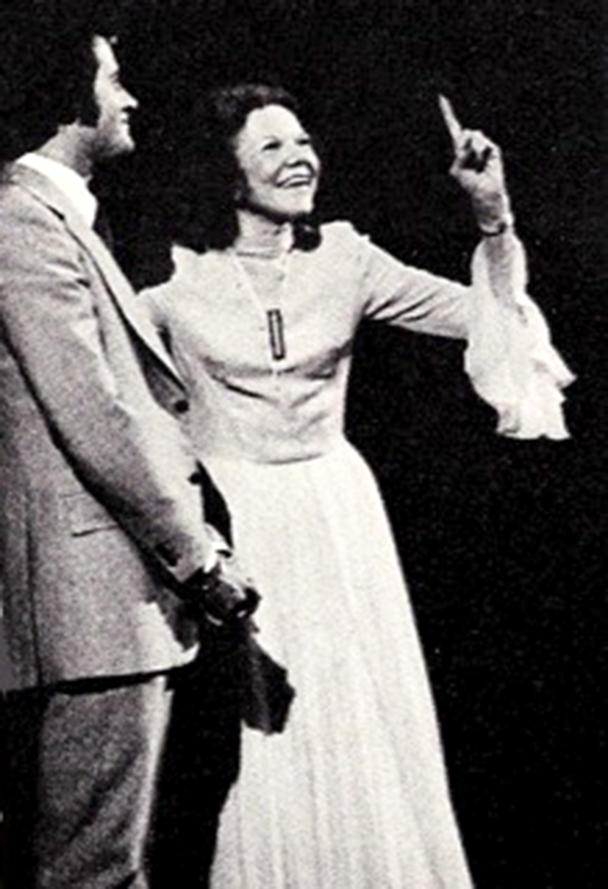
Kathryn Kuhlman (1907–1976)

- Kuhlmann, Astrid (* 1967), deutsches Fotomodell sowie Schönheitskönigin
- Kuhlmann, Bernd (* 1940), deutscher Eisenbahningenieur, Journalist sowie Sach- sowie Fachbuchautor
- Kuhlmann, Brigitte (1947–1976), deutsche Terroristin der Revolutionären Zellen
- Kuhlmann, Carl (1899–1962), deutscher Schauspieler
- Kuhlmann, Caspar (1926–1990), deutscher Pädagoge und Bildungsplaner
- Kuhlmann, Christiane (* 1967), deutsche Kunsthistorikerin und Kuratorin für Fotografie und zeitgenössische Kunst
- Kuhlmann, Christoph (* 1963), deutscher Kirchenmusiker
- Kuhlmann, Civana (* 1999), US-amerikanische Fußballspielerin
- Kuhlmann, Detlef (* 1954), deutscher Sportpädagoge
- Kuhlmann, Dörte (* 1968), deutsche Architektin, Autorin und Kuratorin
- Kuhlmann, Elisabeth (1901–1987), deutsche Schauspielerin
- Kuhlmann, Ellen (* 1957), deutsche Wissenschaftlerin und Fachautorin
- Kuhlmann, Ernst (1916–1940), deutscher römisch-katholischer Theologiestudent und Märtyrer
- Kuhlmann, Franz (1877–1965), deutscher Unternehmer
- Kuhlmann, Frauke (* 1966), deutsche Fußballspielerin
- Kuhlmann, Frédéric (1803–1881), französischer Chemiker und Industrieller (Kuhlmann Chemie-Konzern, Pechiney Ugine Kuhlmann)
- Kuhlmann, Friedrich (* 1939), deutscher Agrarökonom
- Kuhlmann, Fritz (1857–1941), deutscher Kunsterzieher und Schriftpädagoge
- Kuhlmann, Georg (1812–1876), Konfident und religiöser Sozialist
- Kuhlmann, Georg Carl (1805–1868), deutscher Orgelbauer
- Kuhlmann, Hanna (* 1992), deutsche Autorin
- Kuhlmann, Hans Joachim (1919–2013), deutscher Bibliothekar
- Kuhlmann, Harald (* 1943), deutscher Theater- und Filmschauspieler
- Kuhlmann, Heinrich (1855–1922), deutscher Unternehmer und Kommunalpolitiker (DDP)
- Kuhlmann, Heinrich (1863–1943), Bürstenmacher und Mitglied des Landtags Lippe
- Kuhlmann, Helga (* 1957), deutsche Systematikerin
- Kuhlmann, Helmut (1940–2022), deutscher Politiker (CDU), MdL
- Kuhlmann, Jakob, deutscher Theaterprinzipal
- Kuhlmann, Johann Dietrich († 1846), deutscher Orgelbauer
- Kuhlmann, Karl (1877–1963), Schweizer Elektrotechniker, Professor für theoretische Elektrotechnik
- Kuhlmann, Katharina (* 1977), deutsche Fernsehmoderatorin und ModelKatharina Kuhlmann (* 1977)

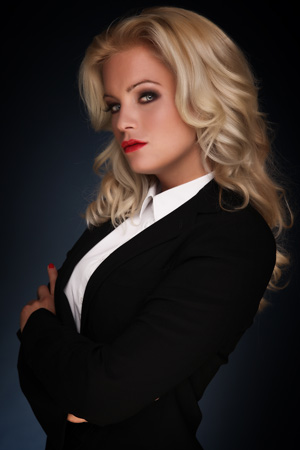
Katharina Kuhlmann (* 1977)

- Kuhlmann, Kirsten (* 1969), deutsche Juristin, Richterin am Oberverwaltungsgericht Nordrhein-Westfalen und am Verfassungsgericht für das Land Nordrhein-Westfalen
- Kuhlmann, Margarete (1915–2003), deutsche Leichtathletin
- Kuhlmann, Norbert (1934–2017), deutscher Mathematiker
- Kuhlmann, Otto (1873–1948), deutscher Architekt
- Kuhlmann, Otto (1909–1991), deutscher Opernsänger, Regisseur, Schauspieler und Synchronsprecher
- Kühlmann, Otto von (1834–1915), Advokat und Politiker im Königreich Bayern, Generaldirektor der Anatolischen Eisenbahn
- Kuhlmann, Peter (1960–2012), deutscher Musikproduzent im Bereich Chill Out, Ambient und anderer elektronischer Musik
- Kuhlmann, Peter (* 1965), deutscher Klassischer Philologe
- Kuhlmann, Prince (* 1990), deutscher Schauspieler
- Kuhlmann, Quirinus (1651–1689), deutscher Schriftsteller
- Kühlmann, Richard von (1873–1948), deutscher Diplomat und PolitikerRichard von Kühlmann (1873–1948)

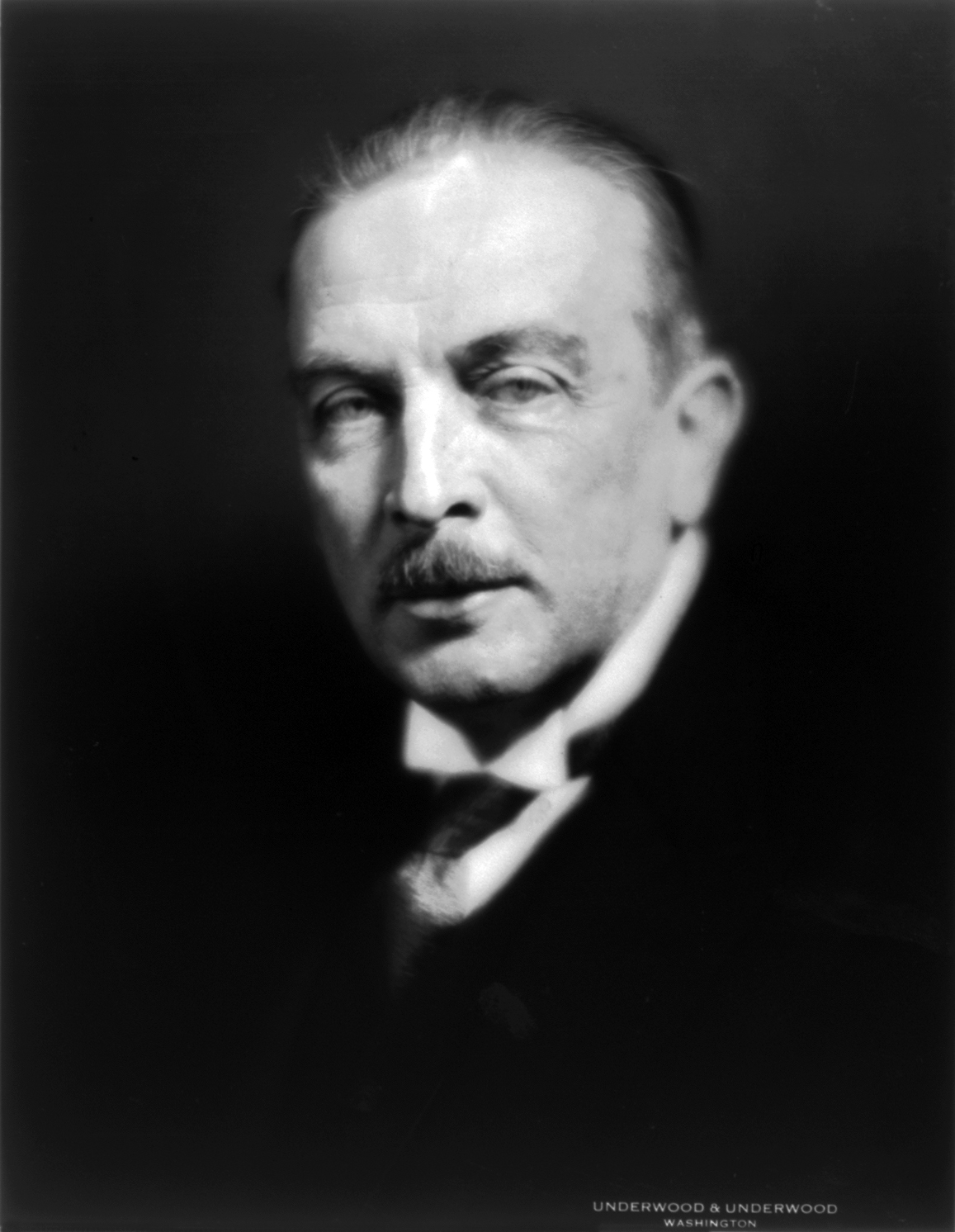
Richard von Kühlmann (1873–1948)

- Kuhlmann, Robin (* 1990), deutscher Faustballer
- Kuhlmann, Sabine (* 1970), deutsche Politik- und Verwaltungswissenschaftlerin
- Kuhlmann, Stefan (* 1954), deutscher Politikwissenschaftler
- Kuhlmann, Torben (* 1982), deutscher Kommunikationsdesigner, Illustrator und Bilderbuchautor
- Kuhlmann, Ulrich (* 1940), deutscher Schauspieler
- Kuhlmann, Ulrike (* 1957), deutsche Diplom-Ingenieurin im Bauingenieurwesen
- Kuhlmann, Werner (1921–1992), deutscher Kriminalbeamter, Gewerkschafter und Politiker (SPD)
- Kuhlmann, Wilhelm (* 1865), deutscher Bürstenwarenfabrikant und Politiker (DNVP)
- Kuhlmann, Wilhelm (1889–1951), deutscher Politiker (SPD), MdL
- Kühlmann, Wilhelm (* 1946), deutscher Germanist
- Kuhlmann, Wilhelm H. F. (1867–1945), deutscher Unternehmer
- Kuhlmann, Wilhelm von (1879–1937), deutscher Diplomat
- Kuhlmann, Wolfgang (* 1939), deutscher PhilosophWolfgang Kuhlmann (* 1939)

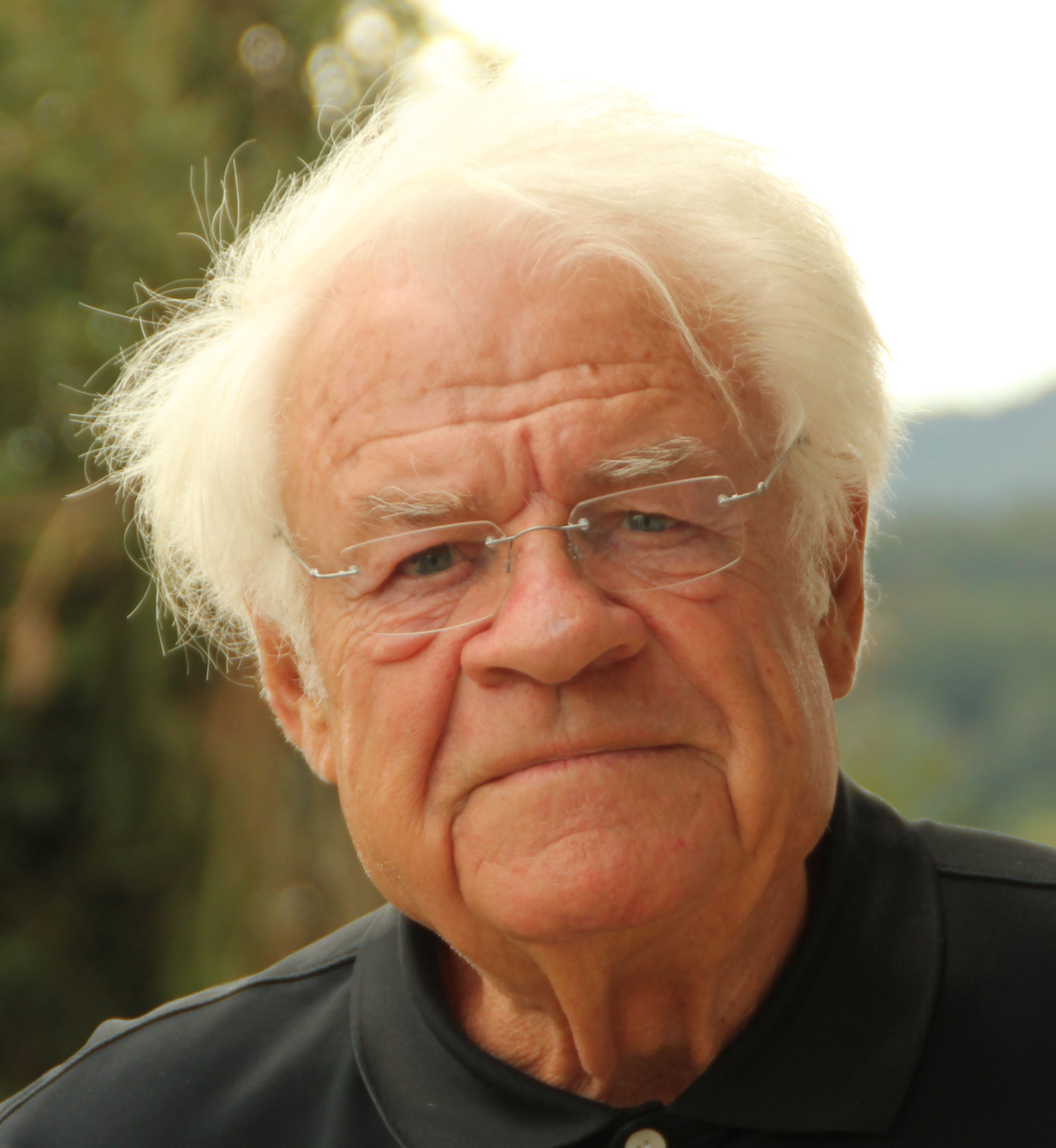
Wolfgang Kuhlmann (* 1939)

- Kühlmann-Stumm, Knut von (1916–1977), deutscher Politiker (FDP, CDU), MdB
- Kuhlmay, Carl Julius Adolph (1830–1868), deutscher Advokat in Vegesack und Bremerhaven
- Kuhlmeier, Werner (* 1960), deutscher Erziehungswissenschaftler
- Kuhlmey, Adelheid (* 1955), deutsche Medizinsoziologin
- Kuhlmey, Georg (* 1903), deutscher Rechtsanwalt und Jurist
- Kuhlmey, Jochen (1912–1973), deutscher Schauspieler, Bühnen- und Drehbuchautor
- Kuhlmey, Kurt (1913–1993), deutscher Militär, Stuka-Pilot und Ritterkreuzträger im Zweiten Weltkrieg, Generalmajor der Bundeswehr
- Kuhlmey, Mathias (* 1966), deutscher Fußballspieler
- Kuhlmey, Rainer (* 1942), deutscher Tennisspieler
- Kuhlmeyer, Anne (* 1961), deutsche Autorin
- Kuhlmeyer, August Heinrich (1781–1865), deutscher Beamter im preußischen Finanzwesen
- Kuhlmeyer, Georg (1894–1983), deutscher Dichter
- Kühlmorgen, Carsten (1970–2003), deutscher Schwimmer und Soldat
- Kühlmorgen, Friedrich Wilhelm (1851–1932), deutscher Jurist und konservativer Politiker, MdL (Königreich Sachsen)

#### Kuhlo
- Kuhlo, Eduard (1822–1891), deutscher evangelischer Pfarrer, Mitbegründer der evangelischen Posaunenchorbewegung
- Kuhlo, Ernst (1843–1923), deutscher Elektrotechniker
- Kuhlo, Johannes (1856–1941), deutscher Musiker, Gründer der evangelischen PosaunenchorarbeitJohannes Kuhlo (1856–1941)

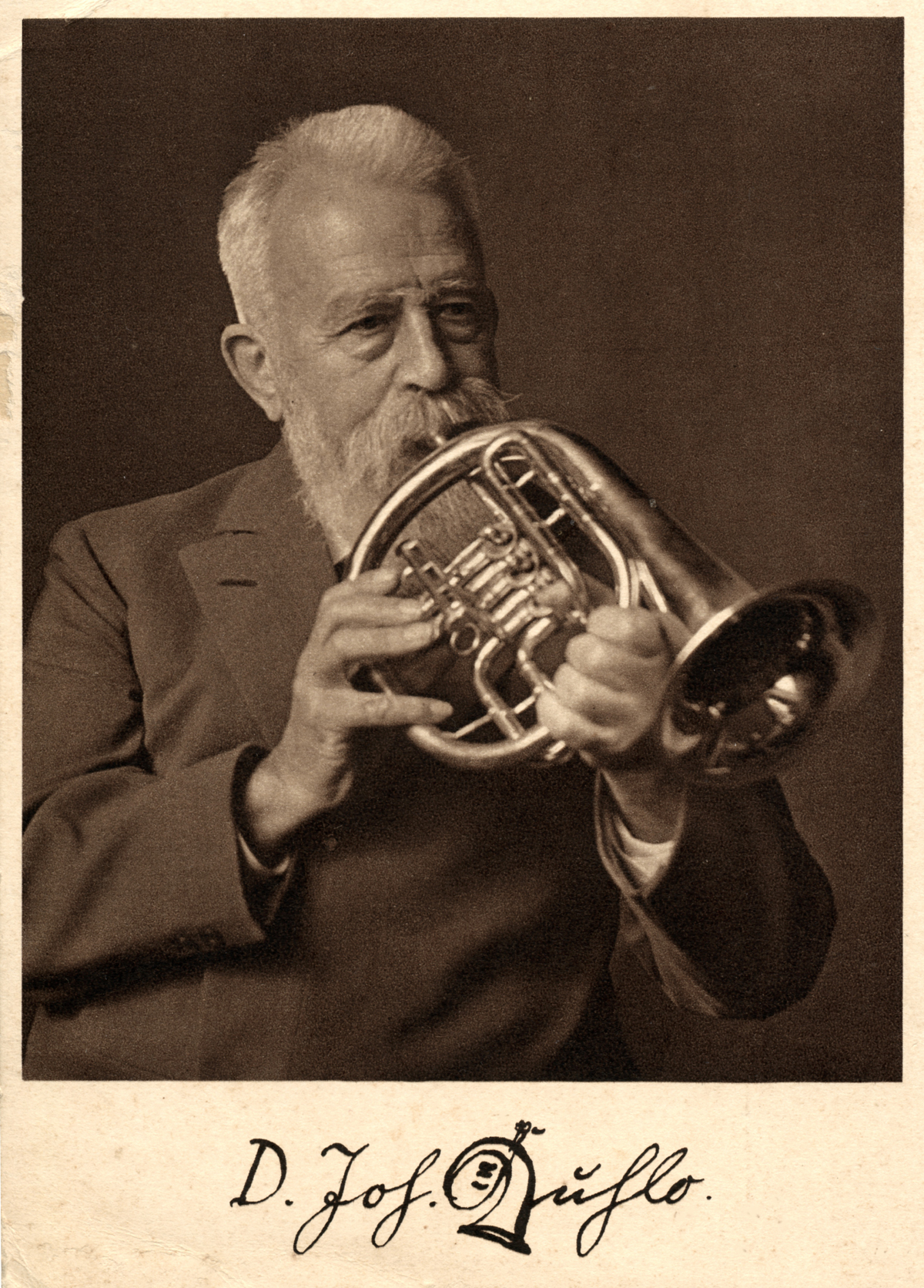
Johannes Kuhlo (1856–1941)

- Kuhlo, Karl (1818–1909), deutscher evangelisch-lutherischer Pfarrer, Kirchenliedkomponist
- Kuhlo, Karl-Ulrich (* 1947), deutscher Journalist
- Kuhlo, Paul (1866–1943), preußischer Oberst
- Kuhlo, Richard (1850–1923), deutscher Kaufmann und Unternehmer
- Kuhlo, Ulrike (* 1949), deutsche Politikerin (FDP), MdL
- Kuhlow, Stephan (* 1967), deutscher Fußballspieler und Zahnarzt

#### Kuhlt
- Kühlthau, Karl (1826–1894), Bürgermeister und Abgeordneter
- Kühlthau, Walter (1906–1978), deutscher Politiker (CDU), MdL, MdB

#### Kuhlw
- Kuhlwein von Rathenow, Karl (1832–1907), preußischer Generalleutnant
- Kuhlwein, Adalbert (1819–1872), deutscher Richter, Rittergutsbesitzer und Parlamentarier
- Kuhlwein, Eckart (1938–2022), deutscher Politiker (SPD), MdL, MdB
- Kühlwein, Fritz (1892–1972), deutscher Offizier, zuletzt Generalleutnant
- Kühlwein, Klaus (* 1955), deutscher katholischer Theologe und Buchautor
- Kühlwein, Wolfgang (1940–2024), deutscher Anglist und Linguist
- Kühlwetter, Christian (* 1996), deutscher FußballspielerChristian Kühlwetter (* 1996)

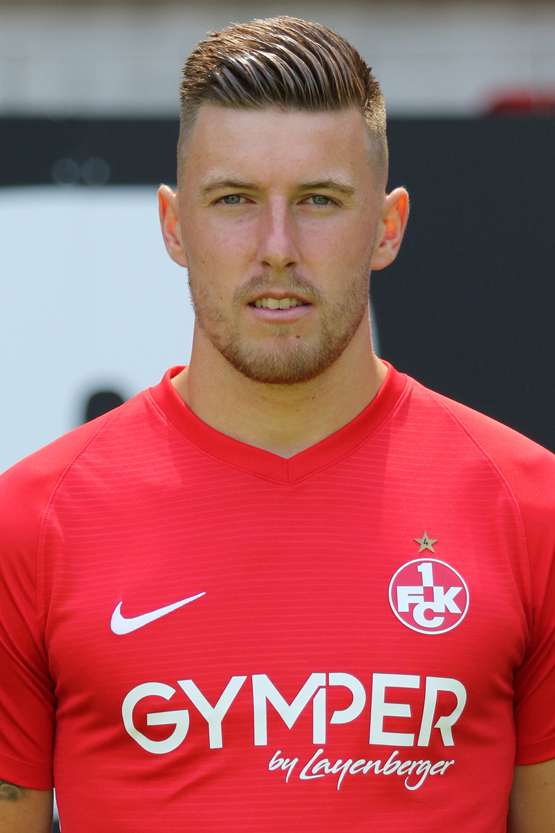
Christian Kühlwetter (* 1996)

- Kühlwetter, Eduard (1813–1897), deutscher Politiker und Eisenbahnmanager
- Kühlwetter, Friedrich von (1809–1882), deutscher Verwaltungsjurist und preußischer Beamter
- Kühlwetter, Friedrich von (1836–1904), deutscher Verwaltungsbeamter und Parlamentarier
- Kühlwetter, Friedrich von (1865–1931), deutscher Konteradmiral der Kaiserlichen Marine
- Kühlwetter, Hans-Jürgen (1934–2017), deutscher Jurist

### Kuhm
- Kühmayer, Robert (1883–1972), Preßburger Bildhauer und Medailleur
- Kühme, Kurt (1885–1944), deutscher Generalmajor, Politiker (NSDAP), MdR und SA-Führer
- Kühmeier, Genia (* 1975), österreichische Sopranistin
- Kühmel, Miku Sophie (* 1992), deutsche SchriftstellerinMiku Sophie Kühmel (* 1992)

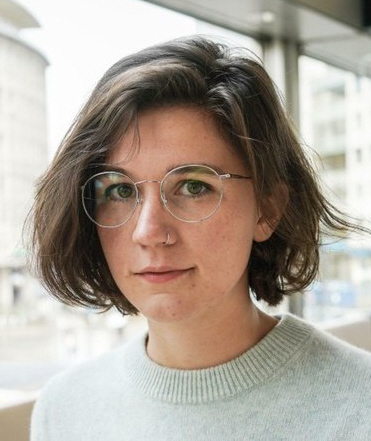
Miku Sophie Kühmel (* 1992)

- Kuhmichel, Hermann (1898–1965), deutscher Künstler
- Kuhmichel, Manfred (* 1943), deutscher Politiker (CDU), MdL
- Kühmstedt, Friedrich (1809–1858), deutscher Organist und Komponist
- Kühmstedt, Paul (1908–1996), deutscher Komponist und Dirigent

### Kuhn

#### Kuhn H
- Kühn Hergenreder, Aurelio José (* 1938), argentinischer Ordensgeistlicher, emeritierter Prälat von Deán Funes

#### Kuhn S
- Kuhn Shimu, Sandy Taikyu (* 1972), Schweizer Buchautorin, Zen-Buddhistin und Lehrerin für asiatische Kampf- und Lebenskünste

#### Kuhn V
- Kuhn von Kuhnenfeld, Franz (1817–1896), österreichischer Reichskriegsminister

#### Kuhn, A – Kuhn, X

##### Kuhn, A
- Kuhn, Abraham (1838–1900), elsässischer Mediziner
- Kühn, Achim (* 1942), deutscher Bildhauer und Kunstschmied
- Kuhn, Adalbert (1812–1881), deutscher Indogermanist und Mythologe
- Kühn, Adolf (1886–1968), deutscher Politiker (CDU), MdL
- Kuhn, Albert (1839–1929), Schweizer Benediktiner, Kunsthistoriker, Autor
- Kühn, Albert (1938–2017), deutscher Fußballspieler
- Kuhn, Alexander (* 1981), deutscher Jazzmusiker (Saxophon, Komposition)
- Kuhn, Alfred (1885–1940), deutscher Kunsthistoriker und Autor
- Kühn, Alfred (1885–1968), deutscher Zoologe und Genetiker
- Kuhn, Alfred (1895–1960), deutscher Chemiker und Autor
- Kühn, Alfred (1920–1999), deutscher Gewerkschafter und Politiker (SPD)
- Kuhn, Alfred (1938–2024), deutscher Opernsänger (Bass)
- Kuhn, Alison (* 1995), deutsche Filmemacherin, Schauspielerin und Autorin
- Kuhn, Alois (1910–1996), deutscher Eishockeyspieler
- Kuhn, Alois (* 1940), deutscher Karikaturist
- Kuhn, Alwin (1902–1968), deutscher Romanist und Sprachwissenschaftler
- Kühn, Andrea (* 1970), deutsche Neurologin
- Kühn, Andreas (1624–1702), lutherischer Geistlicher, Superintendent in Sachsen und Danzig
- Kühn, Andreas (* 1968), deutscher Politiker (CDU), MdHB
- Kühn, Anke (* 1981), deutsche HockeynationalspielerinAnke Kühn (* 1981)

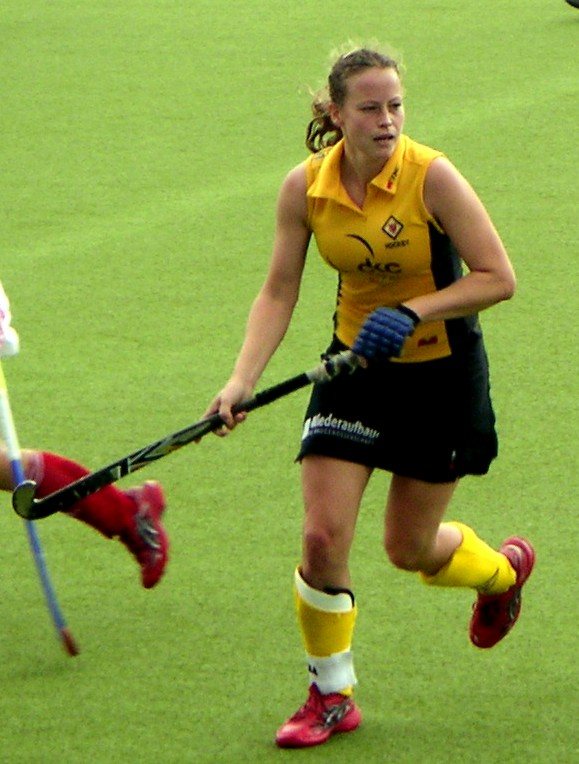
Anke Kühn (* 1981)

- Kuhn, Annegret (* 1967), deutsche DermatologinAnnegret Kuhn (* 1967)

Annegret Kuhn (* 1967)

- Kuhn, Annemarie (* 1937), deutsche Politikerin (SPD), MdEP
- Kuhn, Annette (1934–2019), deutsche Historikerin und Geschichtsdidaktikerin
- Kuhn, Arno (1934–2010), deutscher Politiker (SPD)
- Kühn, Artur (1883–1944), deutscher Schlosser und Kunstschmied
- Kühn, August (1846–1916), deutscher Verleger und Politiker (SPD), MdR
- Kuhn, August (1886–1964), deutscher Politiker (CDU), MdL
- Kühn, August (1936–1996), deutscher Schriftsteller
- Kuhn, Axel (* 1943), deutscher Historiker und Schriftsteller
- Kuhn, Axel (* 1944), deutscher Logistikwissenschaftler, Hochschullehrer
- Kühn, Axel (1963–2024), deutscher Saxophonist, Komponist und Arrangeur
- Kühn, Axel (* 1967), deutscher Bobfahrer
- Kühn, Axel (* 1981), deutscher Jazzmusiker

##### Kuhn, B
- Kuhn, Barbara (* 1962), deutsche Romanistin
- Kuhn, Bärbel (* 1957), deutsche Historikerin, Geschichtsdidaktikerin, Romanistin und Hochschullehrerin
- Kuhn, Beat (* 1939), Schweizer Eishockeyspieler
- Kühn, Beate, deutsche Handballspielerin
- Kuhn, Beate (1927–2015), deutsche Keramikerin
- Kühn, Benedikt (1777–1854), badischer Generalmajor
- Kuhn, Benedikt (* 1986), deutscher politischer Beamter (CDU)
- Kühn, Benno (1865–1949), deutscher Geologe und Hochschullehrer
- Kuhn, Bernd (* 1944), deutscher Eishockeyspieler
- Kuhn, Bernd (* 1948), deutscher Trainer, Sportfunktionär im Rudern, Bundeverdienstordensträger
- Kuhn, Bernereda (1900–1944), deutsche Steyler Missionsschwester und Märtyrin
- Kühn, Bernhard (1838–1917), deutscher Architekt und Hochschullehrer
- Kuhn, Bernhard Friedrich († 1825), Schweizer Politiker
- Kuhn, Bernhard Friedrich Rudolph (1775–1840), Oberbürgermeister von Weimar
- Kuhn, Berthold (* 1965), deutscher Politikwissenschaftler
- Kuhn, Bob (1920–2007), US-amerikanischer Maler, Illustrator und Bildhauer
- Kühn, Bodo (1912–2012), deutscher Schriftsteller
- Kuhn, Bodo (* 1967), deutscher Leichtathlet
- Kühn, Bruno (* 1901), deutscher Kommunist und Widerstandskämpfer während der Zeit des Nationalsozialismus

##### Kuhn, C
- Kühn, C. H. Walther (1895–1970), österreichischer Maler und Graphiker
- Kühn, Carl (1873–1942), deutscher Architekt
- Kuhn, Carl (1899–1980), deutscher Maler und Bildhauer
- Kühn, Carl Amandus (1783–1848), deutscher Geologe, Bergkommissionsrat und Verfechter des Neptunismus
- Kuhn, Carola (* 1999), Schweizer Unihockeyspielerin
- Kuhn, Charles (1901–1985), US-amerikanischer Kunsthistoriker, Kurator und Museumsdirektor
- Kuhn, Charles-Gustave (1889–1952), Schweizer Springreiter
- Kühn, Christian (1871–1950), deutscher Bergbauingenieur und Bergdirektor
- Kühn, Christian (* 1979), deutscher Politiker (Bündnis 90/Die Grünen), MdBChristian Kühn (* 1979)

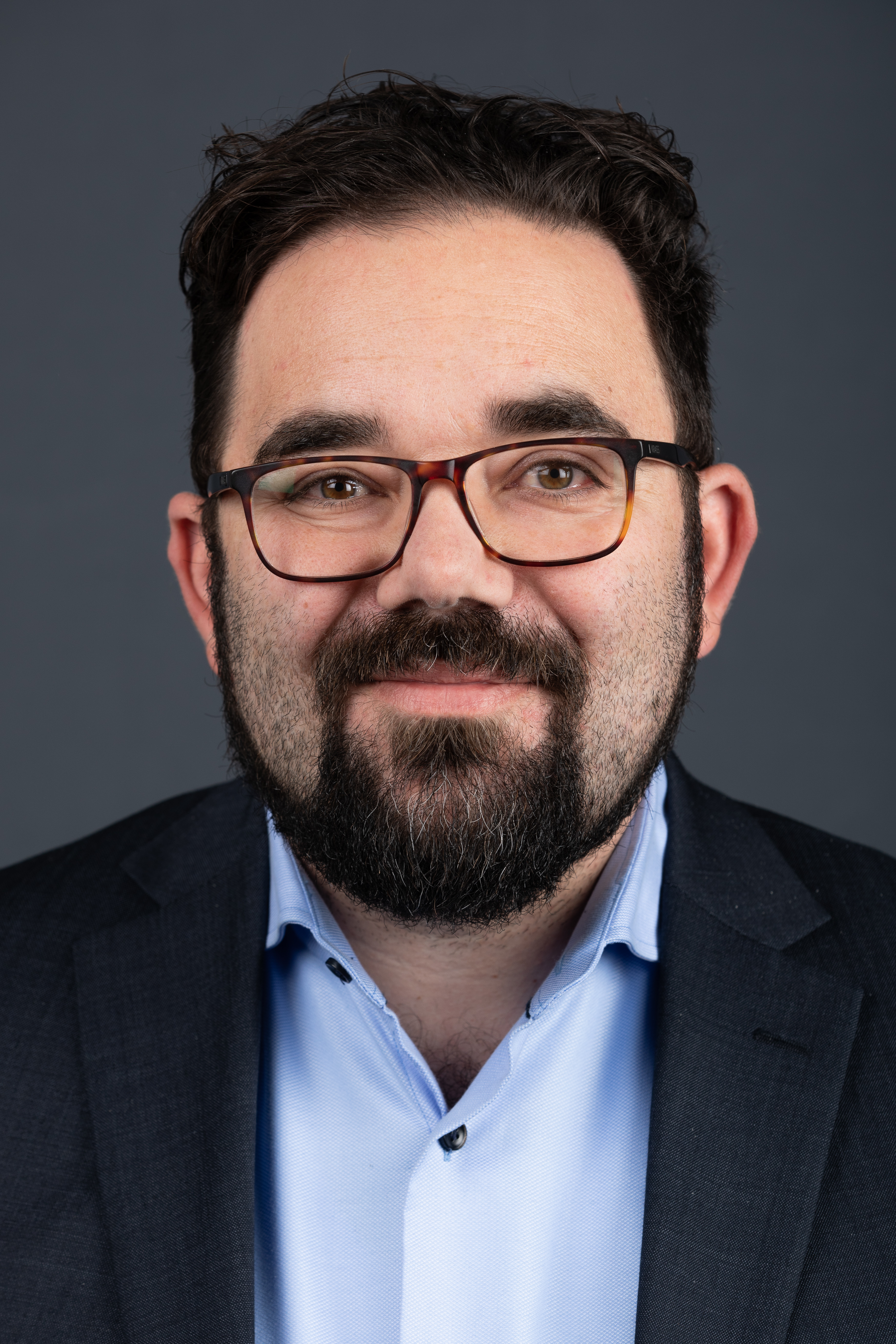
Christian Kühn (* 1979)

- Kühn, Christian (* 1982), deutscher Schauspieler und Komiker
- Kühn, Christian Achim (* 1981), deutscher Fusionmusiker (Gitarre, Komposition)
- Kühn, Christian Gottlieb (1780–1828), deutscher Bildhauer
- Kuhn, Christoph (* 1951), deutscher Schriftsteller
- Kühn, Christoph (* 1955), Schweizer Filmregisseur
- Kühn, Christoph (* 1963), deutscher Geistlicher und römisch-katholischer TheologeChristoph Kühn (* 1963)

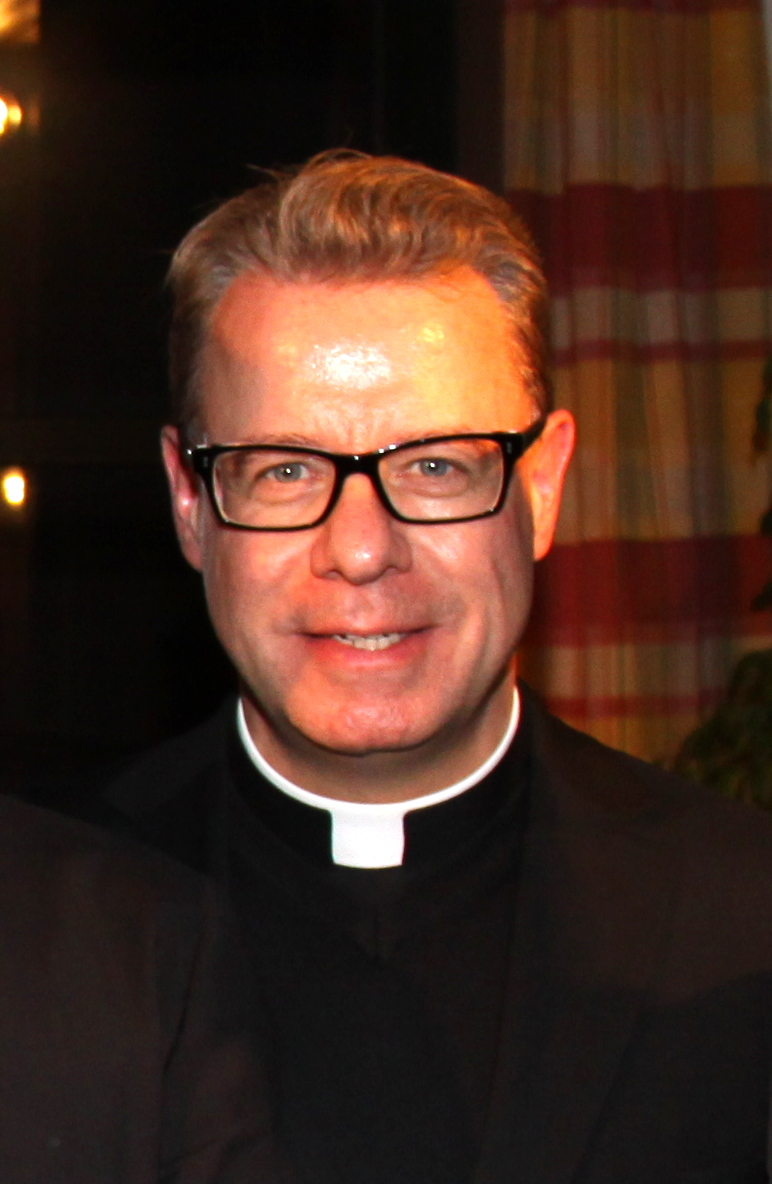
Christoph Kühn (* 1963)

- Kühn, Christoph (* 1964), deutscher Politiker (FDP), MdL
- Kühn, Claudia (* 1969), deutsche Schriftstellerin
- Kühn, Claudia (* 1969), deutsche Schauspielerin
- Kühn, Claus (1924–2016), deutscher Journalist
- Kuhn, Claus-Dieter (* 1978), deutscher Biochemiker
- Kühn, Clemens (* 1945), deutscher Musiktheoretiker
- Kühn, Coco (* 1971), deutsche Installationskünstlerin, Kuratorin und Kulturorganisatorin
- Kühn, Coenraad (* 2002), namibischer Leichtathlet

##### Kuhn, D
- Kuhn, Daniel, Schweizer Glockengiesser
- Kühn, Daniel Jaakov (* 1972), deutscher Schriftsteller und Theaterleiter
- Kühn, Daniela (* 1973), deutsche Mathematikerin
- Kühn, Dankwart (* 1934), deutscher Restaurator, Maler und Grafiker
- Kühn, Detlef (* 1936), deutscher Politiker (FDP), Publizist und Genealoge
- Kühn, Dieter (1935–2015), deutscher Schriftsteller
- Kuhn, Dieter (* 1940), deutscher Fußballspieler
- Kuhn, Dieter (1946–2024), deutscher Sinologe
- Kühn, Dieter (* 1956), deutscher Fußballspieler
- Kuhn, Dieter Thomas (* 1965), deutscher MusikerDieter Thomas Kuhn (* 1965)

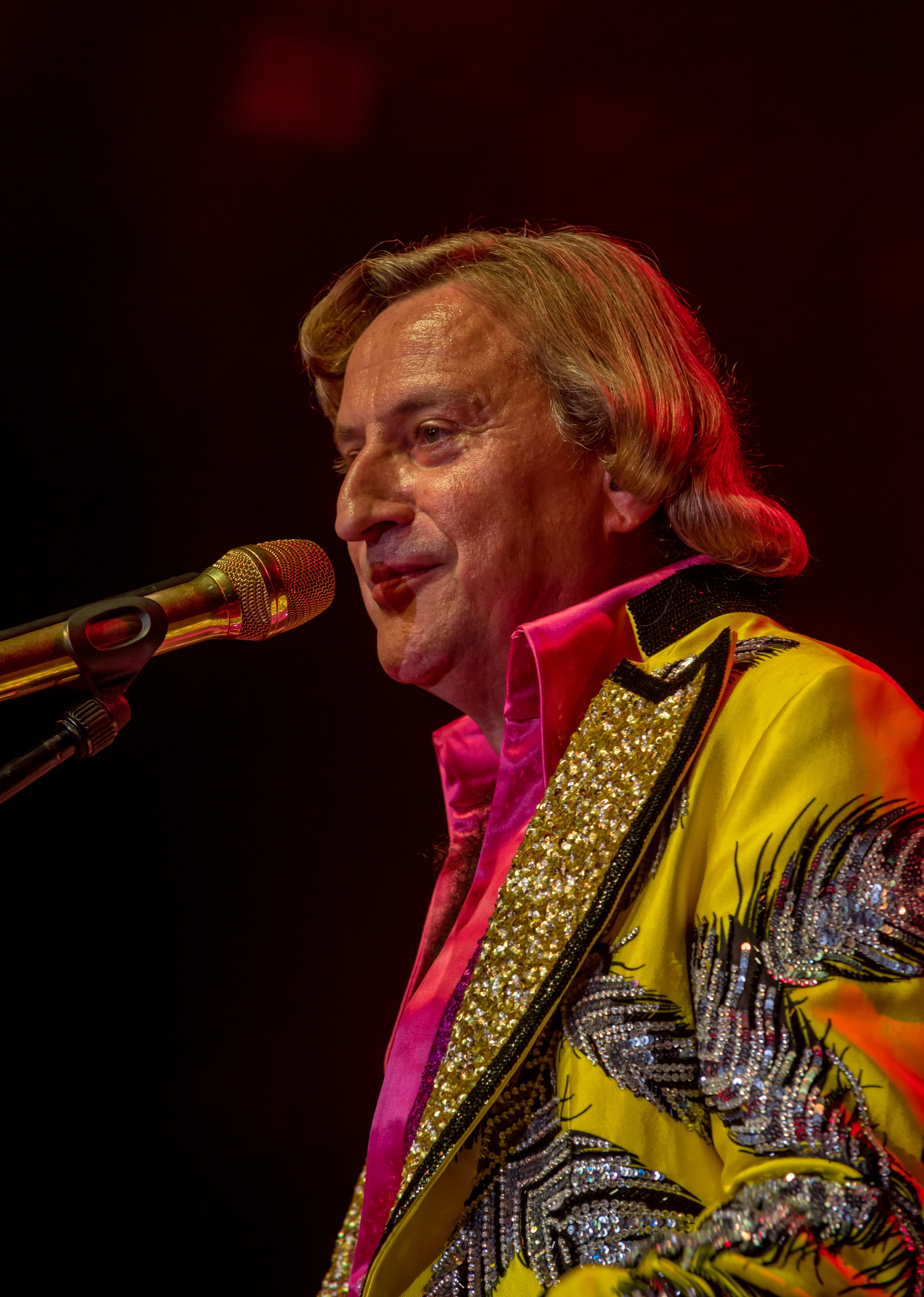
Dieter Thomas Kuhn (* 1965)

- Kuhn, Dina (1891–1963), Keramikerin und Kunstgewerblerin
- Kuhn, Dismas (1834–1894), österreichischer Gynäkologe
- Kuhn, Dominik (* 1969), deutscher Produzent, Regisseur, Sprachkünstler, Musiker und Übersetzer
- Kuhn, Dominique (* 1976), deutscher American-Football-Spieler
- Kuhn, Dorothea (1923–2015), deutsche Wissenschaftshistorikerin, Editionsphilologin und Goethe-Forscherin

##### Kuhn, E
- Kuhn, Egon (1927–2019), deutscher Politiker (SPD) und Gewerkschafter
- Kuhn, Elisabeth (1930–2012), deutsche Weinkönigin
- Kuhn, Elmar (* 1944), deutscher Heimatkundler und Autor
- Kühn, Emil (* 1938), deutscher Fußballspieler
- Kühn, Enrico (* 1977), deutscher Bobfahrer
- Kühn, Erich (1887–1953), deutscher Schriftsteller, Journalist, Theatermann und Politiker
- Kühn, Erich (1902–1981), deutscher Architekt, Baubeamter, Hochschullehrer und Landrat
- Kühn, Erich (1903–1965), deutsches Todesopfer der Berliner Mauer
- Kühn, Erich Otto (1902–1979), deutscher, evangelischer Pfarrer, Gründer der Neckarauer Liebeswerke und Schulgründer
- Kuhn, Ernst (1846–1920), deutscher Indologe und Indogermanist
- Kuhn, Ernst (1853–1903), deutscher Ingenieur und Unternehmer sowie VDI-Vorsitzender
- Kühn, Ernst (1859–1943), deutscher Architekt und Hochschullehrer
- Kuhn, Ernst (1917–1993), Schweizer Radrennfahrer
- Kuhn, Esther (* 1980), österreichische SchauspielerinEsther Kuhn (* 1980)

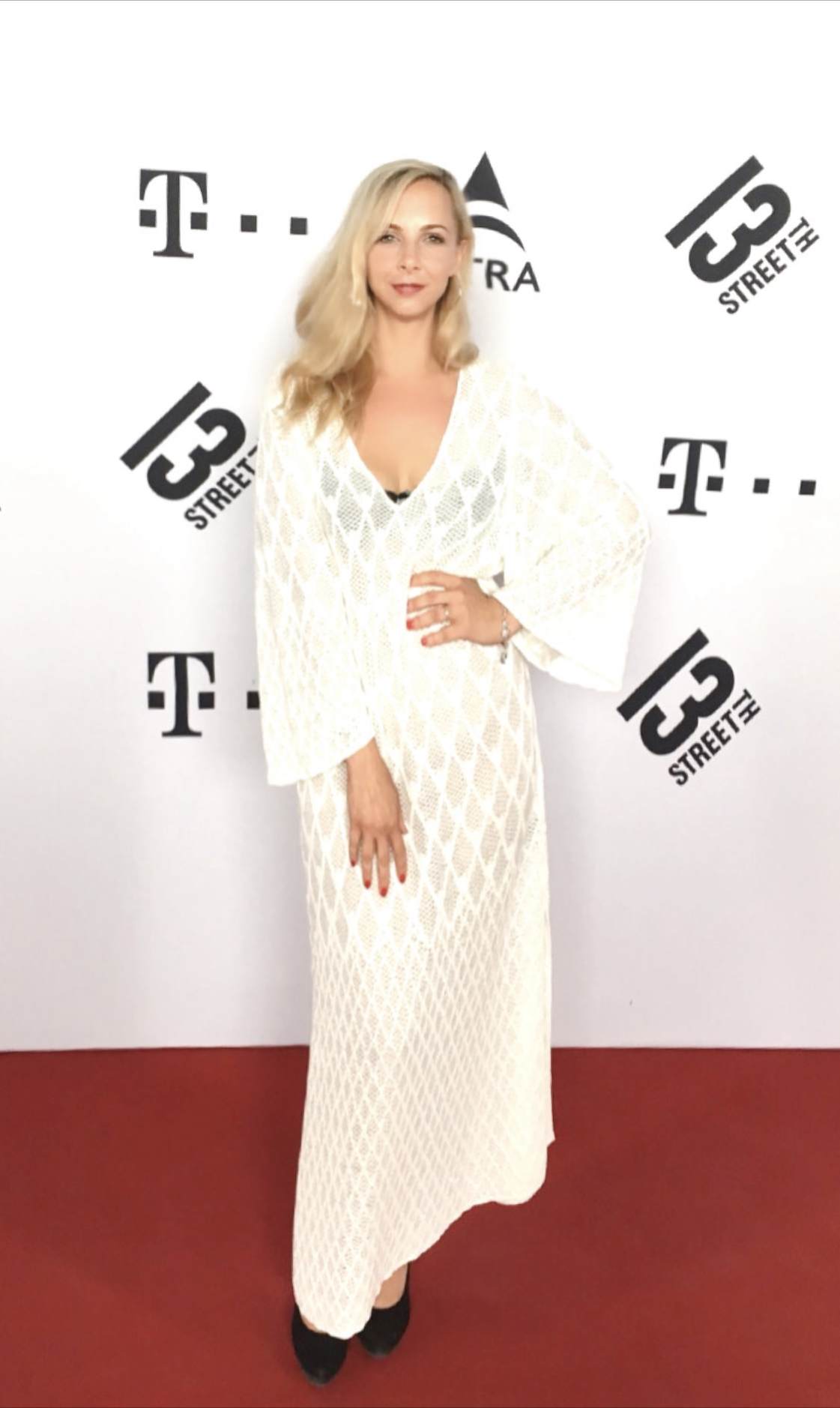
Esther Kuhn (* 1980)

- Kuhn, Eugen (1895–1970), Schweizer Lehrer und Schriftkünstler

##### Kuhn, F
- Kuhn, Felicitas (1926–2022), österreichische Bilder- und Kinderbuchillustratorin
- Kuhn, Ferdinand (1851–1923), deutscher Tiefbauingenieur, Beigeordneter der Stadt Mainz, Ehrenbürger von Mainz
- Kühn, Frank (* 1962), deutscher Radrennfahrer
- Kuhn, Franz (1866–1929), deutscher Chirurg
- Kuhn, Franz (1884–1961), deutscher Jurist, Sinologe und literarischer Übersetzer
- Kühn, Franz, österreichischer Maler, Fotograf und Unternehmer
- Kuhn, Franz Sales (1864–1938), deutscher Architekt
- Kuhn, Franz-Josef (1883–1959), deutscher Landwirt und Politiker
- Kühn, Friedrich (1854–1937), deutscher Bildhauer und Modelleur
- Kühn, Friedrich (1889–1944), deutscher General der Panzertruppe und Chef des Wehrmacht-Kraftwesens
- Kuhn, Friedrich (1895–1976), deutscher Kreisschulrat, Archäologe und aktiver Gegner des NS-Regimes
- Kühn, Friedrich (1907–1979), deutscher Politiker (CDU), MdB
- Kuhn, Friedrich (1919–2005), deutscher Bobfahrer
- Kuhn, Friedrich (1926–1972), Schweizer Maler, Zeichner und Bildhauer
- Kuhn, Friedrich Adalbert Maximilian (1842–1894), deutscher Botaniker
- Kuhn, Friedrich Adolph (1774–1844), deutscher Lyriker und Übersetzer
- Kühn, Frithjof (* 1943), deutscher Politiker (CDU) und Landrat des Rhein-Sieg-Kreises
- Kuhn, Fritz, Schweizer Militärpatrouillenläufer und Oberleutnant
- Kühn, Fritz (1883–1968), deutscher Autor
- Kühn, Fritz (1910–1967), deutscher Fotograf, Bildhauer und Kunstschmied
- Kuhn, Fritz (* 1955), deutscher Politiker (SPD, Bündnis 90/Die Grünen), MdL, MdB, Oberbürgermeister von StuttgartFritz Kuhn (* 1955)

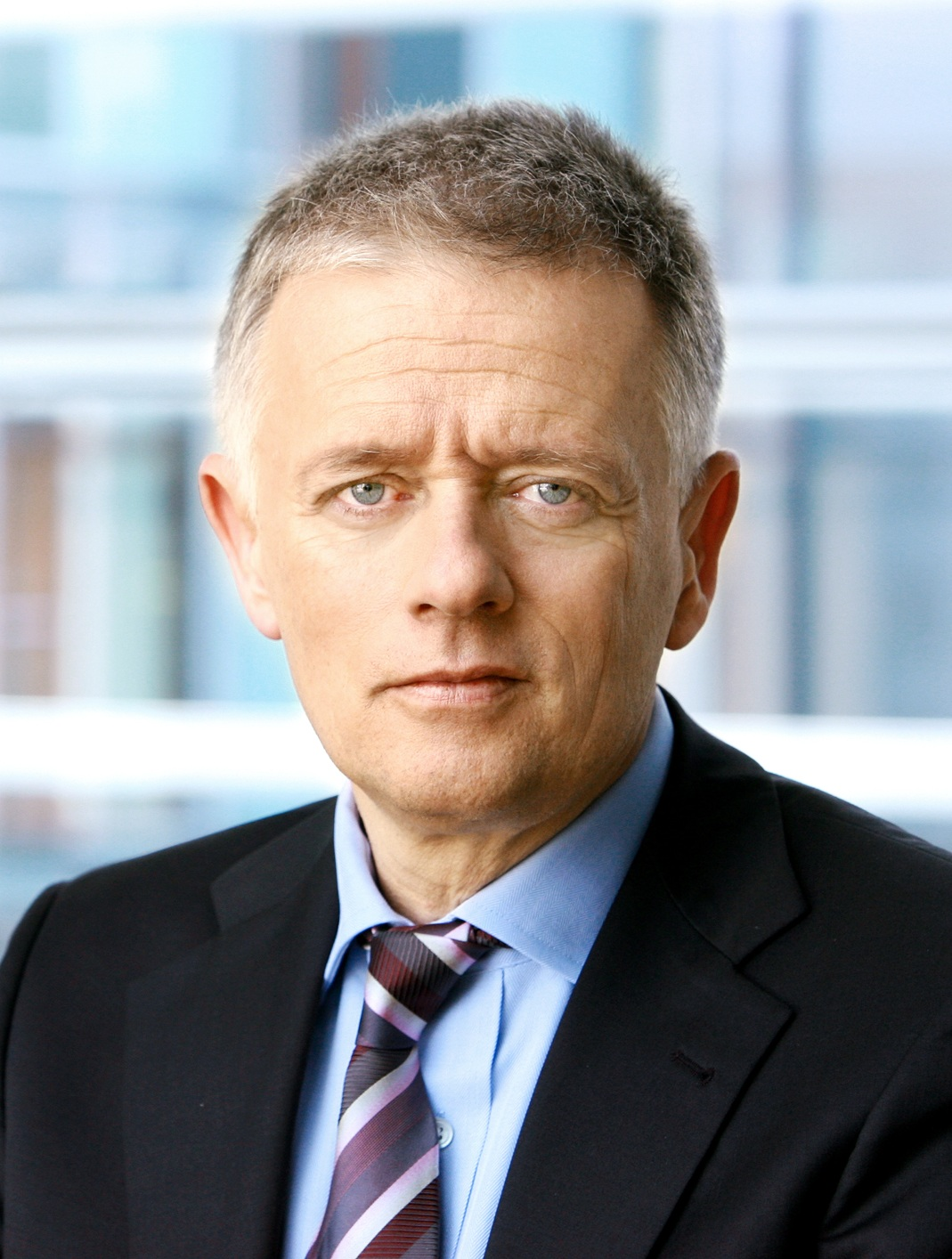
Fritz Kuhn (* 1955)

- Kühn, Fritz E. (* 1965), deutscher Chemiker
- Kuhn, Fritz Julius (1896–1951), deutschamerikanischer Chemiker, Leiter des „Amerikadeutschen Bundes“Fritz Julius Kuhn (1896–1951)

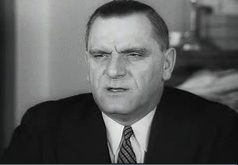
Fritz Julius Kuhn (1896–1951)

##### Kuhn, G
- Kuhn, Gabriel (* 1972), US-amerikanischer Schriftsteller und poststrukturalistischer Autor
- Kühn, Gabriele (* 1957), deutsche Ruderin
- Kuhn, Georg (1907–1982), deutscher Jurist, ehemaliger Vorsitzender Richter am Bundesgerichtshof
- Kühn, Gerd (* 1968), deutscher Fußballspieler
- Kühn, Gerhard (1910–1982), deutscher Textilkaufmann, Einzelhändler und Politiker (LDPD), MdV
- Kühn, Gottfried (1912–2002), deutscher Gärtner, Landschaftsarchitekt
- Kuhn, Gotthilf (1819–1890), Stuttgarter Industriepionier
- Kuhn, Gotthold (* 1846), württembergischer Oberamtmann
- Kuhn, Gottlieb Jakob (1775–1849), Schweizer Pfarrer und Volksliederdichter
- Kuhn, Gregor († 1922), deutscher Rennfahrer
- Kühn, Guido (* 1966), deutscher Kommunikationsdesigner, Medienkünstler und Hochschullehrer
- Kuhn, Günther (* 1943), deutscher Kommunalpolitiker (CDU)
- Kühn, Gustav (1794–1868), deutscher Buchdrucker und Herausgeber von Bilderbogen
- Kühn, Gustav (1840–1892), deutscher Agrikulturchemiker
- Kühn, Gustav (1872–1951), deutscher Lehrer und Landschaftsmaler
- Kuhn, Gustav (* 1945), österreichischer Dirigent und RegisseurGustav Kuhn (* 1945)

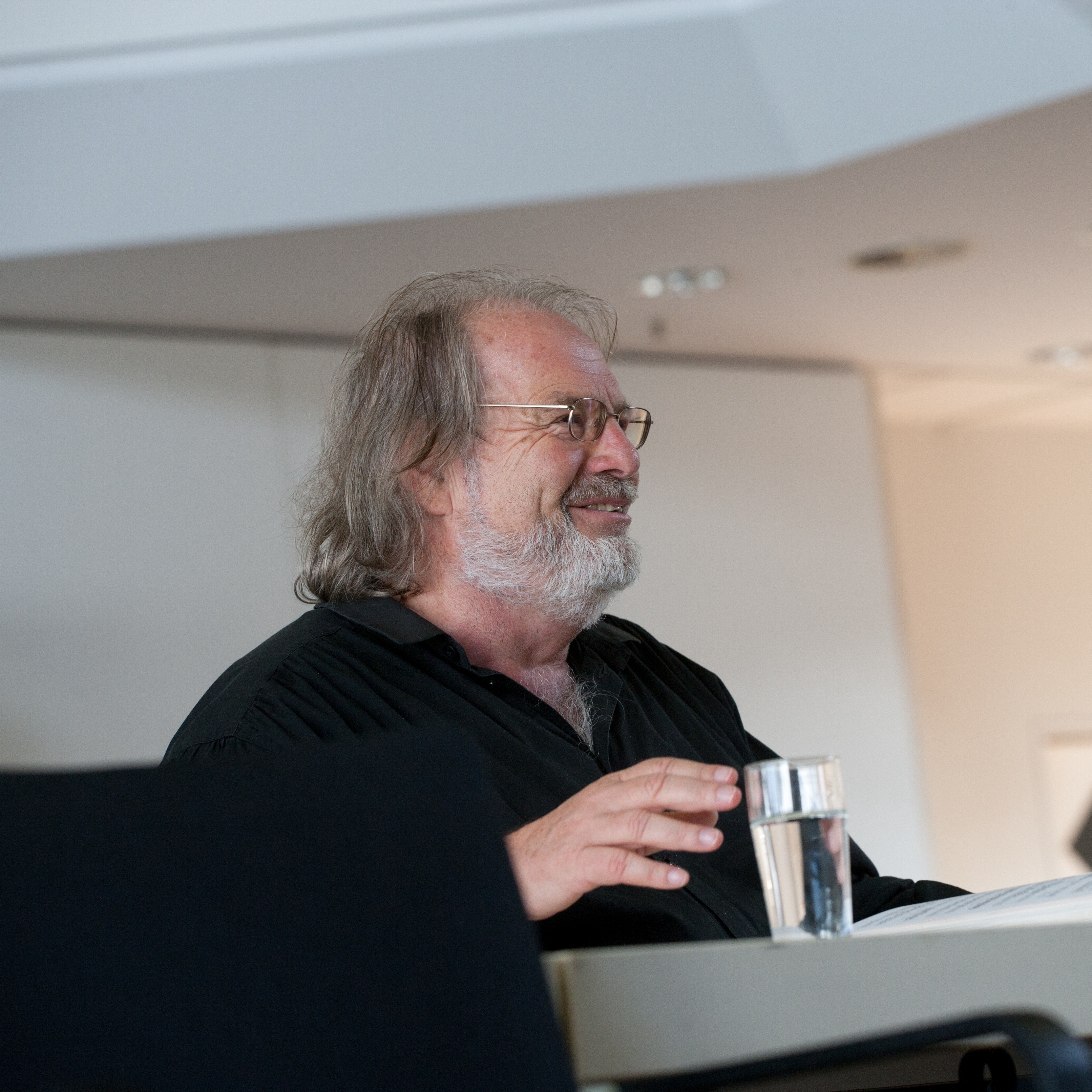
Gustav Kuhn (* 1945)

##### Kuhn, H
- Kuhn, Hans (1824–1891), deutscher Marineoffizier, zuletzt Konteradmiral der Marine des Norddeutschen Bundes
- Kuhn, Hans (1884–1980), Schweizer Bundesbeamter
- Kuhn, Hans (* 1898), deutscher Lehrer und Politiker (SPD, NSDAP)
- Kuhn, Hans (1899–1988), deutscher Philologe
- Kuhn, Hans (1905–1991), deutscher Maler, Grafiker und Hochschullehrer
- Kuhn, Hans (1912–1996), deutscher Politiker (CDU) und Bürgermeister von Homburg
- Kuhn, Hans (1919–2012), Schweizer Physikochemiker
- Kuhn, Hans (* 1948), deutscher Radrennfahrer, pensionierter Schulleiter und Moderator
- Kühn, Hans Adolf (1914–1999), deutscher Internist und Hochschullehrer
- Kuhn, Hans Peter (* 1952), deutscher Klangkünstler und Komponist
- Kuhn, Hans Wolfgang (1927–1986), deutscher Politologe und Historiker
- Kuhn, Hans-Georg (1924–2018), deutscher Politiker (CDU), MdHB
- Kühn, Hans-Joachim (* 1958), deutscher Historiker
- Kuhn, Hans-Jürgen (* 1953), deutscher Politiker (Bündnis 90/Die Grünen), Berliner Staatssekretär
- Kühn, Harald (* 1963), deutscher Politiker (CSU), MdL
- Kuhn, Harold W. (1925–2014), US-amerikanischer Mathematiker
- Kuhn, Harry (1900–1973), deutscher KPD-Funktionär, antifaschistischer Widerstandskämpfer, Generalsekretär der Vereinigung der Verfolgten des Naziregimes
- Kühn, Hartmut (* 1947), deutscher Historiker, Übersetzer polnischer Literatur
- Kühn, Heinrich (1690–1769), deutscher Mathematiker und Naturwissenschaftler
- Kühn, Heinrich (1860–1906), deutscher Naturalienhändler, Forschungsreisender und Entomologe
- Kühn, Heinrich (1866–1944), österreichischer Fotograf
- Kühn, Heinrich (1894–1981), deutscher Politiker (SPD), MdA
- Kuhn, Heinrich (1906–1991), deutscher Maler
- Kuhn, Heinrich (* 1939), Schweizer Schriftsteller
- Kuhn, Heinrich (* 1940), deutscher Arzt, Homöopath und Politiker (AfD), MdL
- Kuhn, Heinrich Gerhard (1904–1994), deutsch-britischer Physiker
- Kühn, Heinrich Gottlieb (1788–1870), sächsischer Geheimer Bergrat, Arkanist, Direktor der Königlichen Porzellanmanufaktur
- Kühn, Heinz (1912–1992), deutscher Politiker (SPD), MdL und Ministerpräsident von Nordrhein-Westfalen, MdB, MdEPHeinz Kühn (1912–1992)

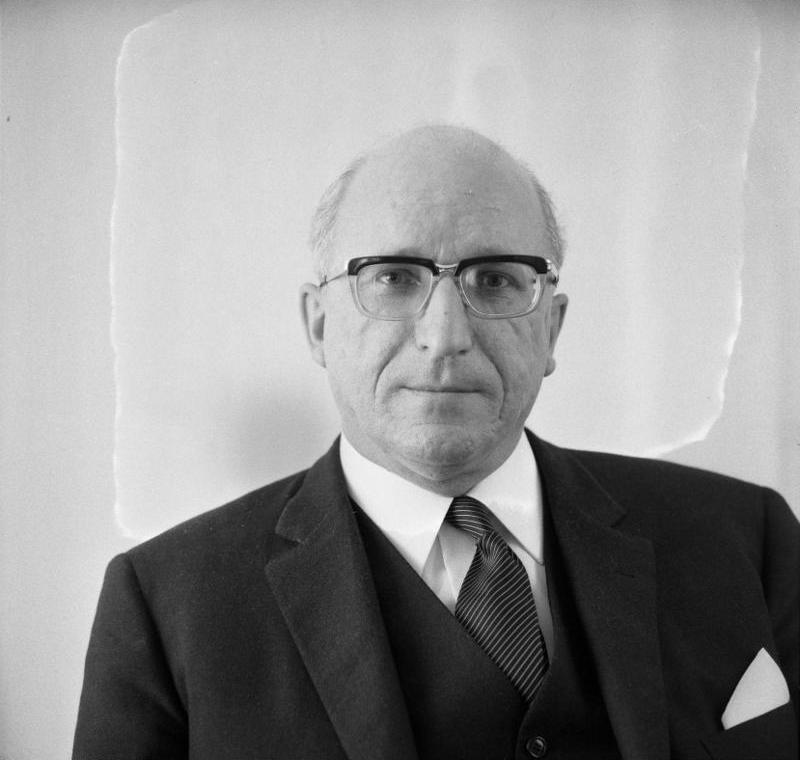
Heinz Kühn (1912–1992)

- Kuhn, Heinz-Wolfgang (1934–2023), deutscher Theologe (evangelisch) und Autor
- Kühn, Helga-Maria (1933–2025), deutsche Archivarin und Historikerin
- Kuhn, Helmut (1899–1991), deutscher Philosoph
- Kuhn, Helmut (1931–2025), deutscher Politiker (CDU), Oberbürgermeister von Hanau
- Kuhn, Helmut (* 1962), deutscher Journalist und Autor
- Kühn, Herbert (1895–1980), deutscher Prähistoriker
- Kühn, Herbert (1910–1976), deutscher Bildhauer
- Kühn, Hermann (1849–1902), deutscher Architekt und Kunstgewerbler
- Kühn, Hermann (1851–1937), deutscher Politiker, Staatssekretär des Deutschen Reiches
- Kühn, Hermann (1932–2019), deutscher Physikochemiker, Restaurator und Hochschullehrer
- Kuhn, Hermann (* 1945), deutscher Politiker (Bündnis 90/Die Grünen), MdBB
- Kühn, Hildegard (1937–2006), deutsche Schauspielerin bei Bühne, Film und Fernsehen
- Kuhn, Horst (1932–1991), deutscher Jurist; Ermittlungsrichter für Terrorismus Spionage am Bundesgerichtshof in Karlsruhe
- Kuhn, Hugo (1909–1978), deutscher Germanist

##### Kuhn, I
- Kühn, Ingolf (* 1953), deutscher Maler
- Kühn, Ingolf (* 1967), deutscher Biologe und Hochschullehrer
- Kühn, Ingrid (* 1943), deutsche Germanistin
- Kuhn, Irène (* 1947), französische Übersetzerin und Sachbuchautorin
- Kühn, Irmgard (* 1933), deutsche Malerin und Grafikerin
- Kuhn, Isobel (1901–1957), kanadische christliche Missionarin (evangelisch) in China und Thailand
- Kühn, Isolde (1953–2014), deutsche Schauspielerin und Regisseurin

##### Kuhn, J
- Kuhn, Jacques (1919–2016), Schweizer Unternehmer, Erfinder und Autor
- Kuhn, Jean-Pierre (1903–1984), luxemburgischer Radrennfahrer
- Kuhn, Jerry (* 1986), deutsch-amerikanischer Eishockeytorwart
- Kuhn, Joachim (1913–1994), deutscher Offizier und Widerstandskämpfer
- Kühn, Joachim (* 1944), deutscher Jazz-PianistJoachim Kühn (* 1944)

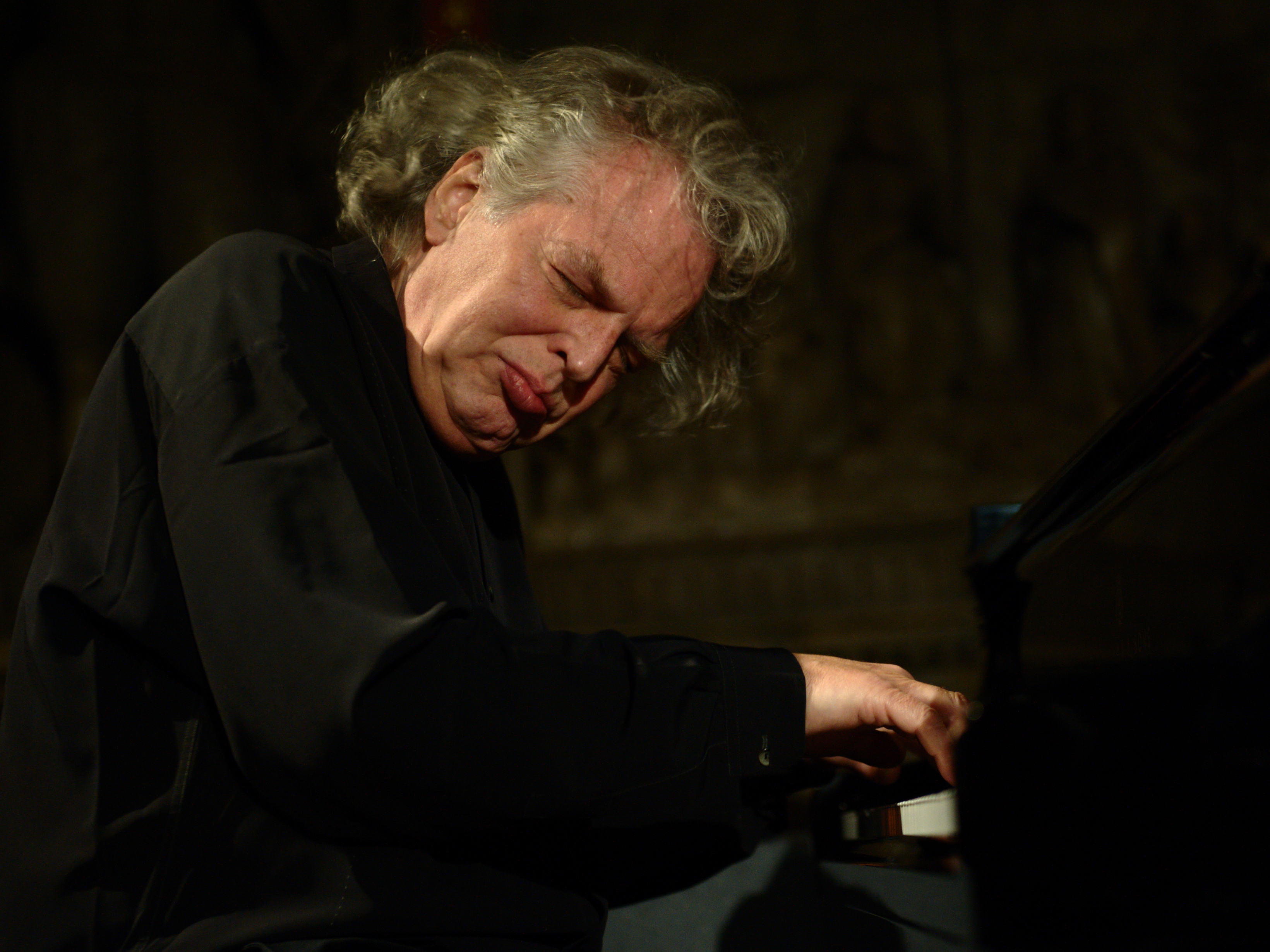
Joachim Kühn (* 1944)

- Kühn, Joachim (* 1955), deutscher Fußballspieler
- Kuhn, Jochen (* 1954), deutscher Regisseur
- Kuhn, Jochen (* 1974), deutscher Physikdidaktiker und Hochschullehrer
- Kühn, Johann (1619–1676), deutscher Mathematiker
- Kuhn, Johann (1877–1954), deutscher Landwirt und Politiker
- Kühn, Johann (1897–1945), deutscher SPD-Funktionär und Naziopfer
- Kuhn, Johann Baptist (1810–1861), deutscher Maler und Lithograf
- Kühn, Johanna (1892–1978), deutsche Politikerin (SPD), Mitglied der Stadtverordnetenversammlung von Groß-Berlin
- Kühn, Johannes (1887–1973), deutscher Historiker
- Kuhn, Johannes (1924–2019), deutscher Theologe und Fernsehpfarrer
- Kühn, Johannes (1934–2023), deutscher Schriftsteller
- Kühn, Johannes (* 1991), deutscher BiathletJohannes Kühn (* 1991)

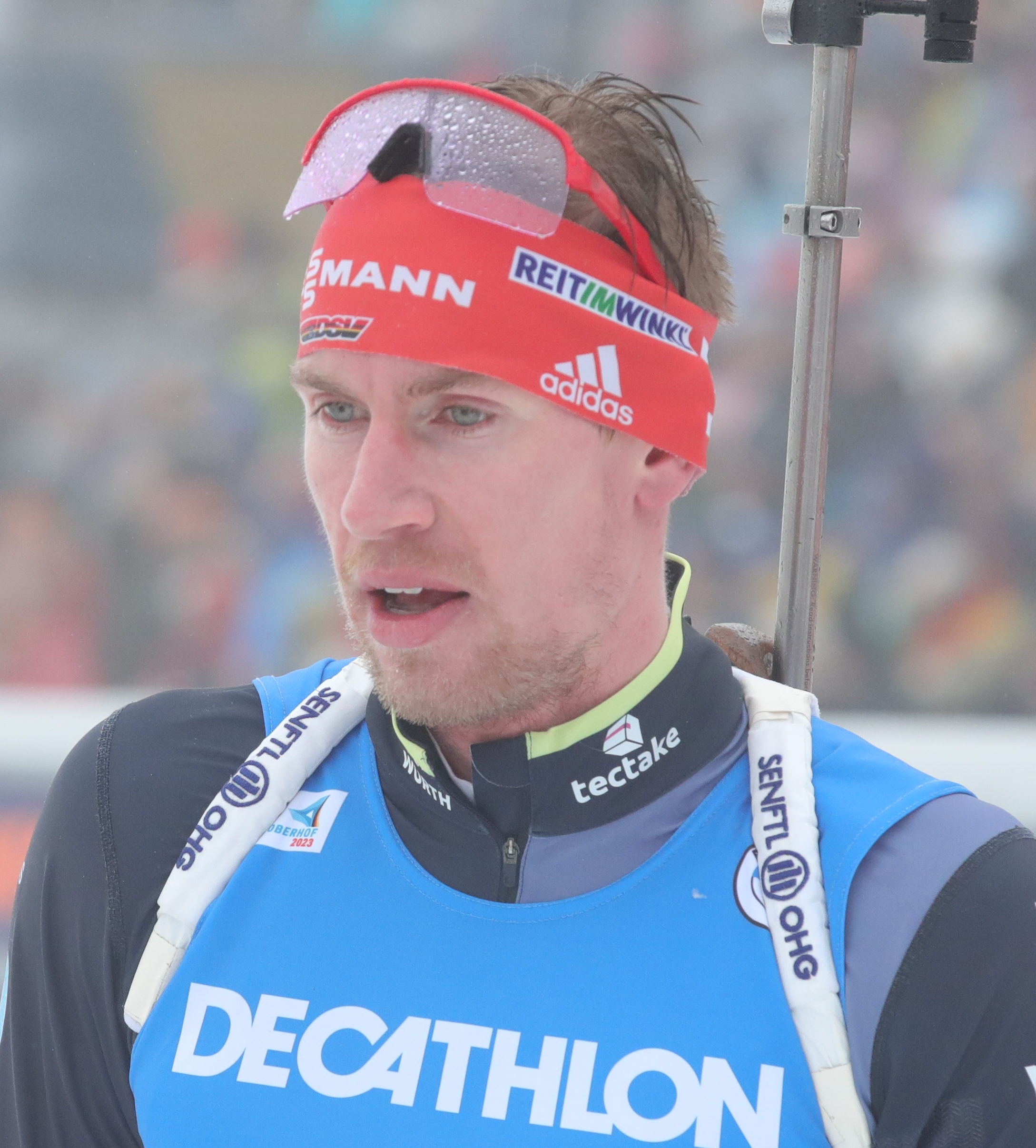
Johannes Kühn (* 1991)

- Kuhn, Johannes Nicolaus (1670–1744), deutscher Architekt
- Kuhn, Johannes von (1806–1887), deutscher katholischer Theologe; Rektor in Tübingen
- Kuhn, John (* 1982), US-amerikanischer American-Football-Spieler
- Kühn, Jonas (* 2002), deutscher Fußballspieler
- Kühn, Jörg (* 1952), deutscher Architekt und Hochschullehrer
- Kühn, Josef von (1833–1913), österreichischer Philanthrop, Gründer der Wiener Volksküchen
- Kuhn, Joseph (1819–1906), deutscher Theologe und Schriftsteller
- Kuhn, Joseph E. (1864–1935), US-amerikanischer Offizier, Generalmajor der US Army
- Kühn, Joseph-Hans (1911–1994), deutscher Klassischer Philologe
- Kuhn, Julia (* 1985), deutsche Automobilrennfahrerin
- Kühn, Julius (1825–1910), deutscher Agrarwissenschaftler
- Kuhn, Julius (* 1992), deutscher Film- und Theaterschauspieler
- Kühn, Julius (* 1993), deutscher HandballspielerJulius Kühn (* 1993)

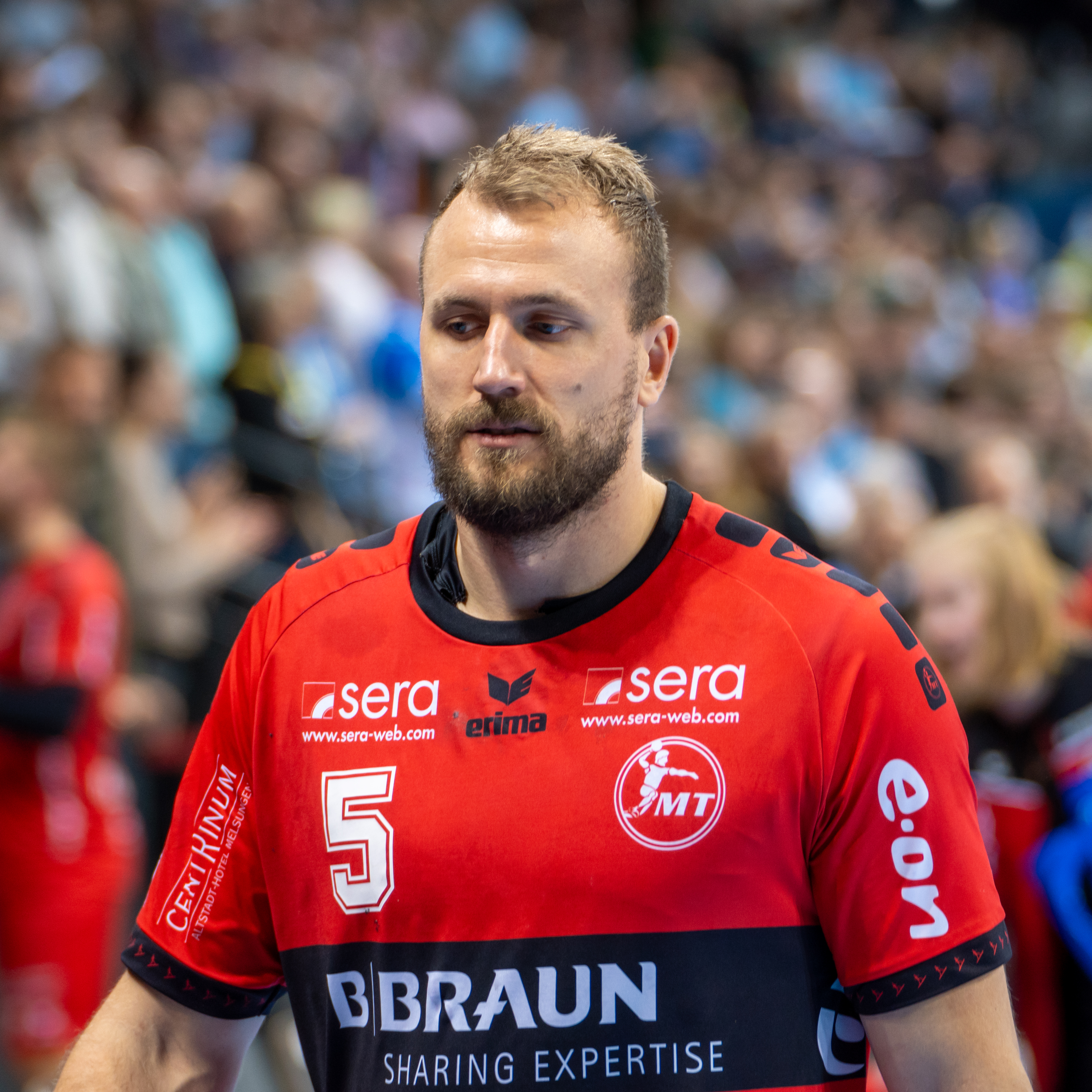
Julius Kühn (* 1993)

##### Kuhn, K
- Kuhn, Kaila (* 2003), US-amerikanische Freestyle-Skisportlerin
- Kuhn, Karl (1840–1907), deutscher Jurist, Schriftsteller und Goethe-Forscher
- Kuhn, Karl († 1962), Schweizer Fussballspieler
- Kühn, Karl (1894–1962), deutscher Ingenieur und Hochschullehrer
- Kuhn, Karl (1897–1923), deutscher Kellner und Todesopfer des Hitlerputsches
- Kuhn, Karl (1898–1986), deutscher Politiker (SPD), MdL
- Kühn, Karl (1904–1986), österreichischer Radrennfahrer
- Kuhn, Karl (1910–1984), deutscher Widerstandskämpfer gegen den Nationalsozialismus
- Kuhn, Karl (1934–2014), deutscher Biologe und Hochschullehrer
- Kühn, Karl Friedrich (1884–1945), deutsch-böhmischer Architekt, Denkmalpfleger und Kunsthistoriker
- Kuhn, Karl Georg (1906–1976), deutscher Theologe, Orientalist und Hochschullehrer
- Kühn, Karl Gottlob (1754–1840), deutscher Mediziner und Medizinhistoriker
- Kuhn, Karl-Christoph (* 1953), deutscher römisch-katholischer Theologe
- Kuhn, Karlheinz (1930–2001), deutscher Maler und Grafiker
- Kühn, Karsten (* 1989), deutscher Schauspieler
- Kühn, Katharina, deutsche Journalistin und Moderatorin
- Kuhn, Katharina (1878–1948), deutsche Politikerin (USDP), MdHB
- Kühn, Katharina (* 1980), deutsche Basketballnationalspielerin
- Kuhn, Katrin (* 1953), Schweizer Politikerin (Grüne)
- Kuhn, Kevin (* 1981), deutscher Schriftsteller
- Kuhn, Kevin (* 1998), Schweizer Radrennfahrer
- Kühn, Klaus (1927–2022), deutscher Proteinchemiker und Bindegewebeforscher
- Kühn, Klaus-Dieter (1949–2023), deutscher Funktionär des deutschen Bevölkerungsschutzes
- Kuhn, Köbi (1943–2019), Schweizer Fussballspieler und -trainerKöbi Kuhn (1943–2019)
- Kuhn, Konrad, deutscher Dramaturg

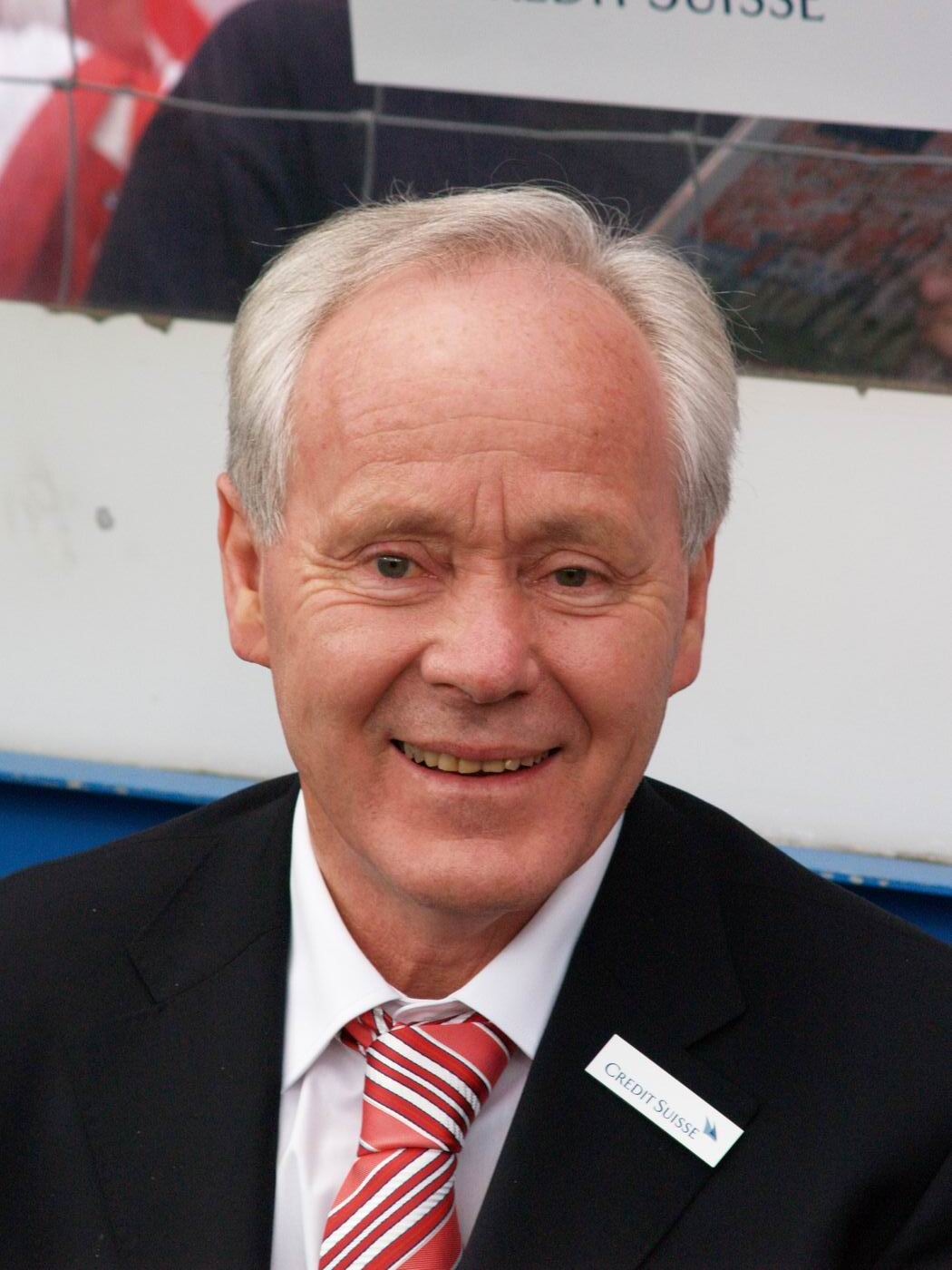
Köbi Kuhn (1943–2019)

- Kuhn, Konrad J. (* 1978), Schweizer Historiker, Volkskundler, Kulturanthropologe und europäischer Ethnologe
- Kuhn, Kristian (* 1987), deutscher Basketballspieler
- Kuhn, Krystyna (* 1960), deutsche Autorin
- Kühn, Kurt (1895–1966), deutscher Radsportfunktionär und Präsident des Bundes Deutscher Radfahrer
- Kühn, Kurt (1898–1963), deutscher Widerstandskämpfer gegen den Nationalsozialismus, Politiker (KPD, SED), MdV und Gewerkschafter
- Kühn, Kurt-Hermann (1926–1989), deutscher Maler und Grafiker

##### Kuhn, L
- Kuhn, Leo (1908–2004), österreichischer Widerstandskämpfer gegen das NS-Regime im Zweiten Weltkrieg und Geschichtsvermittler
- Kuhn, Leonhard (* 1987), deutscher Jazzmusiker
- Kuhn, Leopold (1861–1902), österreichischer Theaterdirektor, Kapellmeister und Komponist
- Kuhn, Lorenz Jacob (1884–1942), aserbaidschanischer Politiker deutscher Abstammung
- Kuhn, Lothar (1946–2017), deutscher Szenenbildner und Architekt
- Kühn, Ludwig (1884–1962), deutscher Radiopionier
- Kühn, Ludwig (1893–1977), deutscher Kommunist, MdV
- Kuhn, Ludwig (1918–2001), deutscher Eishockeyspieler
- Kühn, Lutz (1951–2023), deutscher Politiker (SPD), MdL
- Kuhn, Lutz (* 1969), deutscher Offizier

##### Kuhn, M
- Kuhn, Maggie (1905–1995), US-amerikanische Menschenrechtlerin; Schwerpunkte Altersrechte, Gray Panthers
- Kühn, Manfred, deutscher Basketballspieler
- Kuhn, Manfred (1931–2011), deutscher Chemiker und Hochschullehrer
- Kühn, Margarete (1888–1977), deutsche Künstlerin, Designerin und Unternehmerin
- Kühn, Margarete (1902–1995), deutsche Kunsthistorikerin
- Kühn, Maria (* 1982), deutsche Rollstuhlbasketballspielerin
- Kühn, Marianne (1914–2005), deutsche Politikerin (SPD) und Kunstsammlerin
- Kuhn, Marianne (* 1949), Schweizer Zeichnerin und Zeichenlehrerin
- Kuhn, Marie-Luise (1945–1999), deutsche Politikerin (SPD), MdL
- Kuhn, Mark (* 1959), Schweizer Schauspieler
- Kuhn, Markus (* 1972), deutscher Medienwissenschaftler
- Kühn, Markus (* 1973), deutscher Autor von Finanzratgebern, Rechtsanwalt und Finanzberater
- Kuhn, Markus (* 1986), deutscher American-Football-Spieler
- Kuhn, Matt, US-amerikanischer Autor und Drehbuchautor
- Kuhn, Max (1838–1888), deutscher Maler und Lithograf
- Kühn, Max (1877–1944), deutsch-böhmischer Architekt
- Kuhn, Michael (1851–1903), deutscher Ingenieur und Lokomotivkonstrukteur bei der Firma Henschel & Sohn in Kassel
- Kuhn, Michael (* 1937), österreichischer Sportredakteur und JournalistMichael Kuhn (* 1937)

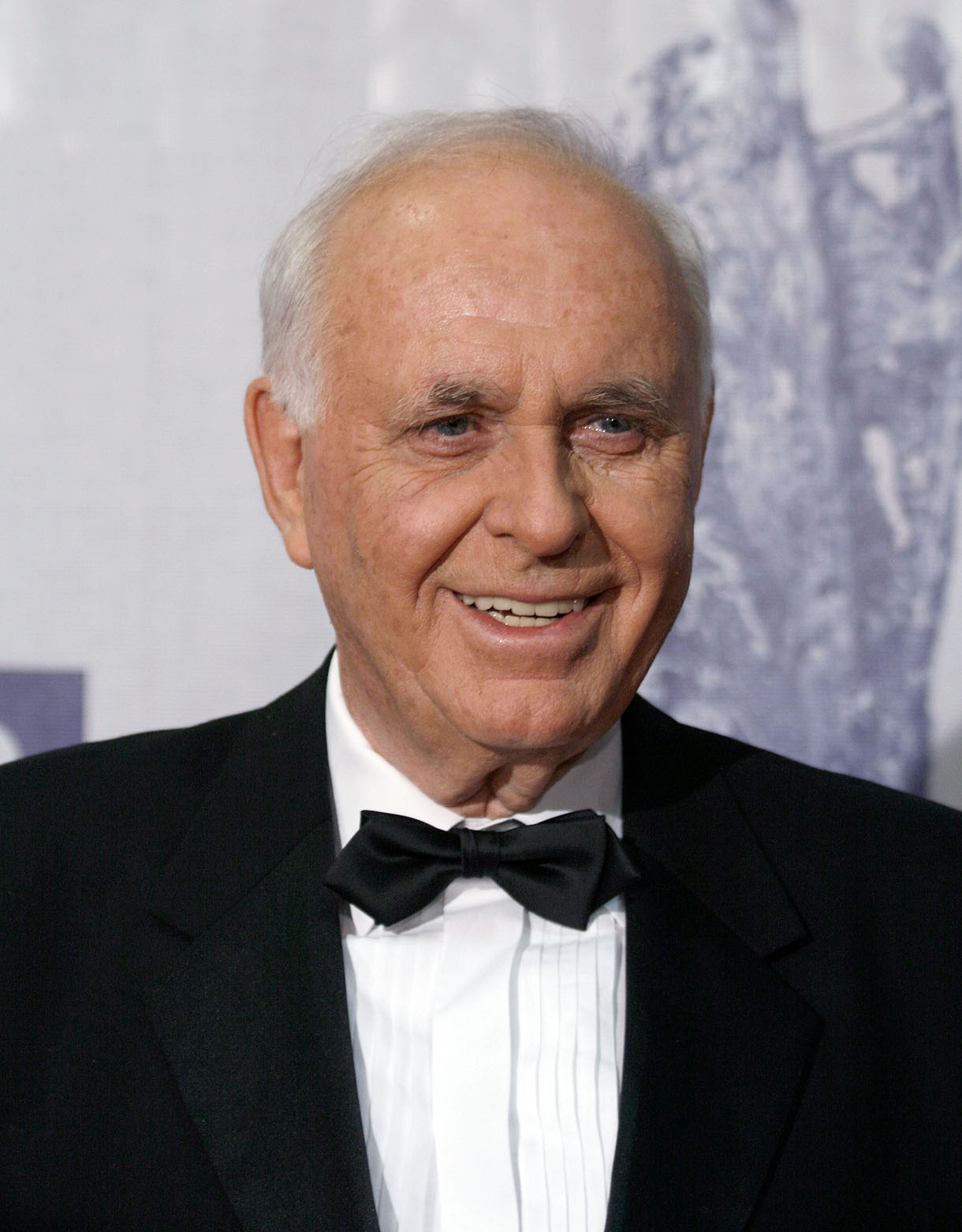
Michael Kuhn (* 1937)

- Kuhn, Michael (* 1955), deutscher Schriftsteller und Historiker
- Kuhn, Michael (* 1962), deutscher Kriminalbeamter, Komponist und Musiker
- Kühn, Michael (* 1963), deutscher Fußballspieler
- Kuhn, Michel (1949–1993), Schweizer Radrennfahrer
- Kuhn, Mickey (1932–2022), US-amerikanischer Schauspieler
- Kühn, Miriam, deutsche Kunsthistorikerin
- Kuhn, Moritz (* 1980), deutscher Wirtschaftswissenschaftler und Hochschullehrer
- Kuhn, Moritz (* 1991), deutscher Fußballspieler
- Kuhn, Moritz W. (1944–2018), Schweizer Rechtsanwalt
- Kuhn, Moriz (* 1843), österreichischer Physiker

##### Kuhn, N
- Kuhn, Nelson (* 1937), kanadischer Ruderer
- Kuhn, Nico (* 1985), deutscher Sachbuchautor
- Kuhn, Nicola (* 2000), spanisch-deutscher Tennisspieler
- Kühn, Nicolas (* 2000), deutscher FußballspielerNicolas Kühn (* 2000)

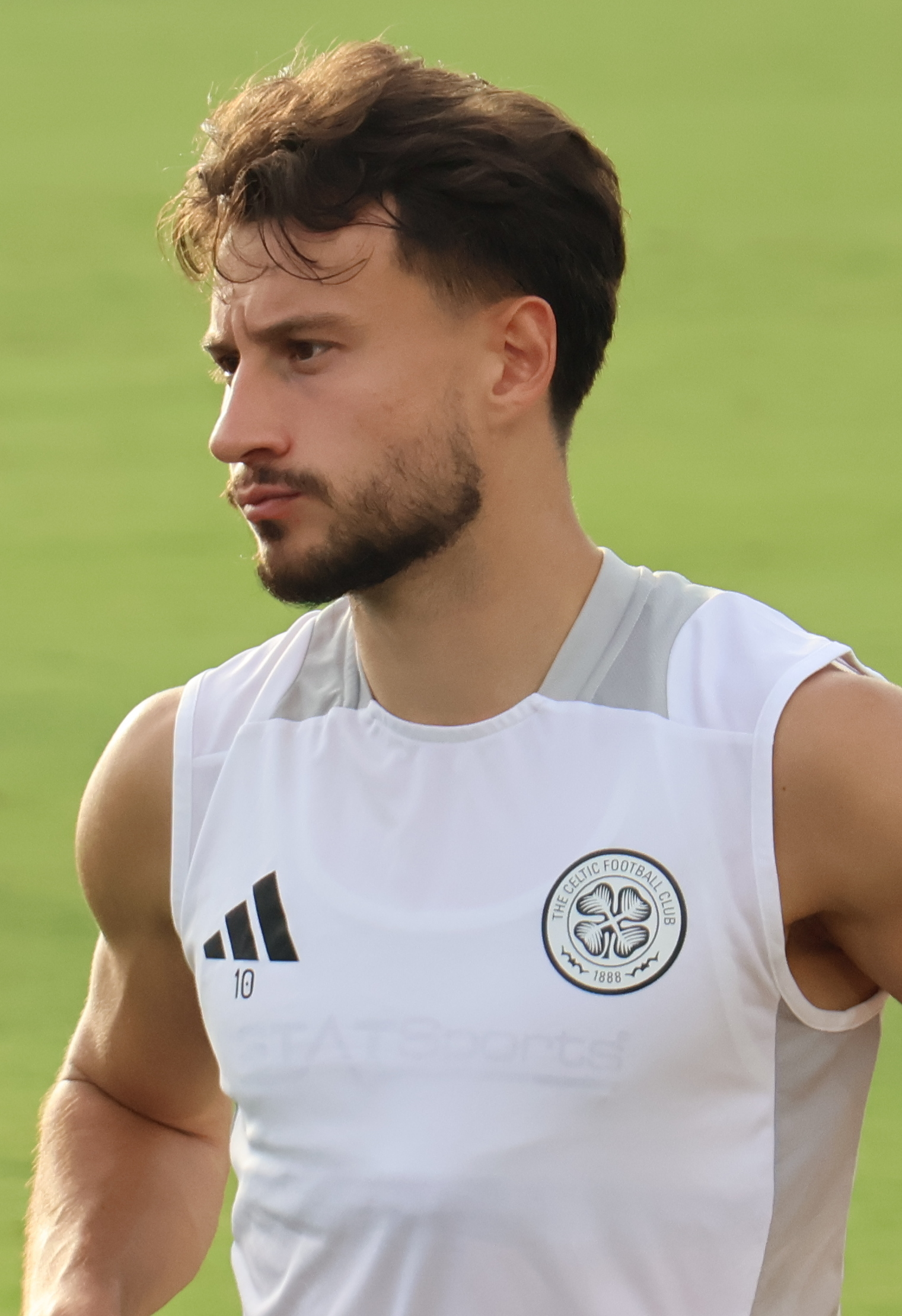
Nicolas Kühn (* 2000)

- Kuhn, Nina (* 1983), deutsche Triathletin

##### Kuhn, O
- Kuhn, Oliver (* 1972), deutscher Journalist, Karikaturist und Buchautor
- Kuhn, Oskar (1908–1990), deutscher Paläontologe
- Kühn, Othmar, österreichischer Harmonikabauer
- Kühn, Othmar (1892–1969), österreichischer Paläontologe
- Kühn, Otto (* 1871), deutscher Politiker (SPD), Innenminister von Sachsen (1920), MdL
- Kuhn, Otto (1896–1978), deutscher Zoologe und Hochschullehrer
- Kühn, Otto Bernhard (1800–1863), deutscher Chemiker

##### Kuhn, P
- Kühn, Paul (1866–1912), deutscher Bibliothekar und Kunsthistoriker
- Kuhn, Paul (1874–1966), deutscher Opernsänger (Tenor)
- Kuhn, Paul (1901–1984), tschechischer Mathematiker
- Kuhn, Paul (1920–2002), Schweizer Gärtner, Lehrer der Coué-Methode
- Kuhn, Paul (1928–2013), deutsch-schweizerischer Pianist, Bandleader, Sänger und KomponistPaul Kuhn (1928–2013)

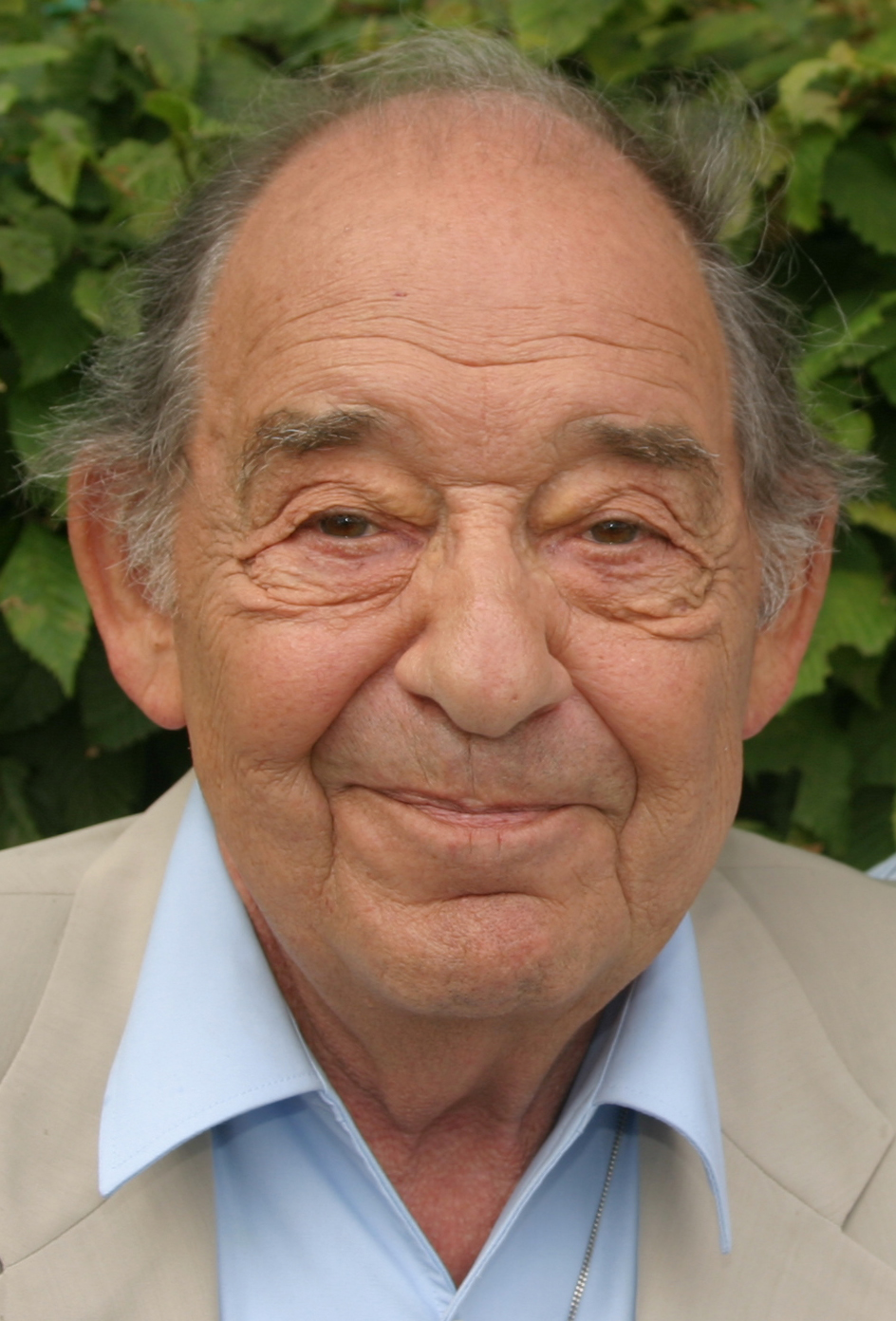
Paul Kuhn (1928–2013)

- Kühn, Paul Georg Erich (1878–1938), deutscher völkischer Schriftsteller, völkischer Publizist und Redakteur
- Kuhn, Peter († 1682), böhmischer Bergmeister und Unternehmer
- Kuhn, Peter (1932–2011), deutscher Ingenieur
- Kuhn, Peter (* 1938), deutscher Theologe
- Kühn, Peter (* 1940), deutscher Fotograf
- Kuhn, Peter (* 1942), deutscher Brigadegeneral des Heeres der Bundeswehr
- Kühn, Peter (* 1949), deutscher Sprachwissenschaftler
- Kuhn, Peter (* 1954), US-amerikanischer Jazzmusiker
- Kuhn, Peter (* 1962), deutscher Karnevalist
- Kuhn, Peter (* 1964), deutscher Dirigent
- Kühn, Peter (* 1976), deutscher Schachspieler
- Kuhn, Philalethes (1870–1937), deutscher Tropenmediziner und Hygieniker
- Kühn, Philipp (* 1992), deutscher Fußballtorwart
- Kühn, Philipp-Sebastian (* 1977), deutscher Politiker (SPD), MdHB

##### Kuhn, R
- Kühn, Regine (* 1941), deutsche Drehbuchautorin und Übersetzerin
- Kuhn, Reinhard (* 1953), deutscher Brigadegeneral der Bundeswehr
- Kühn, Richard, deutscher Fußballspieler
- Kuhn, Richard (1900–1967), österreichisch-deutscher Chemiker und Nobelpreisträger (1938)
- Kuhn, Rita (1916–2011), deutsche Malerin
- Kuhn, Robert (1895–1961), Schweizer Politiker (FDP)
- Kuhn, Robert (1905–1999), deutscher Bildhauer, Maler und Graphiker
- Kühn, Robert (1911–1997), deutscher Mineraloge
- Kuhn, Roland (1912–2005), Schweizer Psychiater
- Kühn, Rolf (1929–2022), deutscher Jazzklarinettist, Komponist und BandleaderRolf Kühn (1929–2022)

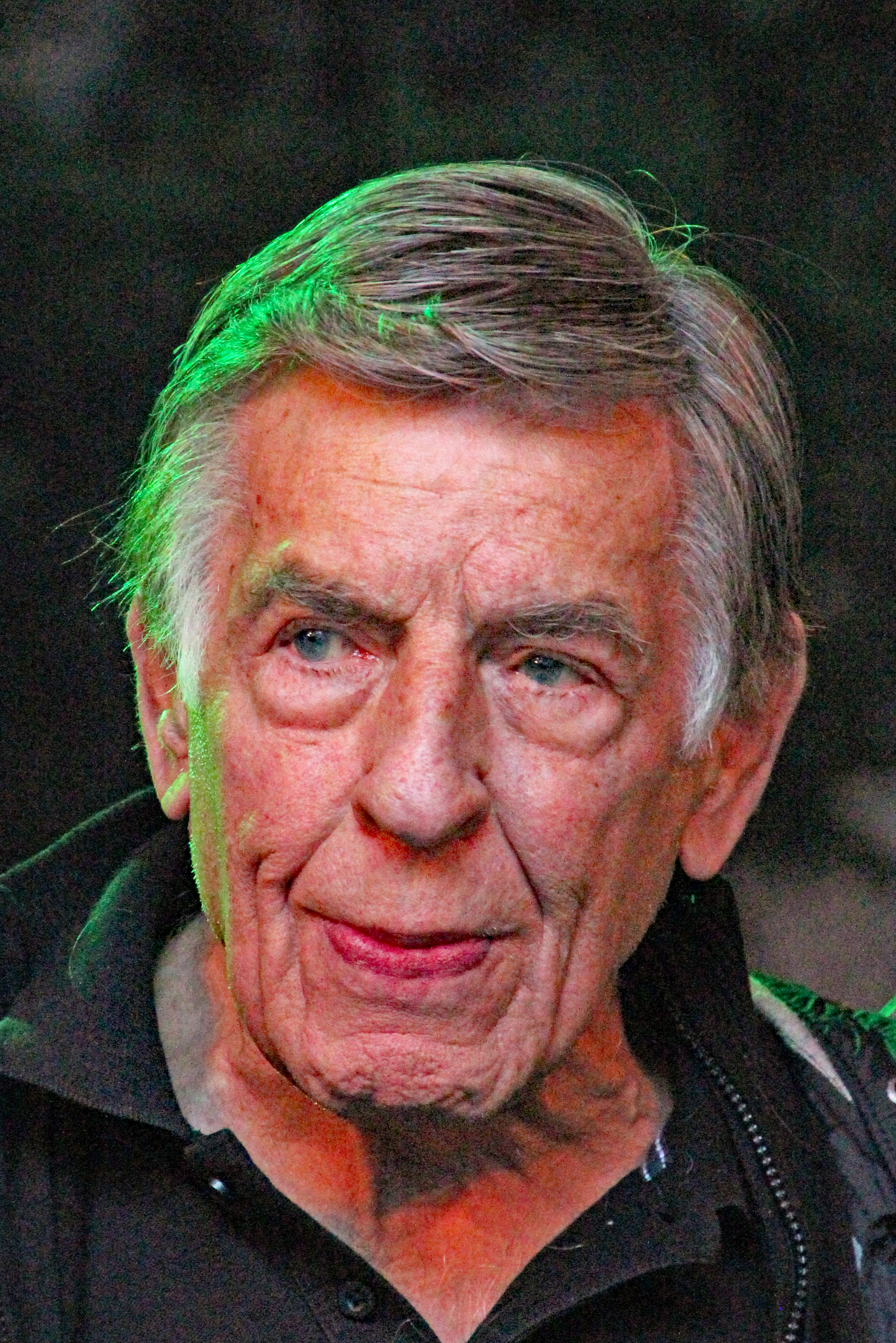
Rolf Kühn (1929–2022)

- Kühn, Rolf (* 1944), deutscher Philosoph
- Kuhn, Rolf (* 1946), deutscher Städtebauer und Gebietsplaner
- Kühn, Rosa (* 1928), deutsche Malerin
- Kuhn, Rosina (* 1940), Schweizer Kunstmalerin
- Kühn, Rudi, deutscher Radrennfahrer
- Kühn, Rudolf (1886–1950), deutscher Architekt und Baubeamter
- Kuhn, Rudolf (1893–1936), deutscher Maler, Grafiker und Glasmaler
- Kühn, Rudolf (1926–1963), deutscher Astronom

##### Kuhn, S
- Kühn, Sabine (* 1966), deutsche Moderatorin, Sprecherin, Dozentin, Produzentin und Schauspielerin
- Kuhn, Sandra (* 1981), deutsche Journalistin und Fernsehmoderatorin
- Kuhn, Siegfried (1893–1915), deutscher Komponist der Spätromantik
- Kühn, Siegfried (* 1935), deutscher Regisseur und Drehbuchautor
- Kuhn, Simone (* 1980), Schweizer Beachvolleyball-Spielerin
- Kühn, Simone (* 1981), deutsche Psychologin, Neurowissenschaftlerin und Hochschullehrerin
- Kühn, Sophie von (1782–1797), Verlobte Friedrich von Hardenbergs (Novalis)Sophie von Kühn (1782–1797)

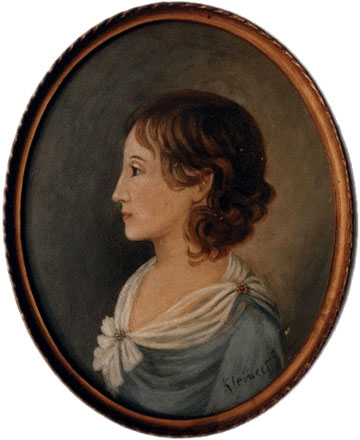
Sophie von Kühn (1782–1797)

- Kuhn, Stefan (* 1979), kanadischer Skilangläufer
- Kühn, Stefanie (* 1973), deutsche Autorin von Finanzratgebern
- Kuhn, Steffi (* 1996), deutsche Volleyballspielerin
- Kuhn, Stephan (* 1964), deutscher Fußballspieler
- Kühn, Stephan (* 1979), deutscher Politiker (Bündnis 90/Die Grünen), MdBStephan Kühn (* 1979)

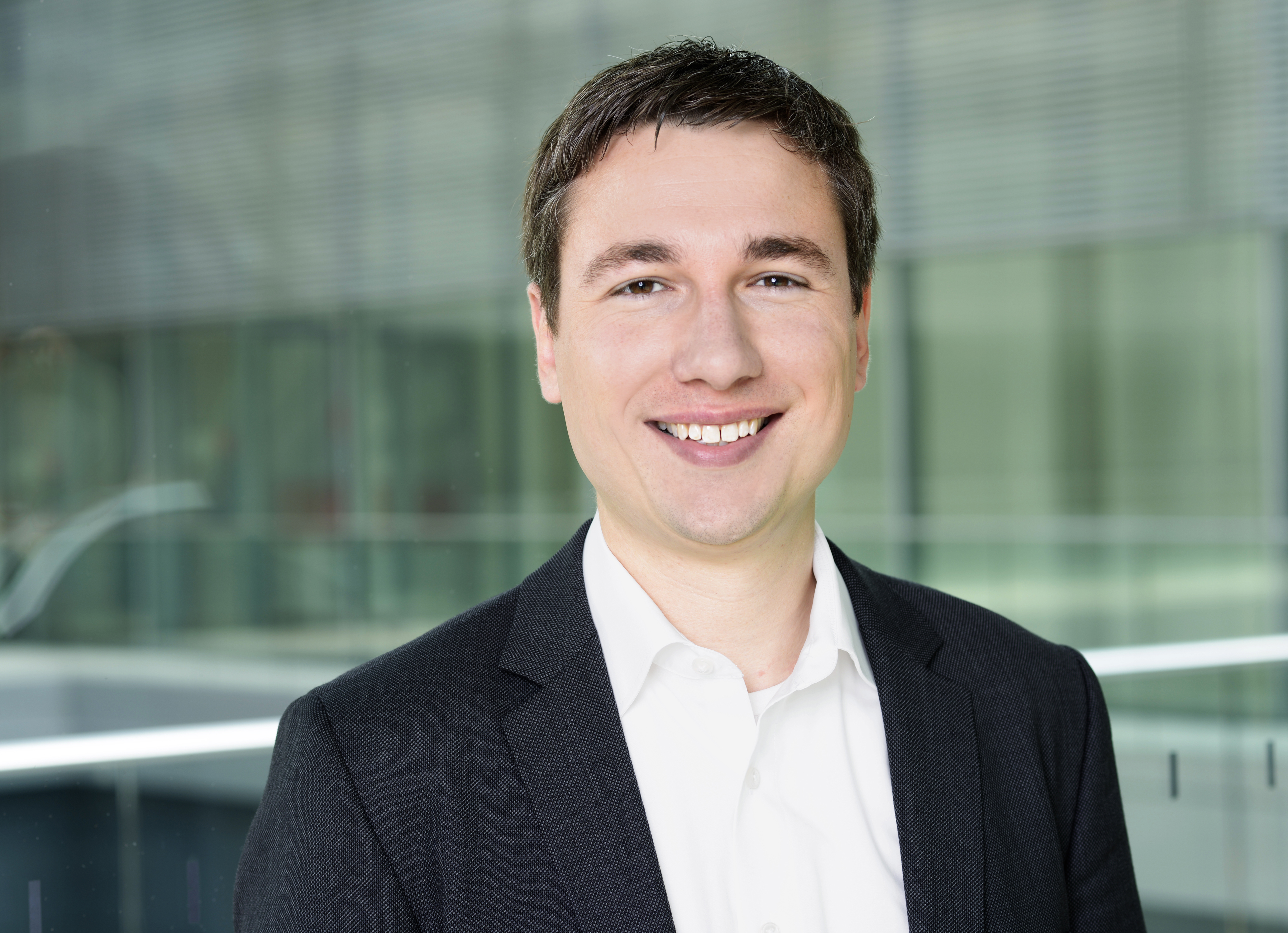
Stephan Kühn (* 1979)

- Kuhn, Steve (* 1938), US-amerikanischer Jazz-Pianist
- Kuhn, Steven E. (* 1967), US-amerikanischer Schriftsteller und ehemaliger Soldat
- Kühn, Susanne (* 1969), deutsche Malerin

##### Kuhn, T
- Kühn, Thomas (* 1943), deutscher Fußballspieler
- Kühn, Thomas (* 1971), deutscher Sozialpsychologe
- Kuhn, Thomas (* 1995), österreichischer Handballspieler
- Kuhn, Thomas K. (* 1963), deutscher Kirchenhistoriker
- Kuhn, Thomas M. (* 1966), deutscher Journalist
- Kuhn, Thomas S. (1922–1996), US-amerikanischer Physiker, Wissenschaftstheoretiker und -historiker
- Kuhn, Tilmar (* 1970), deutscher Schauspieler und Synchronsprecher
- Kuhn, Tim (* 1980), deutscher Kameramann
- Kuhn, Tobias (* 1975), deutscher Musiker, Singer-Songwriter, Musikproduzent
- Kuhn, Tomas (* 1971), deutscher Rechtswissenschaftler

##### Kuhn, U
- Kühn, Ulrich (1690–1757), Kaufmann in St Petersburg und preußischer Konsul
- Kühn, Ulrich (1932–2012), deutscher lutherischer Theologe
- Kühn, Ulrich (* 1951), deutscher Fußballtorhüter
- Kuhn, Ursula (1925–1999), deutsche Schriftstellerin

##### Kuhn, V
- Kühn, Volker (1933–2015), deutscher Theater- und Fernsehregisseur, Autor und Produzent
- Kühn, Volker (1948–2023), deutscher Künstler
- Kühn, Volkmar (* 1942), deutscher Bildhauer
- Kuhn, Vollrad (* 1956), deutscher Politiker (Grüne), MdA

##### Kuhn, W
- Kuhn, Waldemar (1885–1968), deutscher Architekt, Baubeamter, Bibliograf und Autor
- Kuhn, Waldemar (1923–2015), deutscher Bildhauer
- Kuhn, Walt (1877–1949), US-amerikanischer Maler, Cartoonist und Lithograf
- Kühn, Walter (1890–1944), deutscher Konteradmiral (Ing.) der Kriegsmarine
- Kühn, Walter (1902–1980), deutscher Jurist
- Kuhn, Walter (1903–1983), deutscher Volkskundler und Siedlungshistoriker
- Kühn, Walter (* 1920), deutscher Konteradmiral der Volksmarine
- Kuhn, Walter (* 1946), deutscher Stadtgeograph und Aktionskünstler
- Kuhn, Walter (* 1964), deutscher Informatiker
- Kühn, Walther (1892–1962), deutscher Politiker (FDP), MdB
- Kuhn, Walther (1930–2006), deutscher Gynäkologe
- Kuhn, Wenzel (1854–1933), österreichischer Politiker (CSP), Abgeordneter zum Nationalrat
- Kuhn, Werner (1899–1963), Schweizer Physikochemiker
- Kuhn, Werner (* 1941), deutscher Politiker (FDP), MdL
- Kuhn, Werner (* 1955), deutscher Politiker (CDU), MdL, MdB, MdEPWerner Kuhn (* 1955)

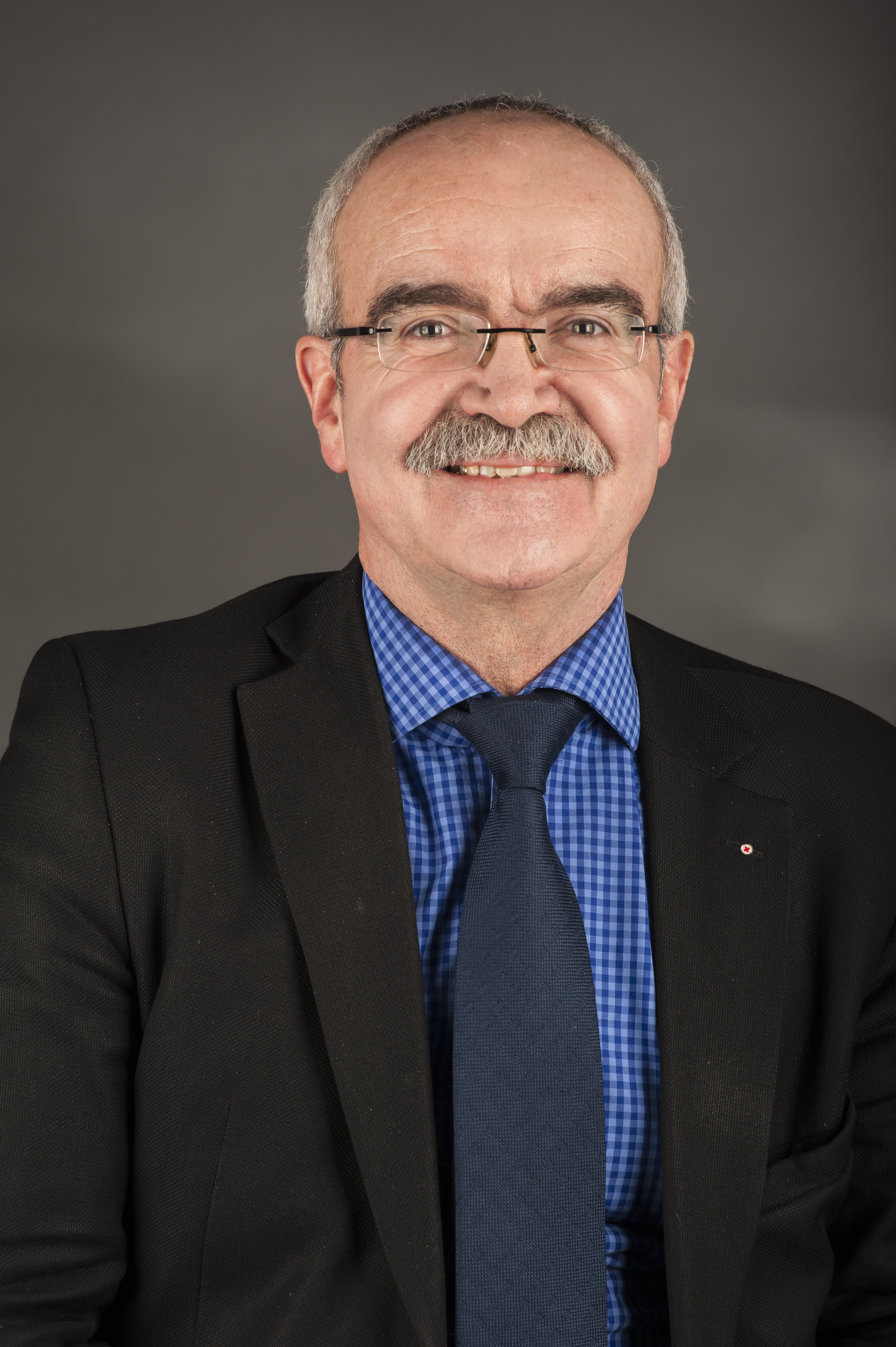
Werner Kuhn (* 1955)

- Kühn, Werner (* 1958), deutscher Eishockeyspieler
- Kuhn, Wessel (* 2006), niederländischer Fußballspieler
- Kuhn, Wibke (* 1972), deutsche Übersetzerin
- Kuhn, Wilfried (1923–2009), deutscher Physiker
- Kuhn, Willi (1911–1982), deutscher Politiker (KPD/SED) und Gewerkschafter
- Kuhn, Wolfgang (1928–2001), deutscher Biologe und evolutionistischer Kreationist
- Kuhn, Wolfgang (* 1956), deutscher Manager
- Kühn, Wolfram (* 1950), deutscher Radrennfahrer und -trainer
- Kühn, Wolfram (* 1952), deutscher Admiral und Inspekteur der Streitkräftebasis

##### Kuhn, X
- Kuhn, Xavier (* 1978), französischer Freestyle-Skisportler
- Kühn, Xenia (* 1981), deutsche Politikerin (CDU), MdL Sachsen-Anhalt

#### Kuhn-

##### Kuhn-B
- Kühn-Berger, Marianne (1927–2016), deutsche Modejournalistin, Designerin und Malerin

##### Kuhn-L
- Kühn-Leitz, Cornelia (1937–2016), deutsche Schauspielerin und Rezitatorin
- Kühn-Leitz, Elsie (1903–1985), deutsche Juristin und MäzeninElsie Kühn-Leitz (1903–1985)

Elsie Kühn-Leitz (1903–1985)

- Kühn-Leitz, Knut (1936–2020), deutscher Unternehmer
- Kühn-Ludewig, Maria (* 1948), deutsche Bibliothekarin und Buchhistorikerin

##### Kuhn-M
- Kühn-Mengel, Helga (* 1947), deutsche Politikerin (SPD), MdB

##### Kuhn-R
- Kuhn-Rehfus, Maren (1938–1993), deutsche Historikerin und Archivarin

##### Kuhn-S
- Kuhn-Schnyder, Emil (1905–1994), Schweizer Paläontologe

##### Kuhn-T
- Kuhn-Theis, Helma (* 1953), deutsche Politikerin (CDU), MdL
- Kuhn-Treichel, Thomas, deutscher Altphilologe

##### Kuhn-W
- Kuhn-Weber, Marta (1903–1990), deutsche Malerin, Bildhauerin und Puppenmacherin
- Kuhn-Weiss, Heinz (* 1948), deutscher Autorennfahrer

##### Kuhn-Z
- Kuhn-Zuber, Gabriele (* 1968), deutsche Juristin und Hochschullehrerin

#### Kuhna
- Kuhna, Hermann-Josef (1944–2018), deutscher Maler
- Kuhna, Karl Heinz (* 1937), deutscher Rechtsanwalt, Diplomat und Botschafter
- Kühnapfel, Bernd A. (* 1960), deutscher Kampfkunst-Großmeister im Kempo, Musiker und Autor
- Kühnapfel, Helge (* 1938), deutscher Metallbildhauer, Gold- und Silberschmied
- Kühnapfel, Jörg B., deutscher Wirtschaftswissenschaftler und Hochschullehrer
- Kühnast, Wilhelm (1899–1970), deutscher Jurist
- Kühnau, Heinz (1921–1982), deutscher SED-Funktionär und Gewerkschafter
- Kuhnau, Johann (1660–1722), deutscher Komponist und Schriftsteller des BarockJohann Kuhnau (1660–1722)

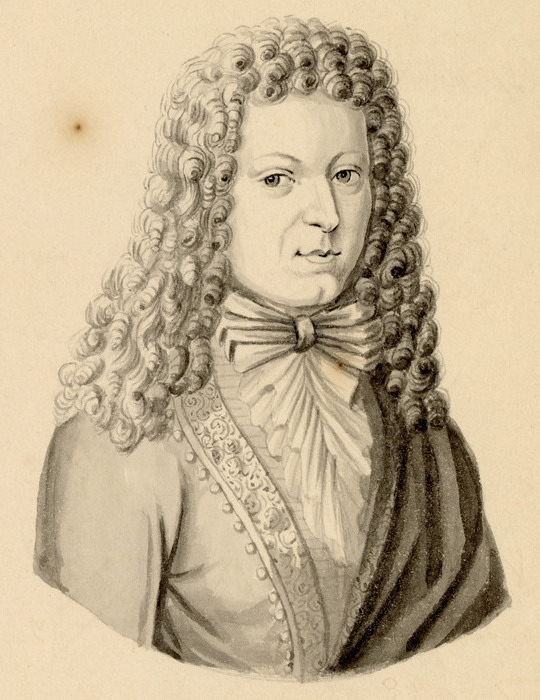
Johann Kuhnau (1660–1722)

- Kühnau, Johann Christian Friedrich (1782–1813), deutscher Lehrer und Schriftsteller
- Kühnau, Johann Christoph (1735–1805), deutscher evangelischer Kirchenmusiker und Komponist
- Kühnau, Richard (1858–1930), deutscher Gymnasialprofessor und Herausgeber schlesischer Sagen

#### Kuhnb
- Kühnbaum-Schmidt, Kristina (* 1964), deutsche evangelisch-lutherische Geistliche, Bischöfin der Evangelisch-Lutherischen Kirche in Norddeutschland
- Kühnberg, Leontine (* 1889), deutsche Theater- und Stummfilmschauspielerin

#### Kuhne
- Kühne, Alfred (1872–1942), österreichisch-tschechoslowakischer Schauspieler und Hörspielsprecher
- Kühne, Alfred (1895–1981), deutscher Unternehmer
- Kühne, Alfred von (1853–1945), preußischer General der Kavallerie
- Kühne, Almut (* 1983), deutsche Jazzsängerin und Interpretin Neuer MusikAlmut Kühne (* 1983)

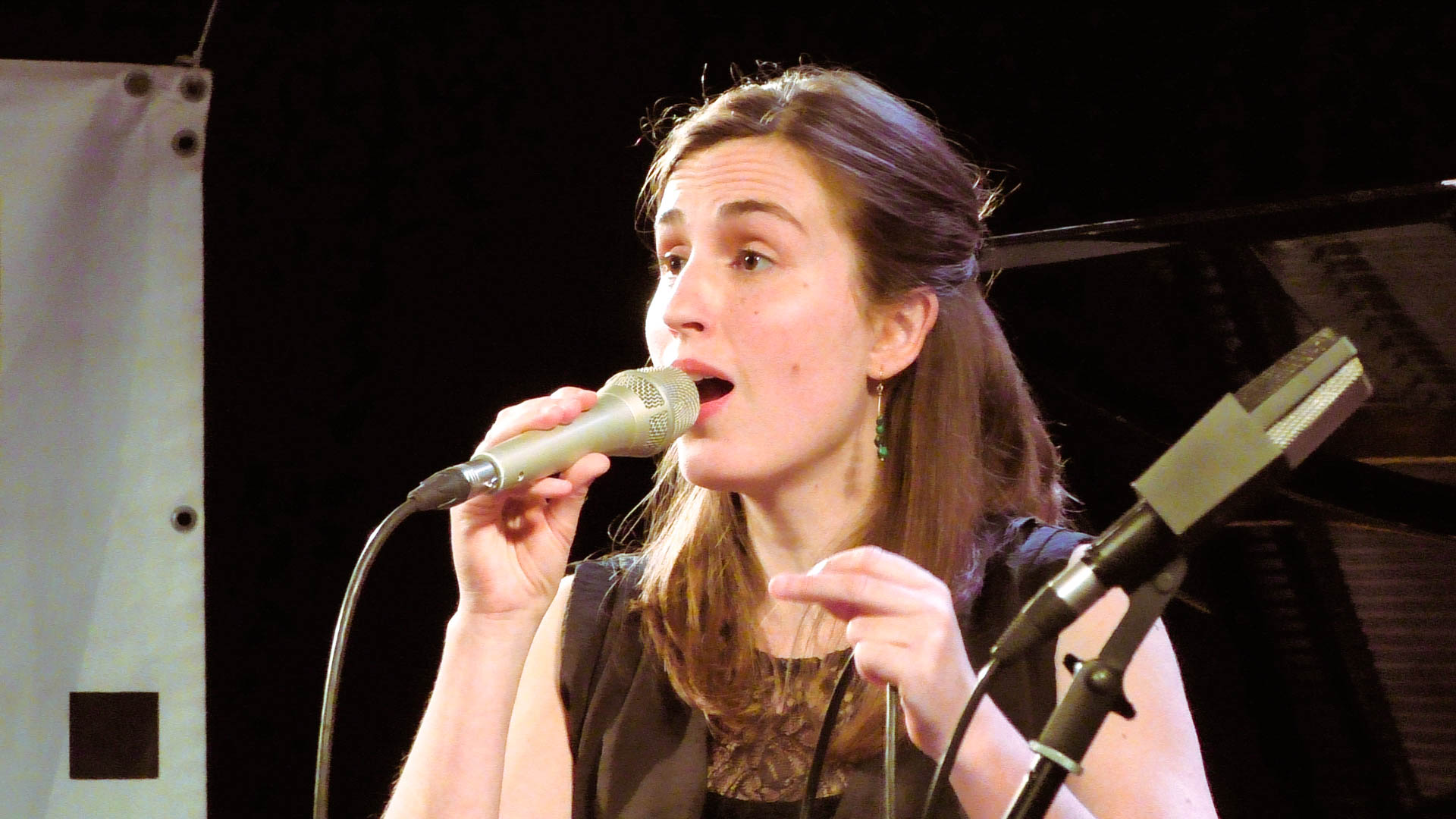
Almut Kühne (* 1983)

- Kuhne, Andrea (* 1993), deutsche Judoka und Special Olympics Teilnehmerin
- Kühne, Andreas (* 1952), deutscher Wissenschaftshistoriker
- Kühne, Andreas (* 1970), deutscher Offizier, Brigadegeneral der Bundeswehr
- Kühne, Andy (* 1987), deutscher Skilangläufer
- Kühne, Armin (1940–2022), deutscher Fotograf
- Kühne, Artur (1881–1950), deutscher Lehrer; Heimatforscher in Wilsdruff
- Kühne, August (1855–1932), deutscher Spediteur
- Kühne, Bert (* 1933), Schweizer Ländlermusikant und Alleinunterhalter
- Kühne, Carina (* 1985), deutsche Schauspielerin
- Kühne, Carl (1871–1956), deutscher Ingenieur
- Kühne, Curt (1883–1963), österreichischer Architekt und Stadtbaudirektor in Linz
- Kühne, Dafi (* 1982), Schweizer Plakatgestalter und Buchdrucker
- Kühne, Dieter (* 1937), deutscher Fußballtorhüter
- Kühne, Eduard (1810–1883), deutscher Kaufmann und Unternehmer
- Kühne, Elli (1911–1984), deutsche Schriftstellerin
- Kühne, Emil Johannes (1910–1961), deutscher Kalligraf und Typograf
- Kühne, Erich (1917–2016), Aufnahmeleiter und Produzent
- Kühne, Frank (* 1957), deutscher Fußballspieler
- Kühne, Frank (* 1961), deutscher Schwimmsportler
- Kühne, Fränzi (* 1983), deutsche UnternehmerinFränzi Kühne (* 1983)

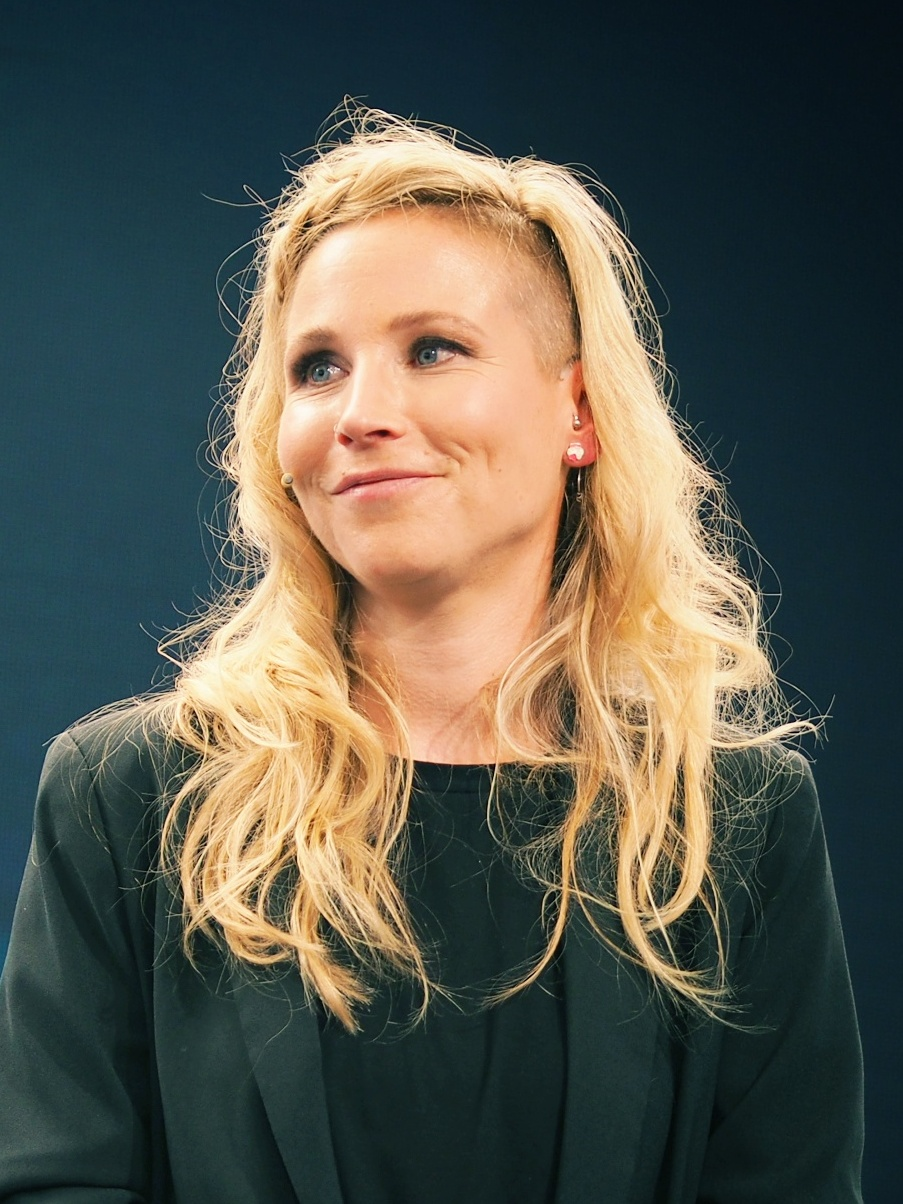
Fränzi Kühne (* 1983)

- Kühne, Friedi (* 1989), deutscher Slackliner
- Kühne, Friedrich (1824–1890), deutsch-amerikanischer Kaufmann und Bankier
- Kühne, Friedrich (1870–1958), österreichisch-deutscher Schauspieler
- Kühne, Friedrich Ludwig (1751–1828), deutscher Politiker
- Kühne, Friedrich Theodor (1758–1834), deutscher Hochschullehrer und Sprachwissenschaftler
- Kühne, Fritz (1883–1972), deutscher Generalleutnant im Zweiten Weltkrieg
- Kuhne, Fritz (1894–1992), deutscher Lehrer und Schriftsteller
- Kühne, Georg (1880–1941), deutscher Ingenieur und Hochschullehrer
- Kühne, Gunther (* 1939), deutscher Rechtswissenschaftler
- Kühne, Gustav (1806–1888), deutscher Schriftsteller und Literaturkritiker
- Kühne, Hans (1880–1969), deutscher Chemiker und Angeklagter während der Nürnberger Prozesse
- Kühne, Hans-Heiner (* 1943), deutscher Rechtswissenschaftler und Kriminologe
- Kühne, Hans-Jörg (* 1959), deutscher Historiker und Autor
- Kühne, Harald-Dietrich (1933–2011), deutscher Politiker (CDU), Professor für Außen- und Weltwirtschaft an der MLU, Volkskammerabgeordneter
- Kühne, Hartmut (1935–2020), deutscher Organist, Chorleiter und Karl-May-Forscher
- Kühne, Hartmut (* 1943), deutscher Archäologe
- Kühne, Heinrich (1838–1926), deutscher Marineoffizier, zuletzt Vizeadmiral
- Kühne, Heinrich (1910–2003), deutscher Historiker
- Kuhne, Helmut (* 1949), deutscher Politiker (SPD), MdEP
- Kühne, Hermann (1819–1887), deutscher Richter
- Kühne, Hermann (* 1929), deutscher Politiker (DBD, CDU), MdL Mecklenburg-Vorpommern
- Kühne, Ilona (* 1941), deutsche Politikerin (LDPD, FDP), MdL
- Kühne, Ingo (* 1934), deutscher Geograph und Hochschullehrer
- Kühne, Ingrid (* 1968), deutsche Kabarettistin
- Kühne, Jasmin-Isabel (* 1986), deutsche Harfenistin
- Kühne, Johann (1791–1870), preußischer Generalmajor
- Kühne, Johannes (1889–1970), deutscher Ingenieur und Politiker (CDU), MdBB
- Kühne, Jörg (* 1968), deutscher Politiker (AfD), MdL
- Kühne, Jörg-Detlef (* 1943), deutscher Rechtswissenschaftler, Rechtshistoriker und Hochschullehrer
- Kühne, Karl B. (1920–2018), deutscher Kapitän, Lotse und Autor
- Kühne, Klaus-Michael (* 1937), deutscher Unternehmer und ManagerKlaus-Michael Kühne (* 1937)
- Kühne, Lea-Katlen (* 1991), deutsche Ruderin

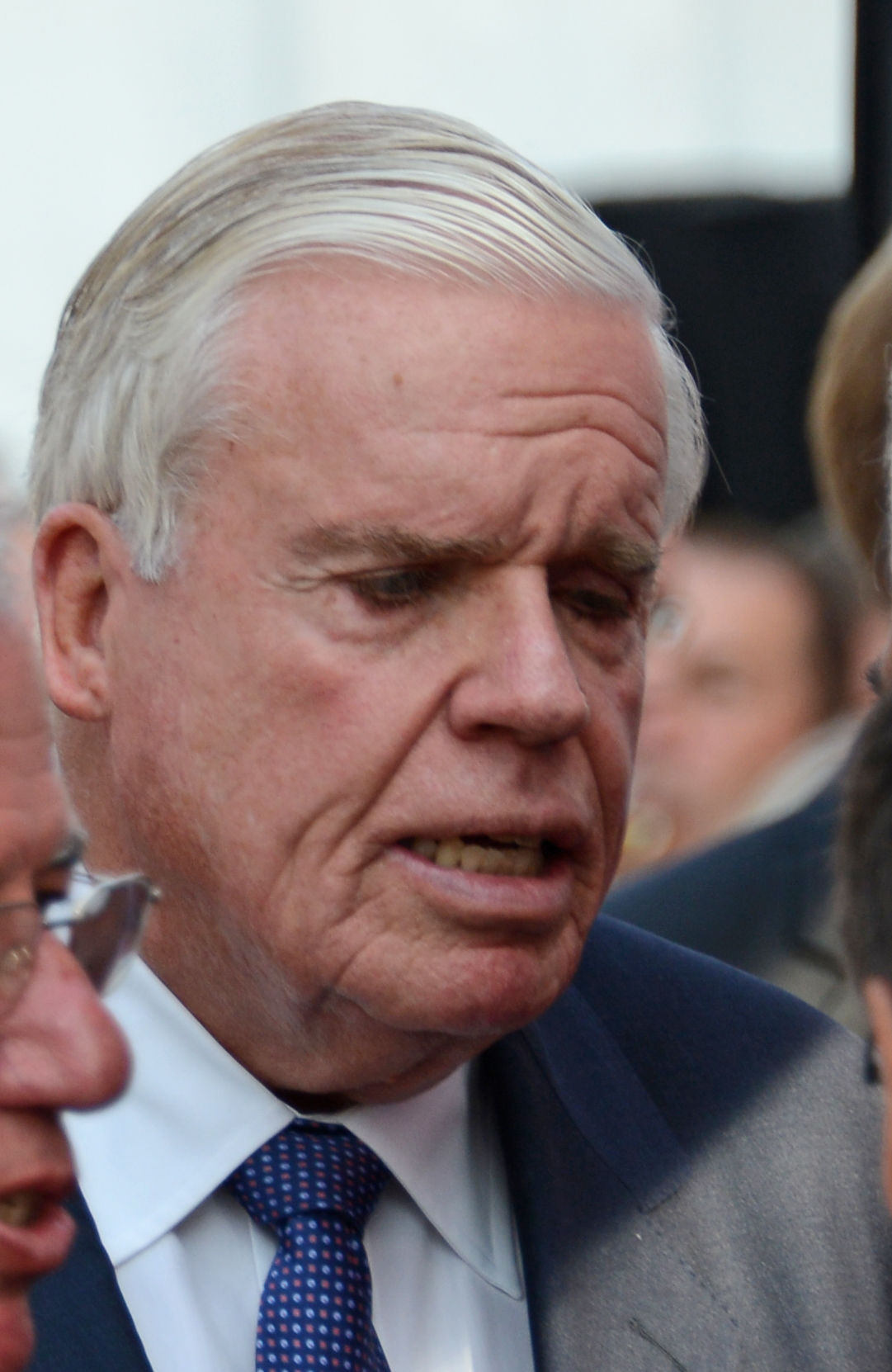
Klaus-Michael Kühne (* 1937)

- Kühne, Lothar (1931–1985), deutscher Philosoph
- Kuhne, Louis (1814–1896), deutscher Architekt und herzoglich braunschweigischer Baubeamter
- Kuhne, Louis (1835–1901), deutscher Naturheilkundler
- Kühne, Ludwig Samuel (1786–1864), deutscher Beamter und Abgeordneter
- Kühne, Marc (* 1976), deutscher Bobfahrer
- Kühne, Marc (* 1990), österreichischer Fußballspieler
- Kühne, Maria (1885–1947), deutsche Widerstandskämpferin gegen den Nationalsozialismus
- Kühne, Maria (1927–2022), deutsche Moderatorin, Redakteurin, Reporterin, Schauspielerin und Filmemacherin
- Kühne, Martha (1888–1961), deutsche Politikerin (KPD), MdL
- Kühne, Matthias (* 1987), deutscher Fußballspieler
- Kühne, Max (1872–1961), deutscher Konteradmiral der Kriegsmarine
- Kühne, Max Hans (1874–1942), deutscher Architekt
- Kühne, Michael (* 1949), deutscher Physiker und Metrologe
- Kühne, Michael (* 1955), deutscher Maler
- Kühne, Moritz (1835–1900), preußischer General der Infanterie
- Kühne, Morten (* 1972), deutscher Drehbuchautor, Kameramann
- Kühne, Nieke (* 2004), deutsche HandballspielerinNieke Kühne (* 2004)
- Kühne, Norbert (* 1941), deutscher Autor

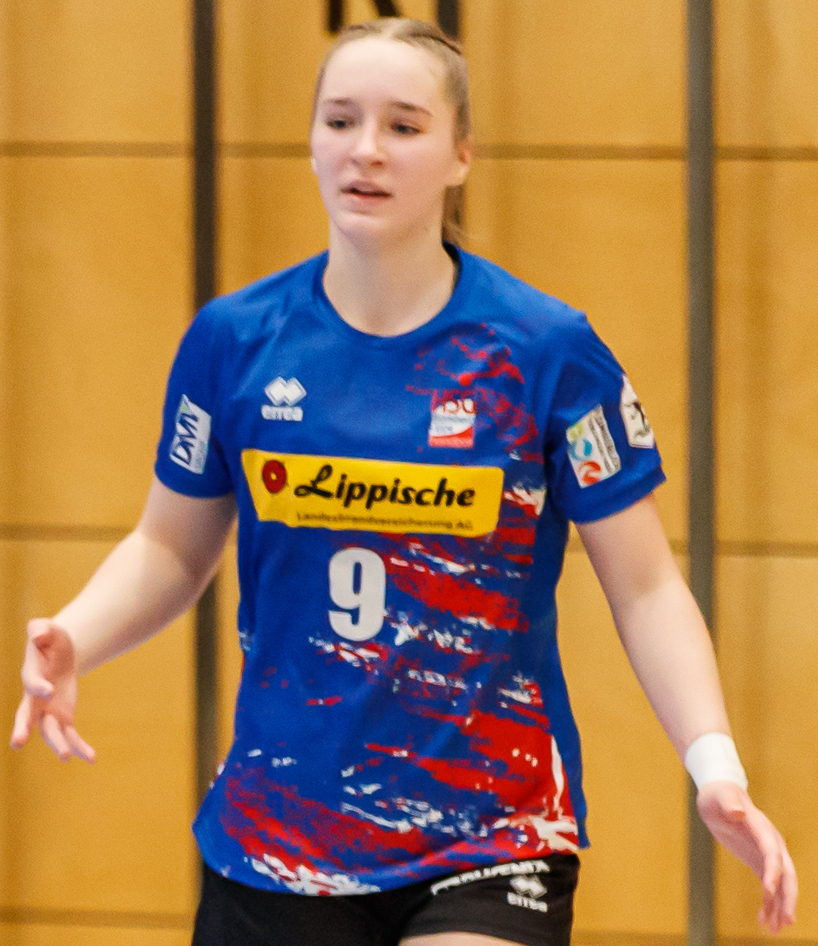
Nieke Kühne (* 2004)

- Kühne, Olaf (* 1973), deutscher Geograph
- Kühne, Otto (1888–1987), deutscher Offizier, Kapitänleutnant der Kaiserlichen Marine und Generalleutnant der Luftwaffe
- Kühne, Otto (1893–1955), deutscher Politiker, Gewerkschaftsfunktionär und Widerstandskämpfer
- Kühne, Peter (1935–2015), deutscher Soziologe und Theologe
- Kühne, Ramona (* 1980), deutsche Boxerin
- Kuhne, Reinhard (* 1950), deutscher Fußballschiedsrichter und -funktionär
- Kühne, Rita (* 1947), deutsche Leichtathletin und Olympiasiegerin
- Kühne, Robert (1868–1947), deutscher Vizeadmiral der Reichsmarine
- Kühne, Roy (* 1967), deutscher Politiker (CDU), MdBRoy Kühne (* 1967)

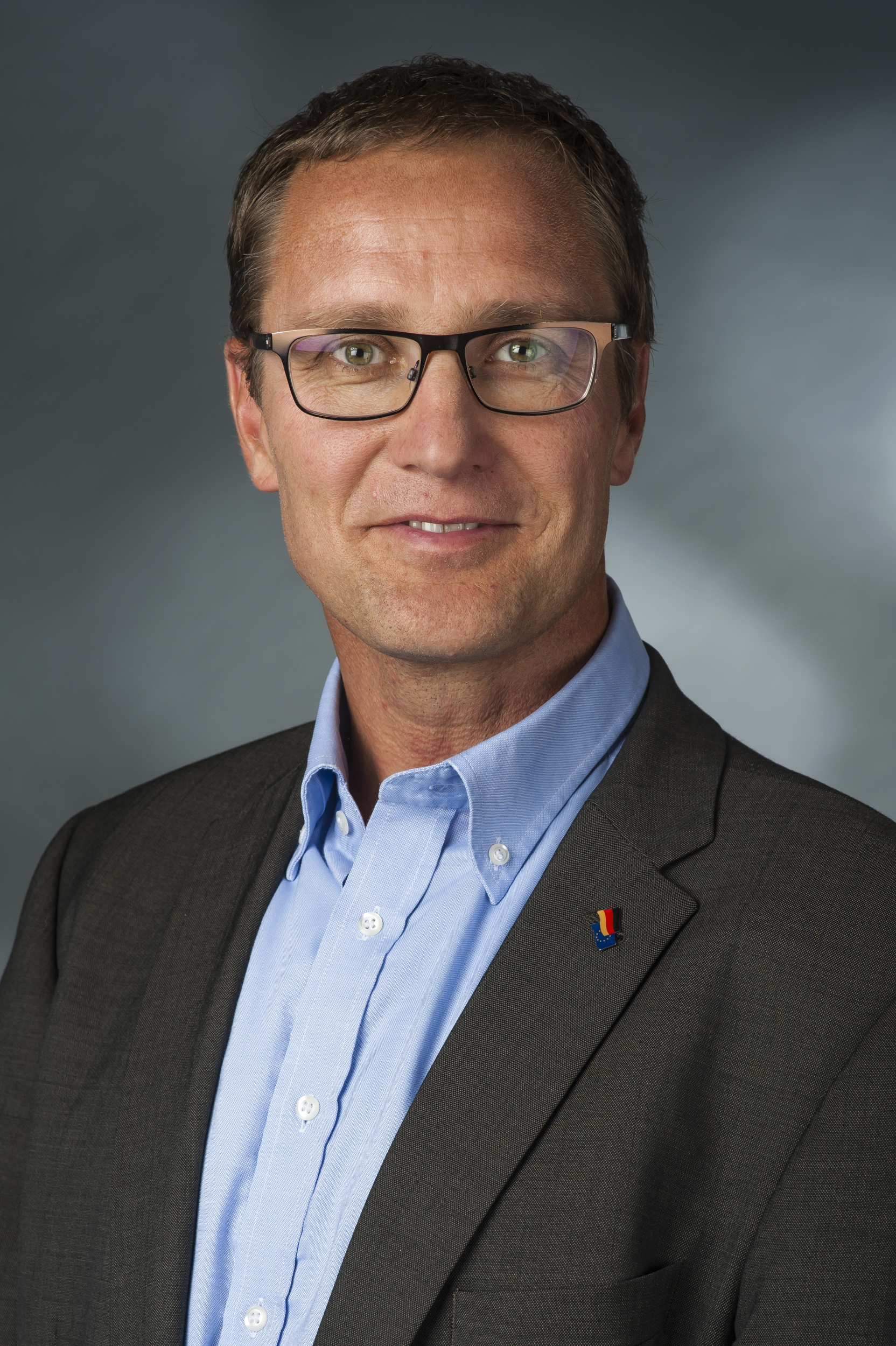
Roy Kühne (* 1967)

- Kuhne, Sibylle (* 1948), deutsche Schauspielerin und Autorin
- Kühne, Simon (* 1994), liechtensteinischer Fussballspieler
- Kühne, Stefan (* 1980), deutscher Fußballspieler und -trainer
- Kühne, Thomas (* 1958), deutscher Historiker
- Kühne, Thomas D. (* 1979), deutscher theoretischer Chemiker und Informatiker
- Kühne, Tobias (* 1977), deutscher Ruderer
- Kühne, Torsten (* 1975), deutscher Politiker (CDU) und politischer Beamter
- Kühne, Udo (* 1955), deutscher Mittellateinischer Philologe
- Kühne, Valentin (1656–1707), deutscher Bildschnitzer des Nordharzer Barock
- Kühne, Viktor (1857–1945), preußischer General der Artillerie
- Kühne, Viktor (1912–2000), Schweizer Staatsbeamter
- Kuhne, Volker (* 1940), deutscher Bauingenieur
- Kühne, Walter Georg (1911–1991), deutscher Paläontologe
- Kühne, Wilhelm (1837–1900), deutscher Physiologe
- Kuhne, Wilhelm (1926–2019), deutscher römisch-katholischer Priester und Erwachsenenbildner
- Kühne, Willem (* 1946), niederländischer Jazzmusiker (Piano)
- Kühne, Wolfgang (1905–1969), deutscher Schauspieler
- Kühne, Wolfgang (1953–2008), deutscher Synchronsprecher und Schauspieler
- Kühne, Wolfgang (* 1956), deutscher Leichtathletiktrainer
- Kühne-Hellmessen, Ulrich (* 1957), deutscher Sportjournalist
- Kühne-Hörmann, Eva (* 1962), deutsche Politikerin (CDU), MdL, MinisterinEva Kühne-Hörmann (* 1962)

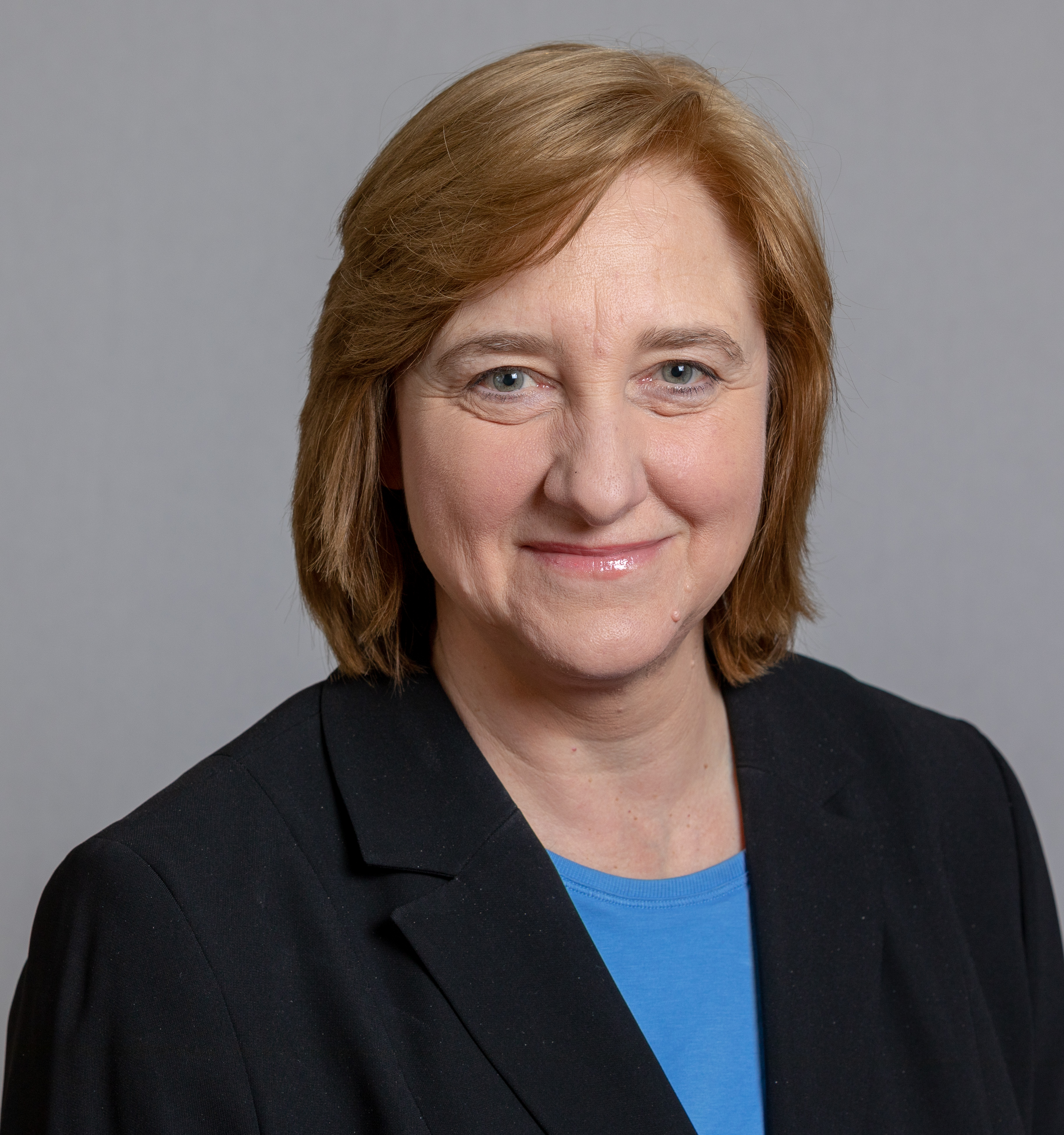
Eva Kühne-Hörmann (* 1962)

- Kühnel, Ambrosius (1771–1813), deutscher Organist und Verleger
- Kühnel, Andreas (* 1958), deutscher Pantomime, Regisseur und Hochschullehrer
- Kühnel, August (* 1645), deutscher Komponist und Gambist des Barock
- Kühnel, Bernhard (* 1927), deutscher Geistlicher, emeritierter Prälat von Caravelí
- Kühnel, Daniel (* 1973), israelisch-deutscher Theaterintendant, -regisseur und Intendant der Hamburger Symphoniker
- Kühnel, Detlef (* 1945), deutscher Triathlet und Triathlonveranstalter
- Kühnel, Ernst (1882–1964), deutscher Orientalist, Kunsthistoriker und Sammler islamischer Kunst
- Kühnel, Franz Eduard (1942–2019), österreichischer Politiker (ÖVP), Bundesrat
- Kühnel, Friedrich (1766–1841), deutsch-russischer Maler
- Kühnel, Harry (1927–1995), österreichischer Historiker
- Kühnel, Ida (1920–1999), deutsche Sprinterin
- Kühnel, Johannes (1869–1928), deutscher Reformpädagoge und Mathematikdidaktiker
- Kühnel, Johannes (* 1950), deutscher Lehrer und Politiker (CDU), MdL
- Kühnel, Jürgen (1944–2018), deutscher Literatur- und Theaterwissenschaftler, Mediaevist und Komparatist
- Kühnel, Kathrin (* 1977), deutsche Schauspielerin
- Kühnel, Kea (* 1991), deutsche Freestyle-Skisportlerin
- Kühnel, Lilly (* 1953), deutsche Politikerin (SPD), MdL
- Kühnel, Mila, österreichische Theaterschauspielerin und Sängerin (Sopran)
- Kühnel, Richard (* 1969), österreichischer EU-Beamter
- Kühnel, Rudolf (1896–1950), österreichischer Geher
- Kühnel, Steffen M. (* 1956), deutscher Soziologe
- Kühnel, Tom (* 1971), deutscher Theaterregisseur und -intendant
- Kühnel, Wolfgang (* 1950), deutscher Mathematiker
- Kühnel-Kunze, Irene (1899–1988), deutsche Kunsthistorikerin
- Kühnelt, Richard (1877–1930), österreichischer Schriftsteller
- Kühnelt, Wilhelm (1905–1988), österreichischer Zoologe, Ökologe und Umweltschützer
- Kühnemann, Antje-Katrin (1945–2025), deutsche Ärztin und FernsehmoderatorinAntje-Katrin Kühnemann (1945–2025)

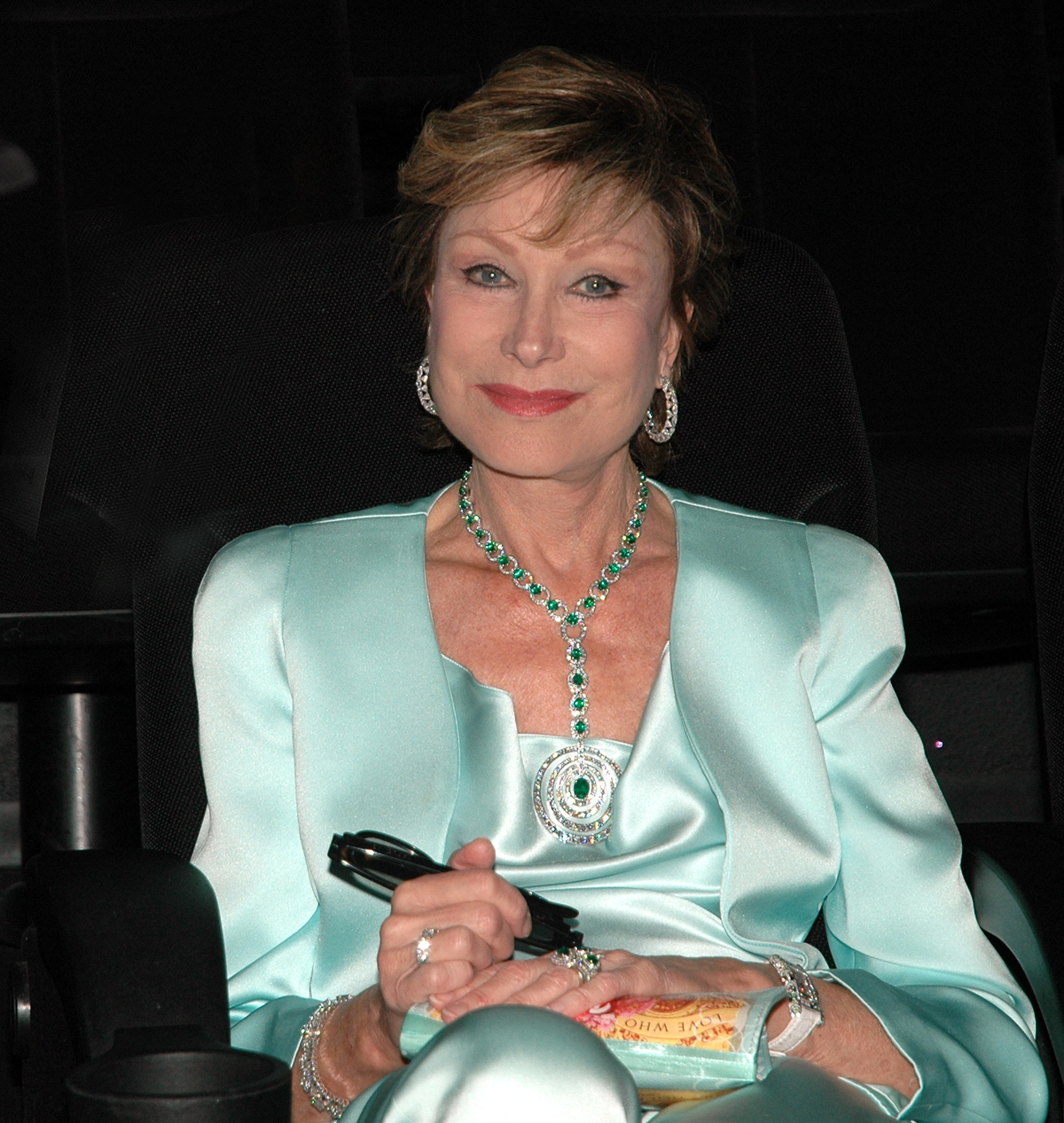
Antje-Katrin Kühnemann (1945–2025)

- Kuhnemann, Eduard († 1887), Oberbürgermeister der Stadt Zerbst, sowie Abgeordneter des Landtags des Herzogtums Anhalt
- Kühnemann, Eugen (1868–1946), deutscher Philosoph
- Kühnemann, Fritz (1840–1917), deutscher Unternehmer
- Kühnemann, Herbert (1899–1962), deutscher Jurist
- Kühnemann, Jakob (* 1984), deutscher Jazzmusiker (Kontrabass)
- Kühnemann, Olaf (* 1972), israelisch-deutscher Maler
- Kühnemann-Grunow, Melanie (* 1972), deutsche Politikerin (SPD), MdA
- Kühnemund, Götz (* 1966), deutscher Journalist und Sänger
- Kühnemund, Sylvia (* 1974), deutsche Mittelstreckenläuferin
- Kühnemund, Torsten (* 1964), deutscher Degenfechter
- Kühnemuth, Peter (1794–1868), Mitglied der kurhessischen Ständeversammlung
- Kühnen, Angelika (1960–2024), niederländische Malerin
- Kühnen, Franz Josef (1934–2022), deutscher Bibliothekar
- Kühnen, Friedrich (1858–1940), deutscher Geodät
- Kuhnen, Frithjof (1927–2014), deutscher Agrarwissenschaftler und Hochschullehrer
- Kuhnen, Fritz Theodor (1879–1947), deutscher Politiker (Zentrum), MdR
- Kuhnen, Hans-Peter (* 1953), deutscher Provinzialrömischer Archäologe
- Kühnen, Harald (1912–2002), deutscher Bankier
- Kuhnen, Ludwig (1876–1955), deutscher Politiker (SPD), MdL
- Kühnen, Michael (1955–1991), deutscher Neo-Nazi, Anführer der deutschen Neo-Nazi-Bewegung
- Kühnen, Patrik (* 1966), deutscher TennisspielerPatrik Kühnen (* 1966)

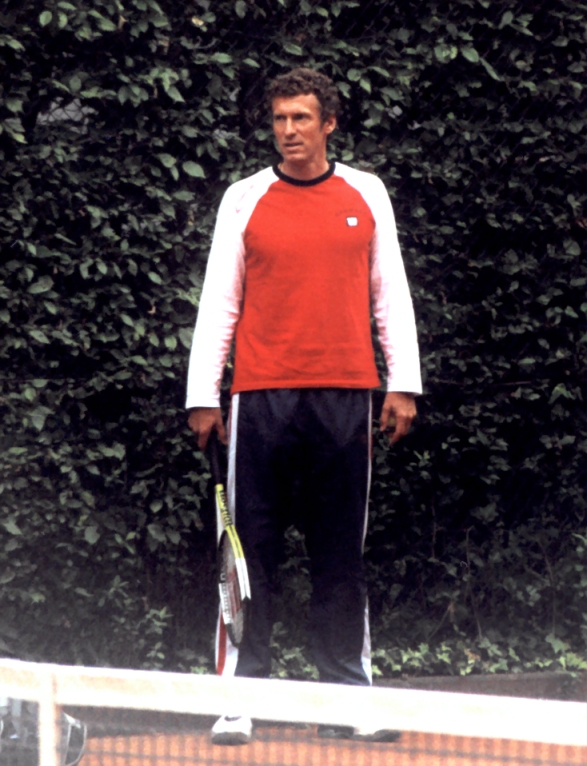
Patrik Kühnen (* 1966)

- Kühnen, Peter Ludwig (1812–1877), deutscher Landschaftsmaler der Romantik
- Kühnen, Uta (* 1975), deutsche Judoka
- Kühner, Anja (* 1967), deutsche Journalistin und Autorin
- Kühner, Axel (* 1941), deutscher Pfarrer, Evangelist und Sachbuchautor
- Kühner, Carl (1804–1872), deutscher Theologe, Pädagoge und Publizist
- Kuhner, Christoph (1964–2020), deutscher Ökonom und Hochschullehrer
- Kühner, Felix (1890–1968), deutscher Verleger, Journalist und Politiker
- Kühner, Frieder (* 1951), deutscher Bildender Künstler
- Kühner, Heiner (1943–1990), Schweizer Organist
- Kühner, Heinrich Oskar (1912–2002), Schweizer Pfarrer und Autor
- Kühner, Heinz (1920–1960), deutscher Schauspieler und Regie-Assistent
- Kuhner, Herbert (* 1935), österreichischer Schriftsteller
- Kühner, Jochen (* 1980), deutscher Ruderer
- Kühner, Johann Christian (1774–1852), deutscher Maler und Sammlungsdirektor
- Kühner, Johann Kaspar († 1685), deutscher Geistlicher
- Kühner, Martin (* 1980), deutscher Ruderer
- Kühner, Max (* 1974), deutscher SpringreiterMax Kühner (* 1974)

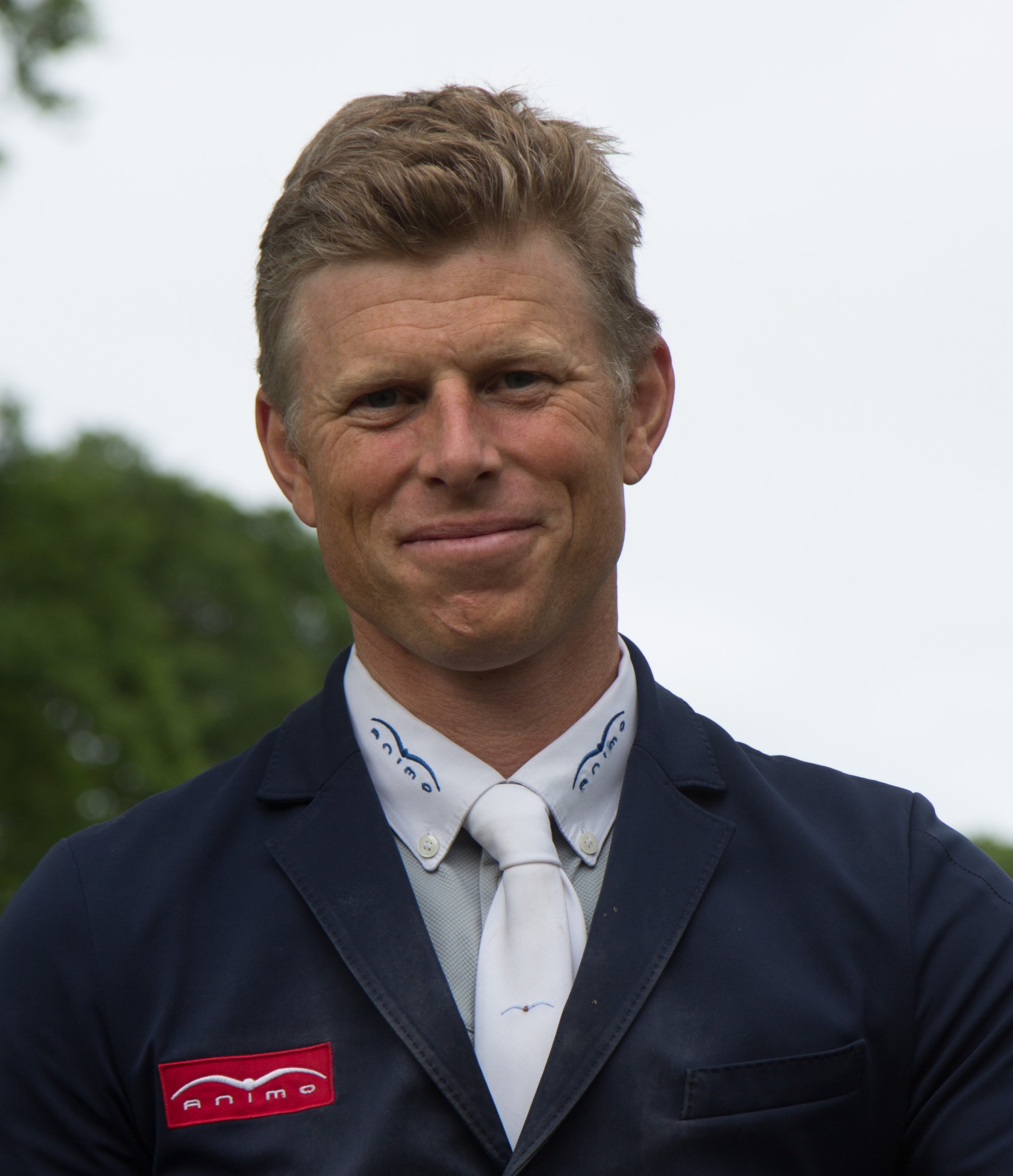
Max Kühner (* 1974)

- Kühner, Otto Heinrich (1921–1996), deutscher Schriftsteller
- Kühner, Philipp (1858–1922), deutscher Verleger und Politiker (DDP)
- Kühner, Raphael (1802–1878), deutscher Altphilologe
- Kühner, Robert (1903–1996), französischer Mykologe
- Kühner, Rudolf (* 1952), deutscher Regierungspräsident des Regierungsbezirks Karlsruhe
- Kühner, Sarah (* 1983), deutsche Faustballerin
- Kühner, Sebastian (* 1987), deutscher Volleyballspieler
- Kühner, Wassili Wassiljewitsch (1840–1911), russischer Komponist
- Kühner, Wilfried (* 1965), deutscher politischer Beamter
- Kuhnert, A. Artur (1905–1958), deutscher Schriftsteller und Drehbuchautor
- Kuhnert, Alfred (1898–1977), deutscher Generalmajor im Zweiten Weltkrieg
- Kühnert, Alfred (1919–2000), deutscher Heimatforscher und Lehrer
- Kuhnert, André (* 1986), deutscher Radiomoderator und Webvideoproduzent
- Kuhnert, Andreas (1951–2019), deutscher Theologe und Politiker (SPD), MdL
- Kühnert, Barbara (* 1947), deutsche Althistorikerin
- Kuhnert, Cornelia (* 1956), deutsche Lehrerin, Kommunalpolitikerin, Kriminalschriftstellerin, Sachbuchautorin und Herausgeberin
- Kuhnert, Ernst (1862–1952), deutscher Bibliothekar und Archäologe
- Kühnert, Floé (* 1984), deutsche Stabhochspringerin
- Kühnert, Franz (1852–1918), österreichischer Astronom und Sinologe
- Kühnert, Friedmar (1924–2002), deutscher Klassischer Philologe
- Kuhnert, Günter (1923–2010), deutscher Werkmeister und Politiker (FDP), MdBB
- Kühnert, Hanno (1934–2003), deutscher Jurist, Journalist und Schriftsteller
- Kuhnert, Hanns H. (1901–1974), deutscher Filmarchitekt und Filmkaufmann
- Kuhnert, Helmut (* 1936), deutscher Eisschnellläufer
- Kühnert, Herbert (1887–1970), deutscher Historiker und Pädagoge
- Kuhnert, Horst (* 1939), deutscher Bildhauer
- Kuhnert, Illelore, deutsche Schauspielerin
- Kuhnert, Jan (* 1951), deutscher Politiker (Die Grünen), MdL
- Kühnert, Kevin (* 1989), deutscher Politiker (SPD) und Bundesvorsitzender der JusosKevin Kühnert (* 1989)

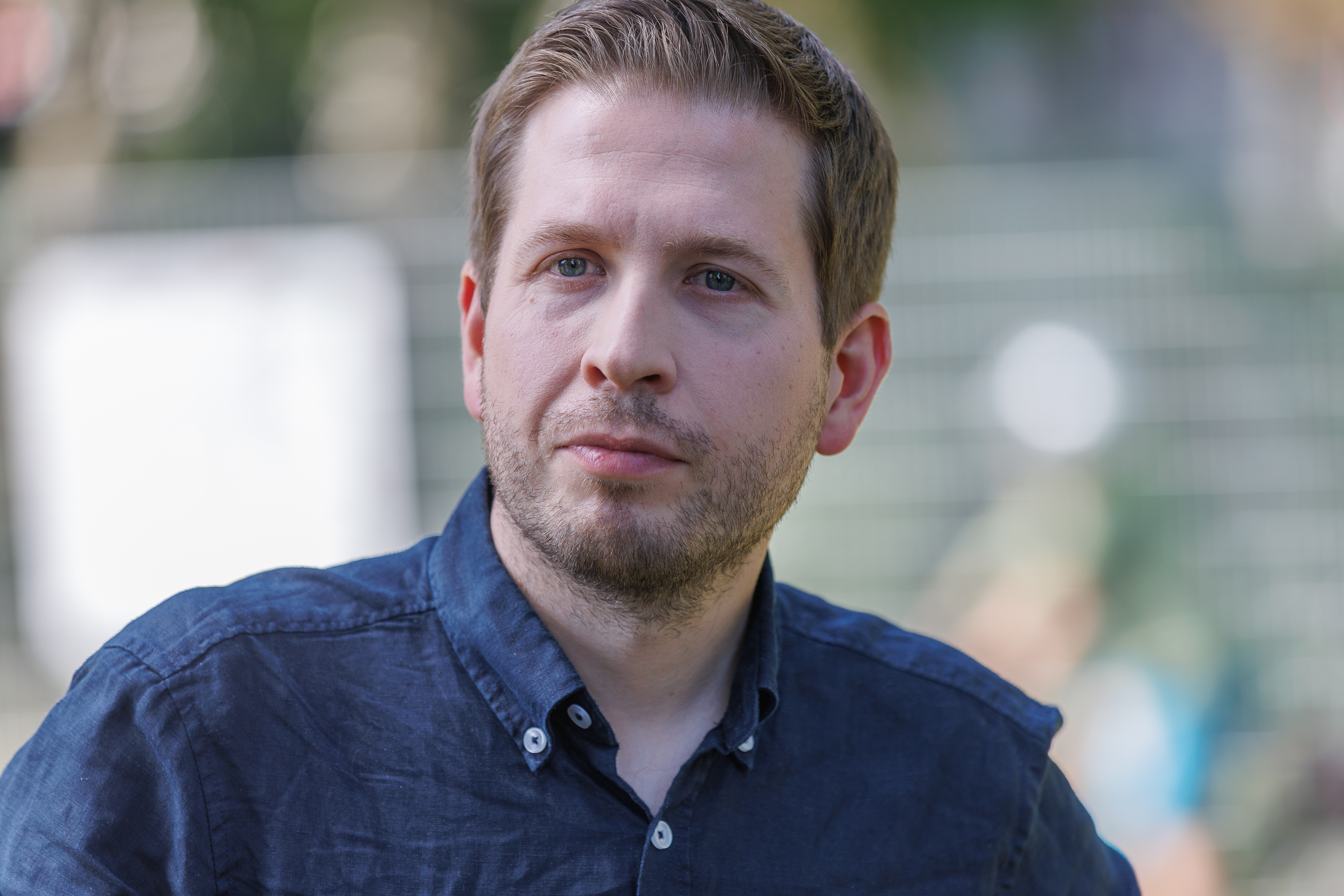
Kevin Kühnert (* 1989)

- Kuhnert, Kirsten (* 1960), deutsche Unternehmerin und Autorin
- Kuhnert, Klaus (* 1934), deutscher Fußballspieler
- Kuhnert, Klaus-Dieter (* 1954), deutscher Robotiker und Hochschullehrer
- Kühnert, Mathilde (1874–1957), deutsche Politikerin (Zentrum), MdL
- Kuhnert, Nikolaus (* 1939), deutscher Architekt
- Kühnert, Phenix (* 1995), deutsche Autorin, Schauspielerin und Trans-Aktivistin
- Kuhnert, Reinhard (* 1939), deutscher Didaktiker und Anglist, Hochschulrektor, Hochschulpolitiker und Kommunalpolitiker
- Kuhnert, Reinhard (* 1945), deutscher Autor, Schauspieler, Synchronsprecher und Regisseur
- Kuhnert, Robert (1863–1947), deutscher Agrarwissenschaftler
- Kuhnert, Roberto (* 1963), deutscher Politiker (AfD), MdL
- Kuhnert, Rolf (1932–2024), deutscher Pianist und Komponist
- Kuhnert, Silvio (* 1969), deutscher Sänger der Volkstümlichen Musik und Musikproduzent
- Kühnert, Steffi (* 1963), deutsche Schauspielerin, Hörspielsprecherin und Theaterregisseurin
- Kuhnert, Stephan (* 1960), deutscher Fußballtorhüter und -trainer
- Kuhnert, Wilhelm (1865–1926), deutscher Maler, Autor und Illustrator
- Kühnert, Wilhelm (1900–1980), deutsch-österreichischer evangelischer Kirchenhistoriker
- Kuhnert-Brandstätter, Maria (1919–2011), österreichische Pharmakologin

#### Kuhng
- Kuhngamberger, Ignaz (1892–1973), deutscher Landwirt und Politiker (CDU), MdL

#### Kuhnh
- Kühnhackl, Erich (* 1950), deutscher Eishockeyspieler und -trainerErich Kühnhackl (* 1950)

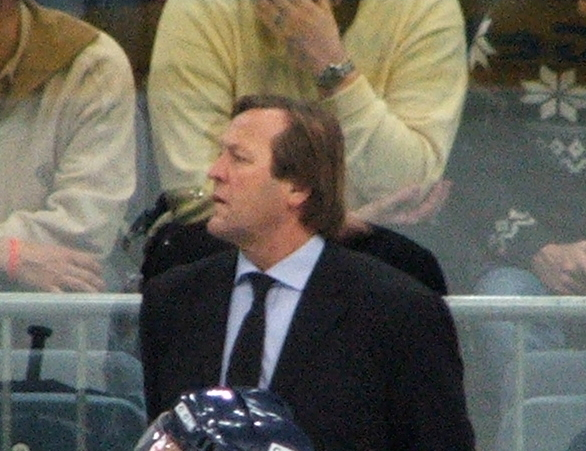
Erich Kühnhackl (* 1950)

- Kühnhackl, Tom (* 1992), deutscher Eishockeyspieler
- Kühnhardt, Gerhard (1923–2015), deutscher Augenarzt
- Kühnhardt, Ludger (* 1958), deutscher Politikwissenschaftler
- Kühnhaus, Jakob (1782–1844), deutscher Unternehmer und Bürgermeister
- Kühnhausen, Johann Georg (1640–1714), deutscher Komponist
- Kühnhauser, Bernd (* 1971), deutscher Eishockeyspieler
- Kühnhold, Rudolf (1903–1992), deutscher Physiker
- Kuhnholtz-Lordat, Georges (1888–1965), französischer Botaniker, Phytopathologe, Ökologe und Pflanzengeograph
- Kühnholz, August-Wilhelm (1905–1976), deutscher Politiker (FDP), MdL

#### Kuhni
- Kuhnigk, Klaus, deutscher Handballspieler und Jurist
- Kühnis, Markus (* 1955), Schweizer Organist, Arrangeur und Musikpädagoge

#### Kuhnk
- Kuhnke, Alfred (1936–2014), deutscher Eishockeytorwart
- Kuhnke, Christian (* 1939), deutscher Tennisspieler
- Kuhnke, Frank (* 1967), deutscher Bankkaufmann, Vorstandsmitglied der Deutschen Bank AG
- Kuhnke, Gabriele (* 1946), deutsche Schriftstellerin
- Kuhnke, Günter (1912–1990), deutscher Marineoffizier
- Kuhnke, Harald (* 1958), deutscher Eishockeyspieler und -trainer
- Kuhnke, Jasmina (* 1982), afrodeutsche Autorin
- Kuhnke, Johannes Bah (* 1972), schwedischer Schauspieler und SängerJohannes Bah Kuhnke (* 1972)

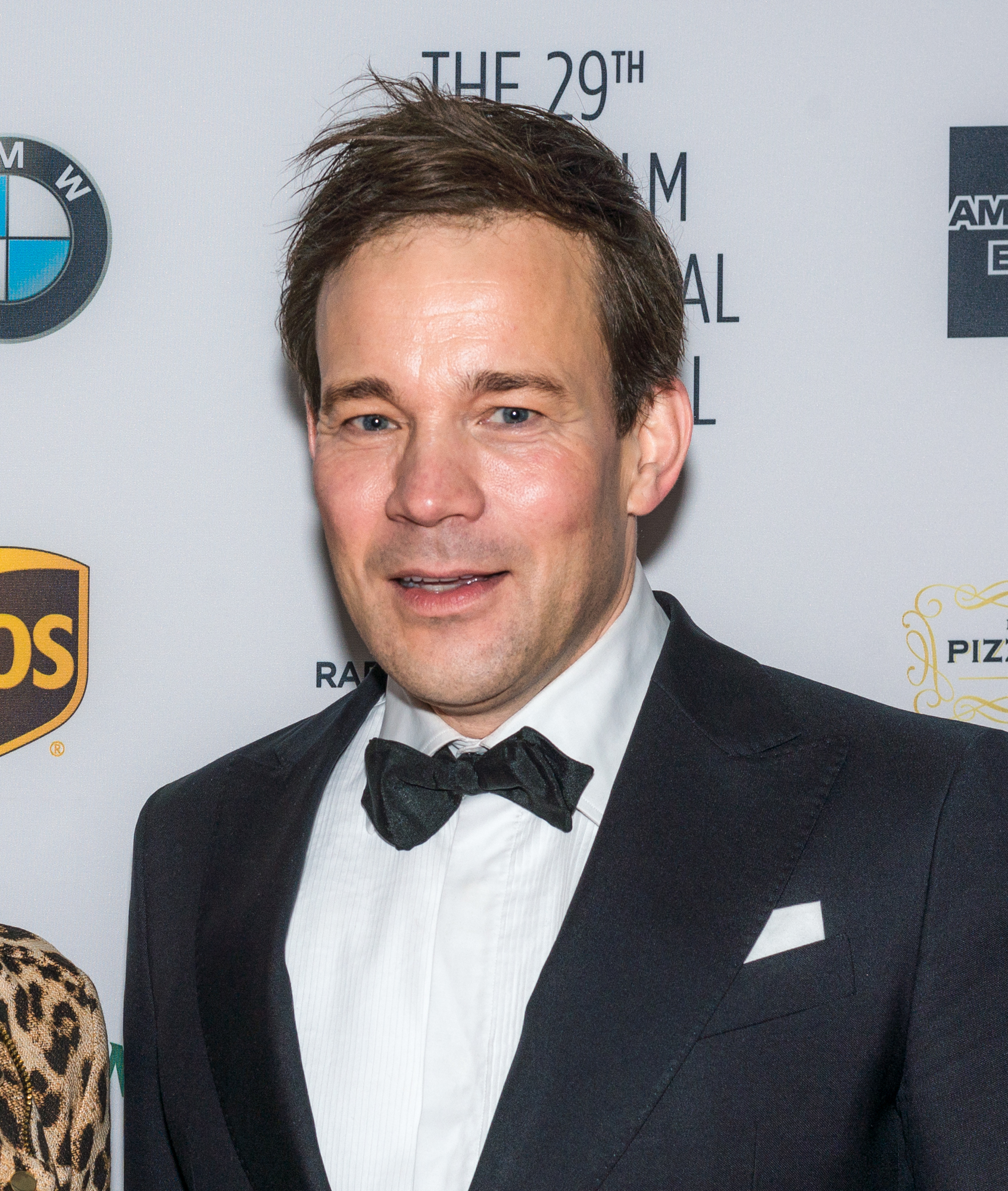
Johannes Bah Kuhnke (* 1972)

- Kuhnke, Karl (* 1881), deutscher Politiker (DNVP), MdR
- Kuhnke, Klaus (1944–1988), deutscher Fernsehjournalist und Mitbegründer des Klaus-Kuhnke-Archivs für Populäre Musik
- Kuhnke, Kurt (1910–1969), deutscher Motorrad- und Automobilrennfahrer
- Kühnke, Michael (* 1973), deutscher Stabhochsprungtrainer
- Kuhnke, Stefan (* 1959), deutscher Steuermann im Rudern
- Kuhnke, Ulrich (* 1960), deutscher katholischer Theologe

#### Kuhnl
- Kühnl, Claus (* 1957), deutscher Komponist
- Kühnl, Karel (* 1954), tschechischer Politiker und Diplomat
- Kühnl, Reinhard (1936–2014), deutscher Politologe
- Kühnl, Rudolf (1902–1975), deutscher Architekt und Dozent an der Kunsthochschule in Hamburg
- Kuhnle, Corinna (* 1987), österreichische Kanutin
- Kühnle, Ernst (1915–1993), deutscher Politiker (CDU), MdL
- Kuhnle, Franz Josef (1926–2021), deutscher Theologe und Bischof
- Kuhnle, Friedrich (1901–1975), deutscher Verwaltungsjurist und Politiker, MdL, Landrat des Landkreises Vaihingen
- Kühnle, Georg Adam (1796–1863), deutscher Industrieller
- Kuhnle, Harald (* 1956), deutscher Unternehmer
- Kühnle, Heinz (1915–2001), deutscher Marineoffizier, zuletzt VizeadmiralHeinz Kühnle (1915–2001)

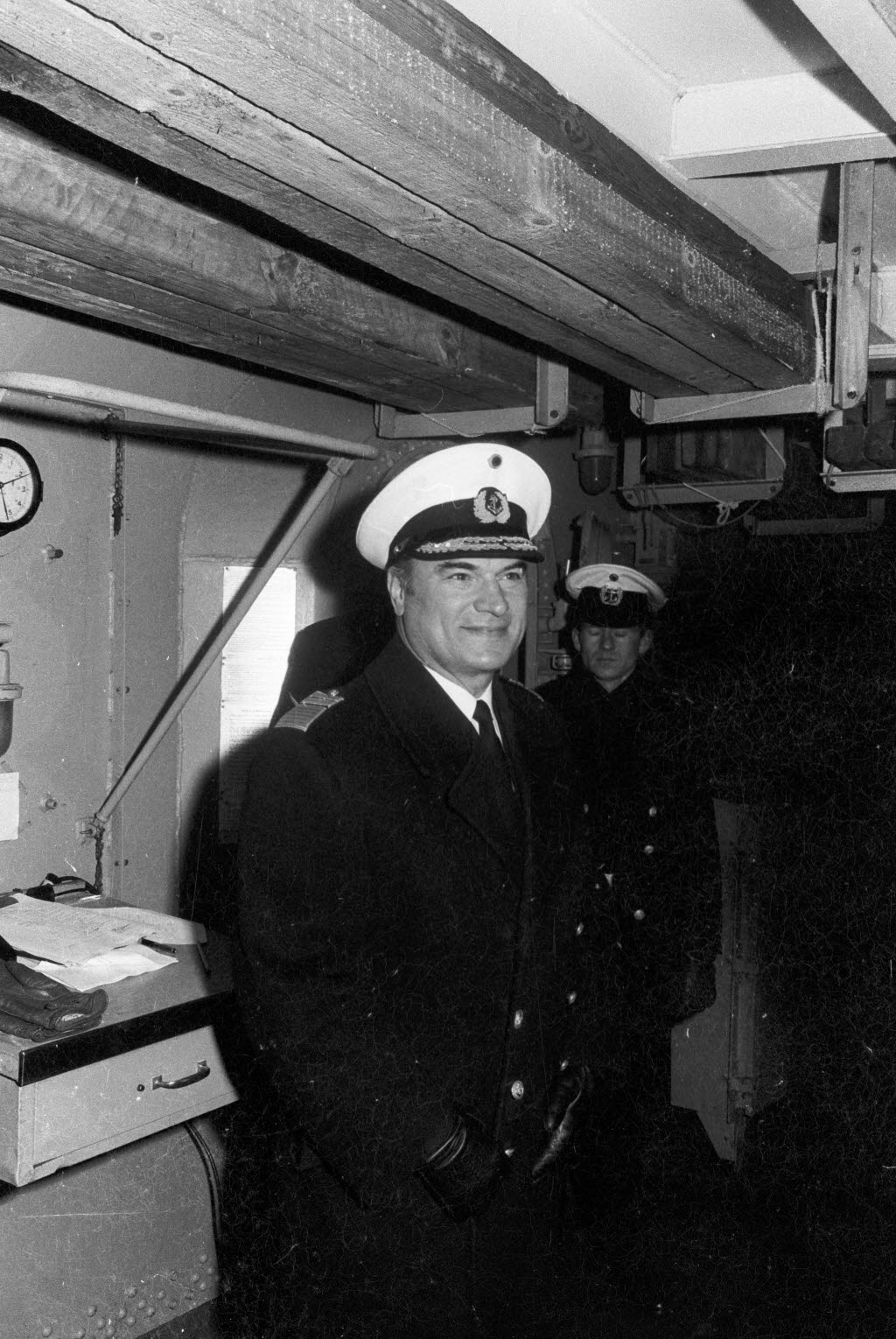
Heinz Kühnle (1915–2001)

- Kühnle, Henning (1943–2019), deutscher Hochschullehrer für gynäkologische Onkologie
- Kuhnle, Josef (* 1892), deutscher Verwaltungsjurist
- Kühnle, Karl (1900–1981), deutscher Maler des Gäus
- Kühnle, Karl (1923–2003), deutscher neuapostolischer Geistlicher
- Kuhnle, Otto (* 1963), deutscher Kabarettist, Entertainer und Schauspieler
- Kühnle, Paul (1885–1970), deutscher Fußballspieler
- Kuhnle, Stein (* 1947), norwegischer Politikwissenschaftler
- Kuhnle, Till R. (* 1959), deutscher Romanist
- Kuhnlein, Andreas (* 1953), deutscher BildhauerAndreas Kuhnlein (* 1953)

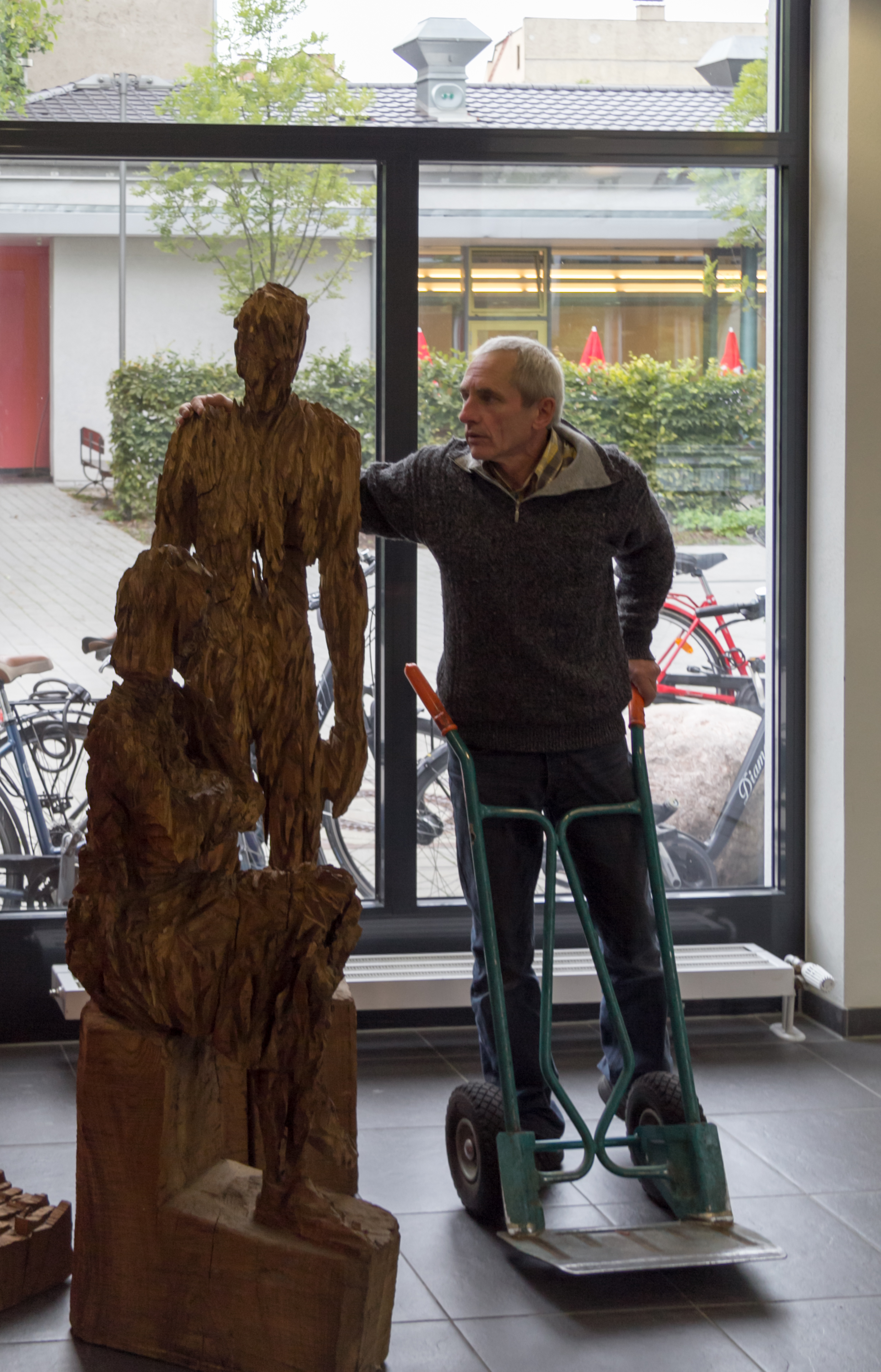
Andreas Kuhnlein (* 1953)

- Kühnlein, Franky (* 1988), deutscher Musiker und Schauspieler
- Kühnlein, Michael (* 1967), deutscher Philosoph und Hochschullehrer
- Kühnlenz, Fritz (1906–1975), deutscher Jurist und Schriftsteller
- Kühnlenz, Holger (* 1961), deutscher Politiker (AfD), MdL Niedersachsen
- Kühnlenz, Lutz (* 1965), deutscher Rennrodler
- Kühnlenz, Wolfgang (1925–2008), deutscher Filmproduktionsleiter

#### Kuhno
- Kühnöl, Christian Gottlieb (1768–1841), deutscher evangelischer Theologe
- Kuhnow, Anna Marie (1859–1923), deutsche Ärztin und Gynäkologin

#### Kuhnr
- Kühnreich, Friedrich (1905–1983), deutscher Politiker (NSDAP)
- Kühnrich, Heinz (1935–2002), deutscher marxistischer Historiker
- Kühnrich, Klaus-Dieter (* 1944), deutscher Ingenieur und Politiker (DDR-CDU, CDU), MdL

#### Kuhns
- Kühns, Adolf Karl (1868–1930), deutscher Sänger, Schauspieler und Regisseur
- Kühns, Bernhard, deutscher Pädagoge, Kantor und evangelischer Pfarrer
- Kühns, Emil (* 1866), deutscher Musiker, Komponist, Chorleiter und Konservatoriumsdirektor
- Kühns, Friedrich (1862–1925), deutscher Schauspieler
- Kühns, Friedrich Julius (1830–1869), deutscher Jurist
- Kuhns, Joseph Henry (1800–1883), US-amerikanischer Politiker
- Kühns, Karl (1850–1918), deutscher Zahnarzt, Klinikgründer und Mäzen sowie Freimaurer
- Kühns, Karl Friedrich August (1808–1888), deutscher Pädagoge
- Kühns, Kurt (1868–1942), deutscher Schriftsteller
- Kühns, Volkmar (1832–1905), deutscher Schauspieler
- Kühnscherf, Carl Friedrich August (1808–1879), Schlossermeister und Unternehmer, Obermeister der Schlosser-Innung in Dresden
- Kühnst, Peter (* 1946), deutscher Sportwissenschaftler

#### Kuhnt
- Kuhnt, Bernhard (1876–1946), deutscher Politiker (SPD, USPD), MdRBernhard Kuhnt (1876–1946)

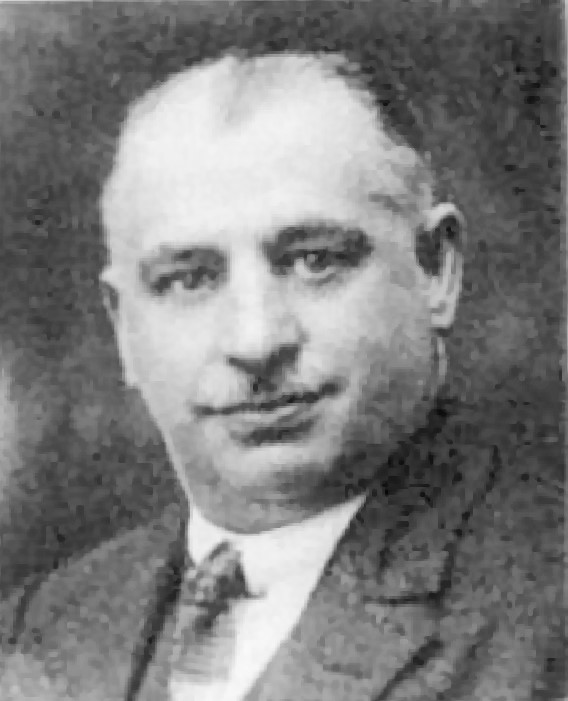
Bernhard Kuhnt (1876–1946)

- Kuhnt, Bernhard (* 1963), deutscher Kriminaloberkommissar
- Kuhnt, Dietmar (* 1937), deutscher Manager und Jurist
- Kuhnt, Dorit (* 1958), deutsche politische Beamtin
- Kuhnt, Frank (* 1954), deutscher Fußballspieler
- Kuhnt, Gottfried (1884–1967), deutscher Politiker (CDU), MdL
- Kuhnt, Hermann (1850–1925), deutscher Augenarzt und Wissenschaftler
- Kuhnt, Irina (* 1968), deutsche Hockeyspielerin
- Kuhnt, Werner (1893–1970), deutscher Fußballtorhüter
- Kuhnt, Werner (1911–2000), deutscher Politiker (NSDAP, NPD), MdR, MdL
- Kühntopf, Michael (* 1957), deutsch-schweizerischer Publizist und AutorMichael Kühntopf (* 1957)

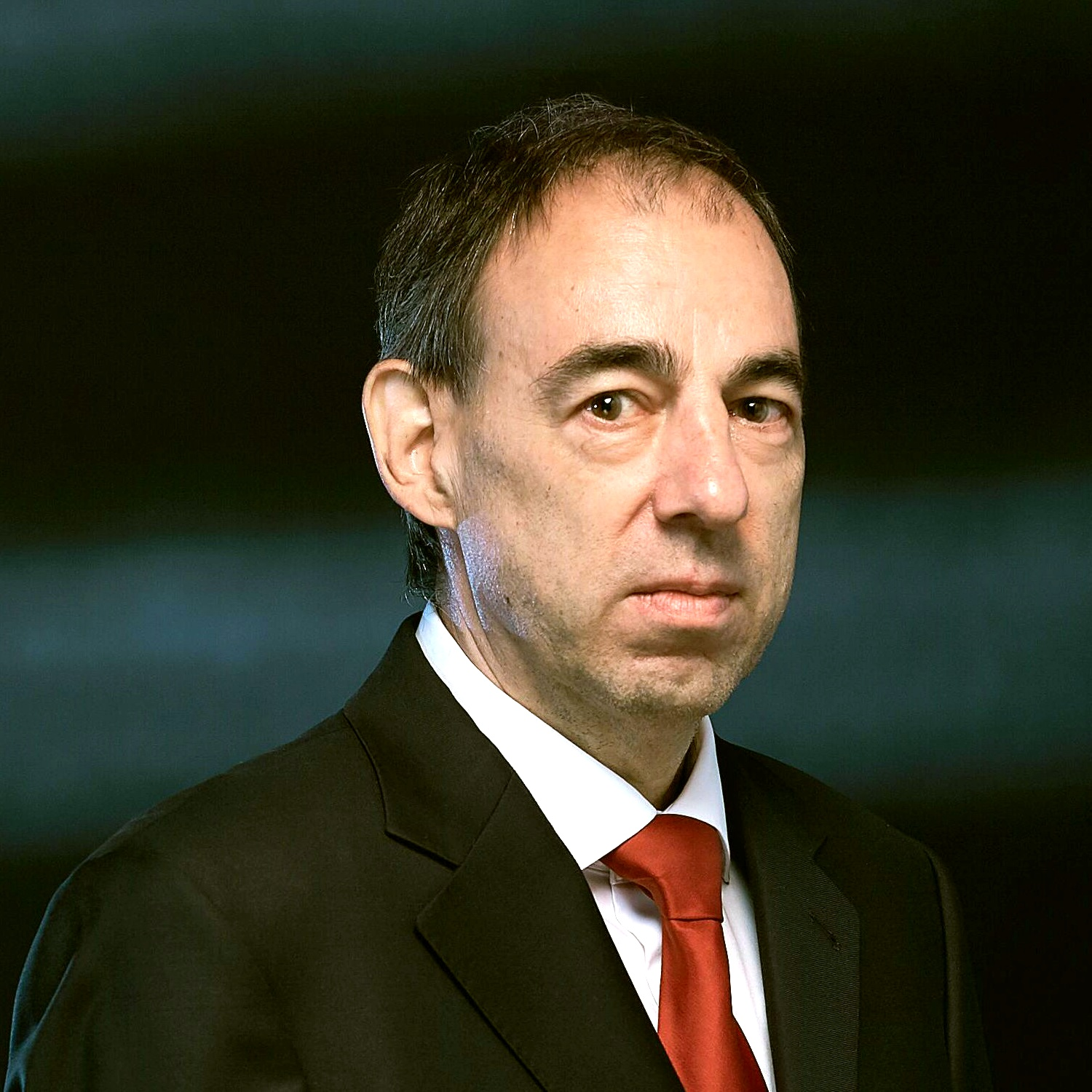
Michael Kühntopf (* 1957)

#### Kuhny
- Kuhny, Helmut (* 1918), deutscher LDPD-Funktionär, Vorsitzender des BV Magdeburg der LDPD

### Kuho
- Kuhoff, Wolfgang (* 1951), deutscher Althistoriker

### Kuhp
- Kuhpai, Milad (* 1988), deutscher Journalist, Nachrichtensprecher und Hörfunkmoderator

### Kuhr
- Kuhr, Anja (* 1955), deutsche Politikerin (GAL, MdHB)
- Kuhr, Benno (1896–1955), deutscher Politiker (NSDAP), MdR
- Kühr, Christian (1929–1997), deutscher Volkswirt, Steuerexperte und Schriftsteller
- Kühr, Dieter (* 1941), deutscher Klarinettist und Pädagoge
- Kuhr, Elfriede (1891–1966), deutsche Politikerin (CDU), MdA
- Kühr, Erich Carl (1899–1951), deutscher Astrologe und Schriftsteller
- Kuhr, Ernst (1912–1999), deutscher Schauspieler, Regisseur und Synchronsprecher
- Kuhr, Fritz (1899–1975), deutscher Maler und Grafiker
- Kühr, Gerd (* 1952), österreichischer Komponist und Dirigent
- Kuhr, Gustav (1914–2000), deutscher Bootsbauer und Werftbesitzer
- Kuhr, Heinrich (1892–1971), deutscher Politiker (Zentrum, CDU), MdL
- Kuhr, Hermann (1879–1925), deutscher Turnlehrer
- Kuhr, Hermann (1938–2013), deutscher Archivar und Historiker
- Kuhr, Lenny (* 1950), niederländische SängerinLenny Kuhr (* 1950)

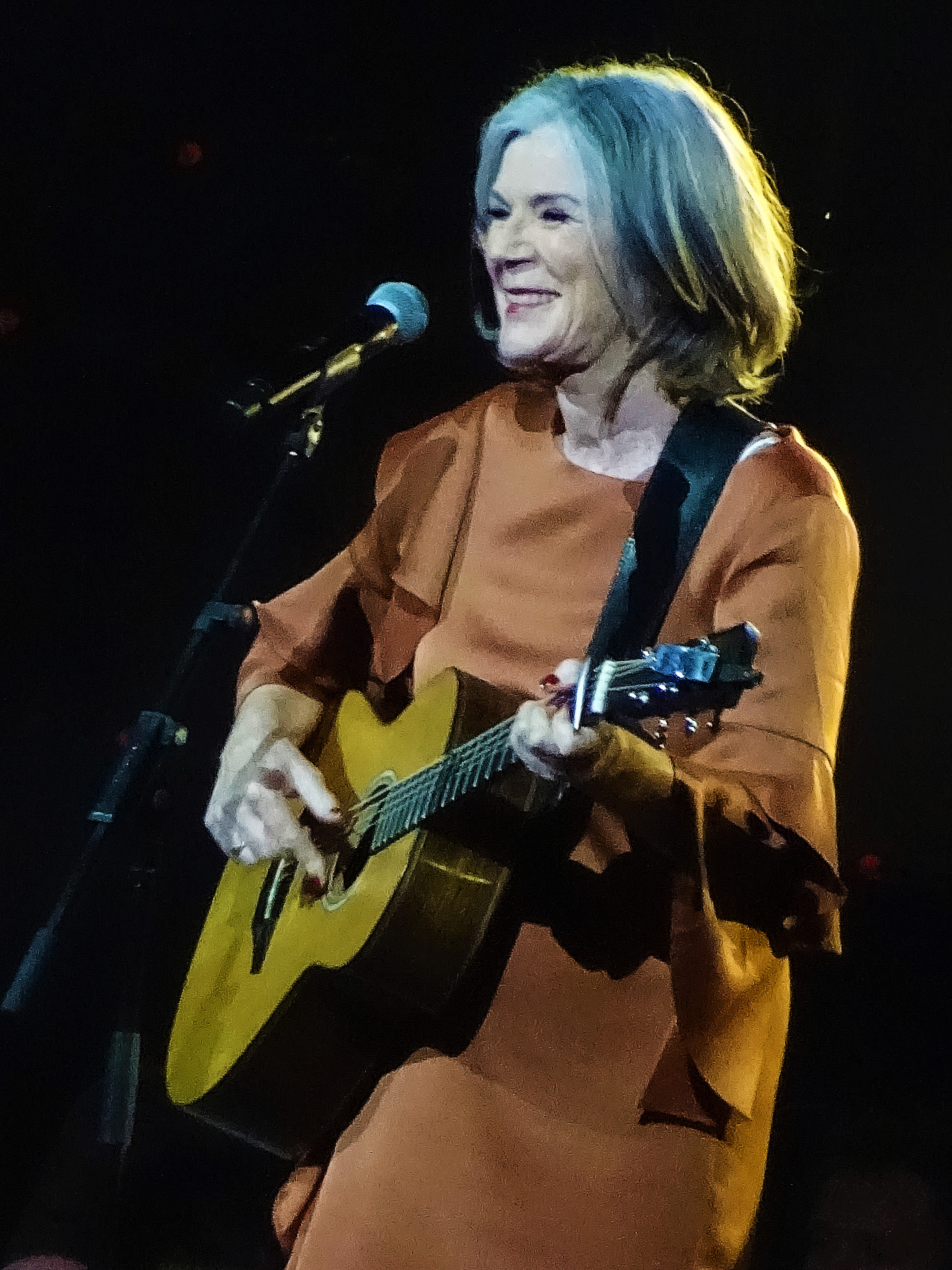
Lenny Kuhr (* 1950)

- Kühr, Ludwig (1904–1958), deutscher Aufnahmeleiter
- Kuhr, Michael (* 1962), deutscher Kickboxer und Betreiber eines Sicherheitsdienstes
- Kühr, Pina (* 1987), deutsche Schauspielerin
- Kuhr, Wilhelm (1865–1914), deutscher Verwaltungsjurist, Bürgermeister von Burg bei Magdeburg und Pankow
- Kuhr, Wolfgang (* 1933), deutscher Banker, Kommunalpolitiker und Rechtsanwalt
- Kuhrau-Neumärker, Dorothea (1940–2025), deutsche Evangelische Theologin und Hochschullehrerin
- Kührer, Julia (1990–2006), österreichisches Mordopfer
- Kührer-Wielach, Florian (* 1982), österreichischer Historiker
- Kuhrig, Heinz (1929–2001), deutscher Politiker (SED), MdV, Minister für Land-, Forst- und Nahrungsgüterwirtschaft der DDR
- Kührner, Georg Heinrich (1875–1949), österreichischer Maler
- Kuhrt, Amélie (1944–2023), deutsch-britische Historikerin
- Kuhrt, Emil (1848–1909), deutscher Eisenbahnpionier
- Kuhrt, Henriette (* 1977), deutsche Schriftstellerin, Journalistin und Vertreterin der Post-Pop-Literatur
- Kuhrt, Nicola (* 1974), deutsche Journalistin
- Kuhrt, Rolf (* 1936), deutscher Maler, Grafiker und Plastiker
- Kührt, Veit (* 1940), deutscher Skispringer

### Kuhs
- Kuhs, Bernd (* 1957), deutscher Chemiker, Naturforscher, Erfinder und Pilot
- Kuhs, Joachim (* 1956), deutscher Politiker (AfD), MdEP
- Kühschelm, Josef (1855–1908), österreichischer Priester, Reichsratsmitglied und Landtagsabgeordneter
- Kühschelm, Roman (* 1952), österreichischer römisch-katholischer Theologe
- Kuhschmalz, Franz († 1457), Fürstbischof von Ermland
- Kuhse, Bernhard (1856–1917), deutscher Lehrer, Pionier des Wanderruderns
- Kuhse, Hanne-Lore (1925–1999), deutsche Opernsängerin (Sopran)
- Kuhse, Helene (* 1859), deutsche Theaterschauspielerin und Sängerin
- Kuhse, Helga (* 1940), deutsch-australische utilitaristische Philosophin und Bioethikerin
- Kühsel-Hussaini, Mariam (* 1987), deutsch-afghanische Schriftstellerin
- Kuhsiek, Rolf (* 1938), deutscher Schauspieler und Hörspielsprecher

### Kuht
- Kuhta, Kimmo (* 1975), finnischer Eishockeyspieler
- Kühtmann, Alfred (1847–1931), deutscher Jurist und Rechtswissenschaftler
- Kühtmann, Johann Christian (1815–1869), deutscher Buchhändler und Verleger
- Kühtreiber, Thomas (* 1967), österreichischer Bauhistoriker und Mittelalterarchäologe
- Kühtz, Hans (* 1894), deutscher Politiker (NSDAP) und SS-Führer
- Kuhtz, Ralf (1960–2022), deutscher Basketballnationalspieler

### Kuhw
- Kuhwede, Ron (* 1979), deutscher Fotograf
- Kuhweide, Willi (* 1943), deutscher Regattasegler, Olympiasieger, vierfacher Weltmeister und dreifacher EuropameisterWilli Kuhweide (* 1943)

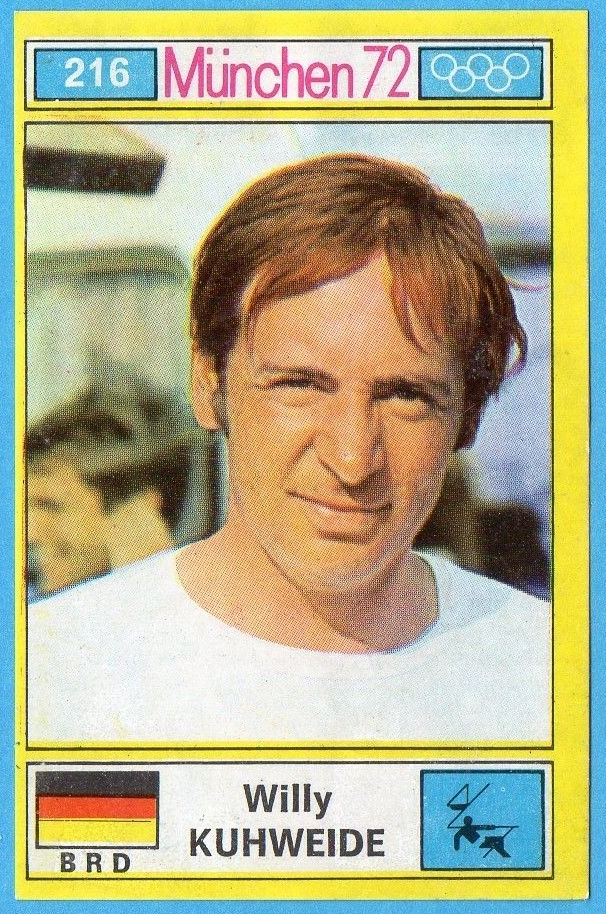
Willi Kuhweide (* 1943)